# Liste der Wappen im Rheingau-Taunus-Kreis
Diese Liste zeigt die Wappen der Städte und Gemeinden sowie Wappen von ehemals selbständigen Gemeinden und aufgelösten Landkreisen im Rheingau-Taunus-Kreis in Hessen. In dieser Liste werden die Wappen mit dem Gemeindelink angezeigt.

Rheingau-Taunus-Kreis[1]
Lage des Rheingau-Taunus-Kreises in Hessen
Lage des Rheingau-Taunus-Kreises in Deutschland

## Wappen der Städte und Gemeinden
- Gemeinde
Aarbergen
- Kreisstadt
Bad Schwalbach
- Stadt
Eltville am Rhein
- Stadt
Geisenheim
- Gemeinde
Heidenrod
- Gemeinde
Hohenstein
- Gemeinde
Hünstetten
- Stadt
Idstein
- Gemeinde
Kiedrich
- Stadt
Lorch
- Gemeinde
Niedernhausen
- Stadt
Oestrich-Winkel
- Stadt
Rüdesheim am Rhein
- Gemeinde
Schlangenbad
- Stadt
Taunusstein
- Gemeinde
Waldems
- Gemeinde
Walluf

## Wappen ehemaliger Landkreise

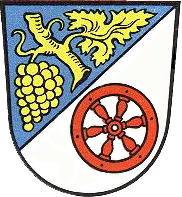
Rheingaukreis
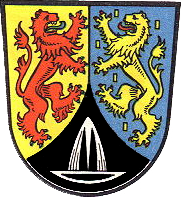
Untertaunuskreis

## Wappen ehemaliger Städte und Gemeinden

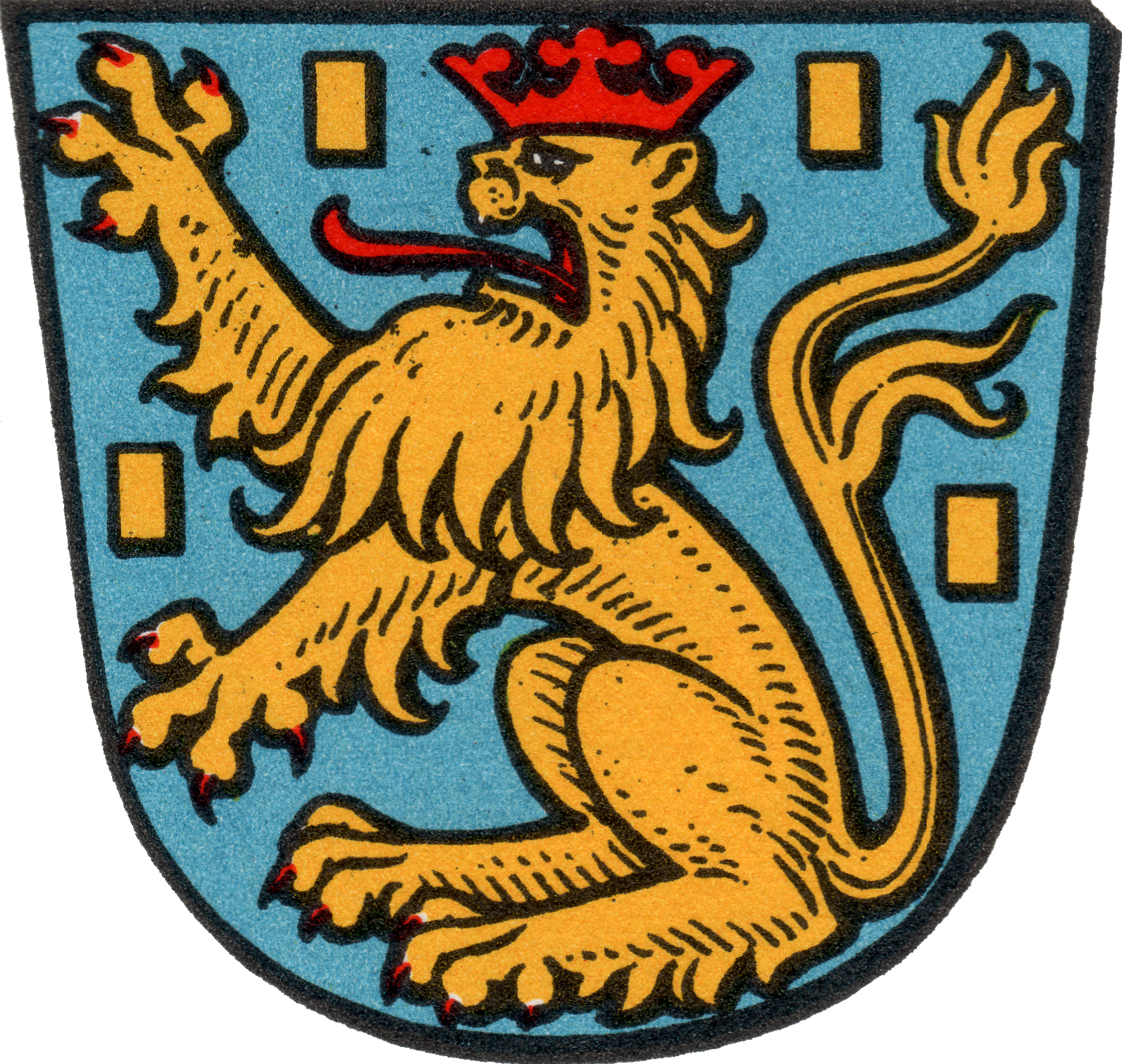
Stadt Bad Schwalbach Ortsteil Adolfseck
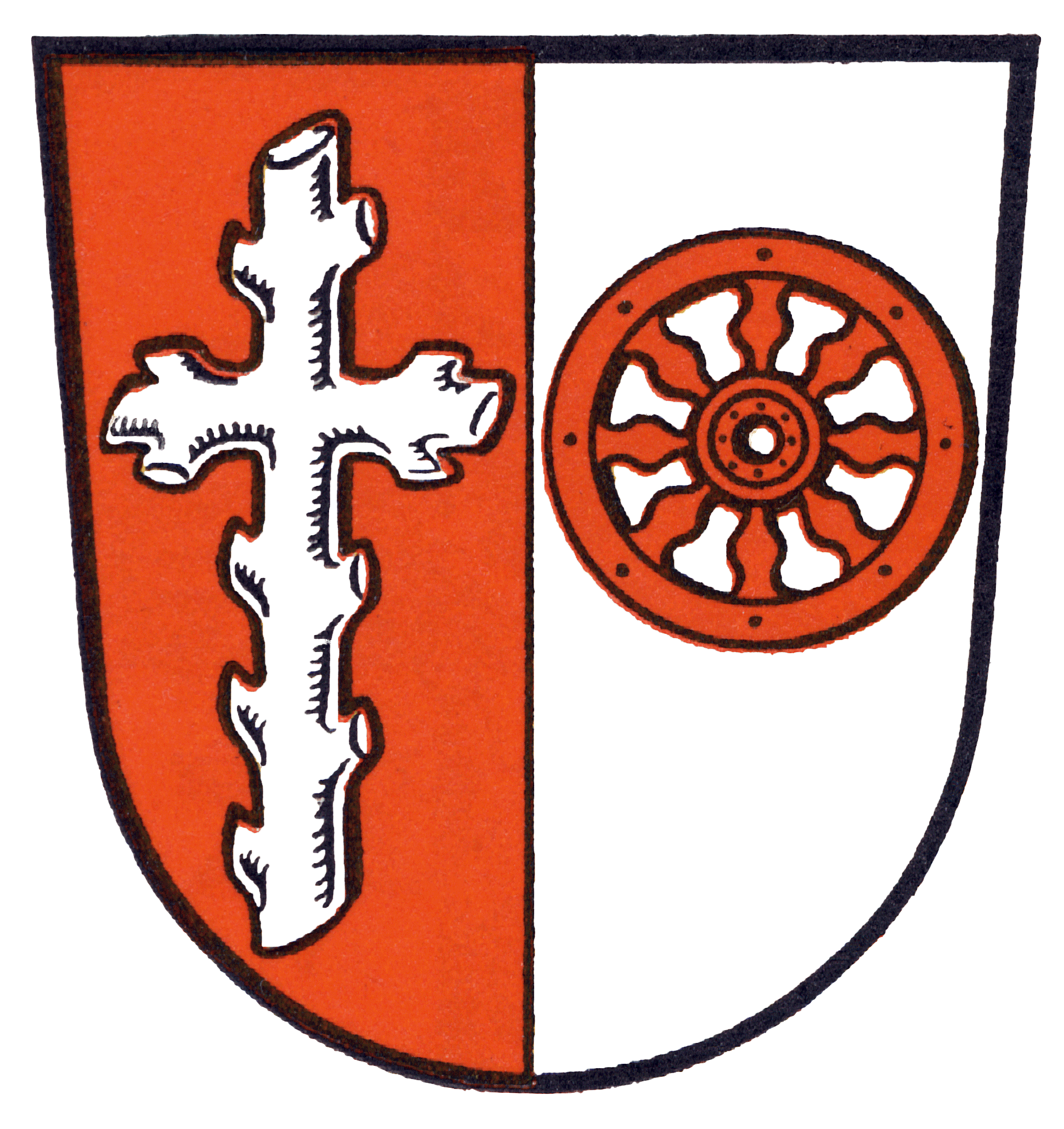
Stadt Rüdesheim Ortsteil Assmannshausen

Gemeinde Assmannshausen (1971–1977)
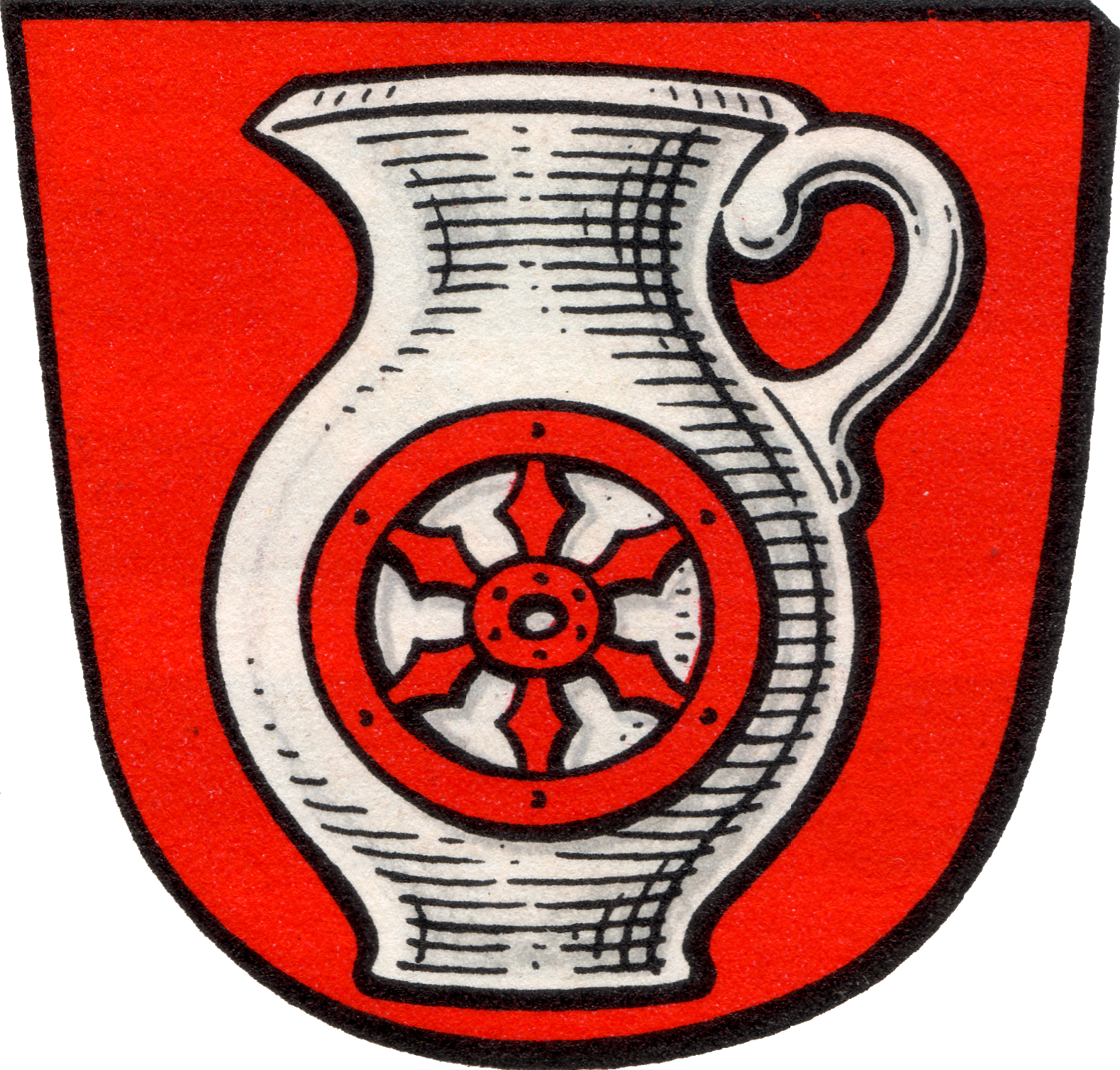
Stadt Rüdesheim Ortsteil Aulhausen
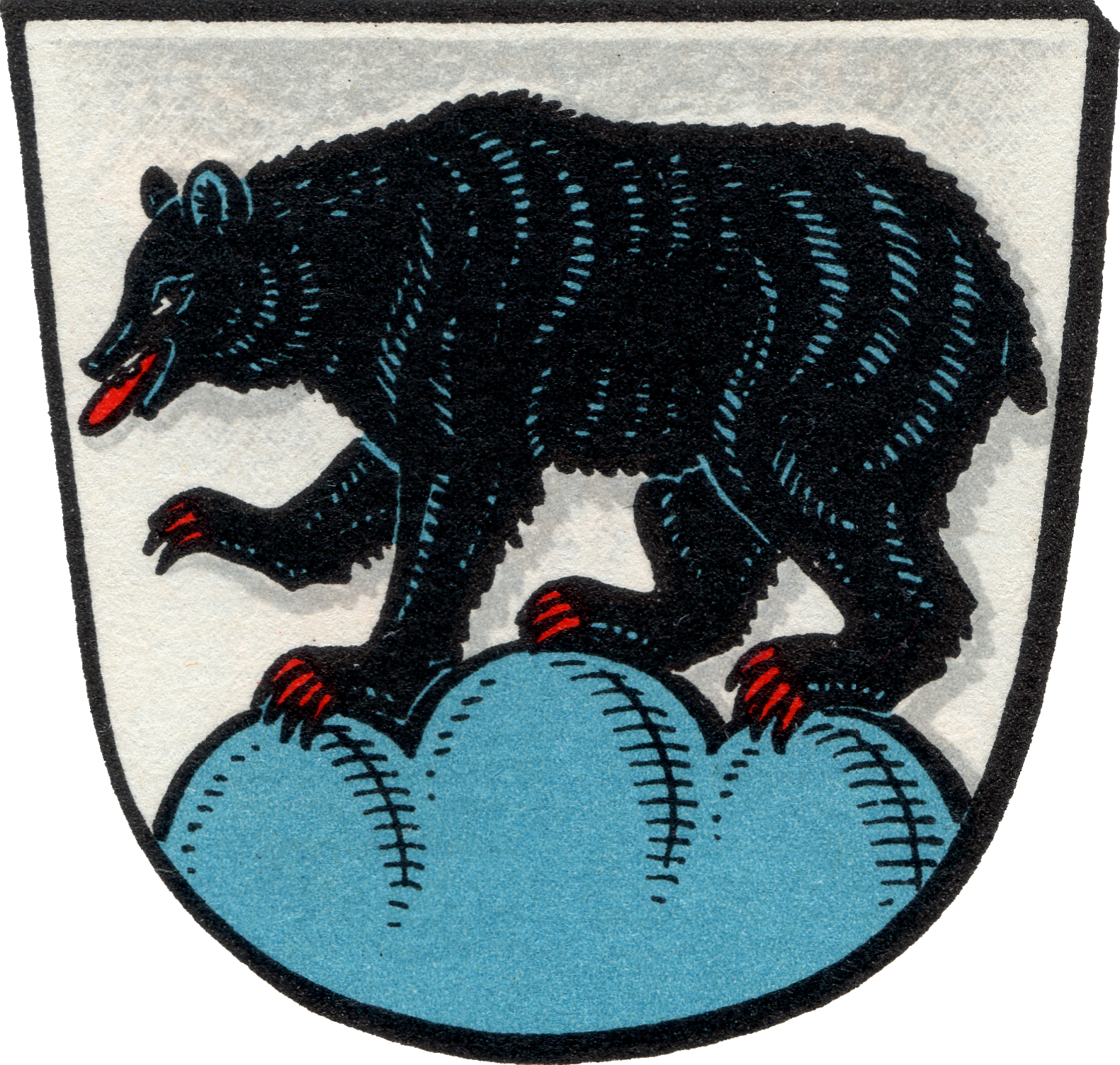
Gemeinde Schlangenbad Ortsteil Bärstadt
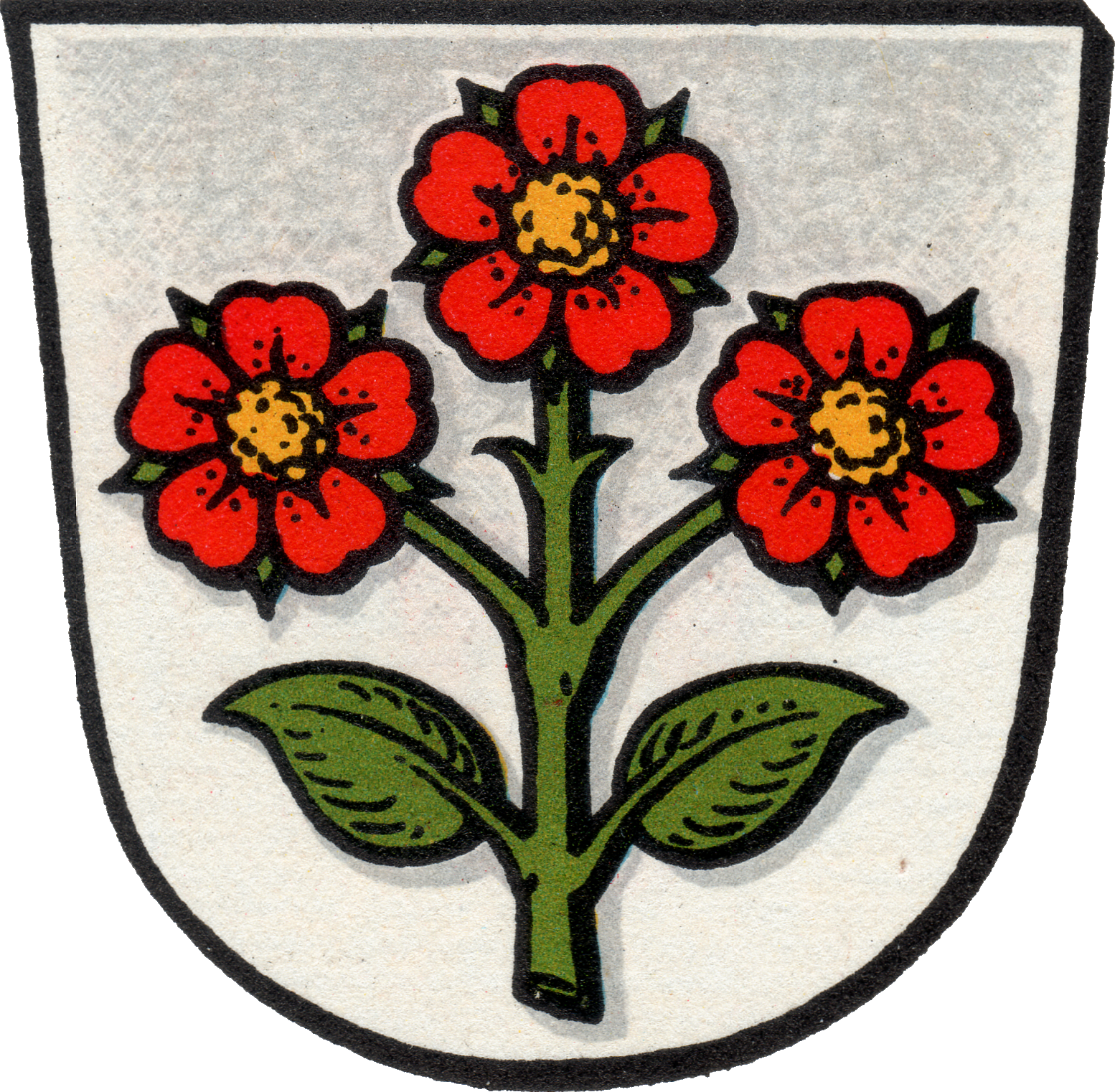
Gemeinde Hünstetten Ortsteil Bechtheim
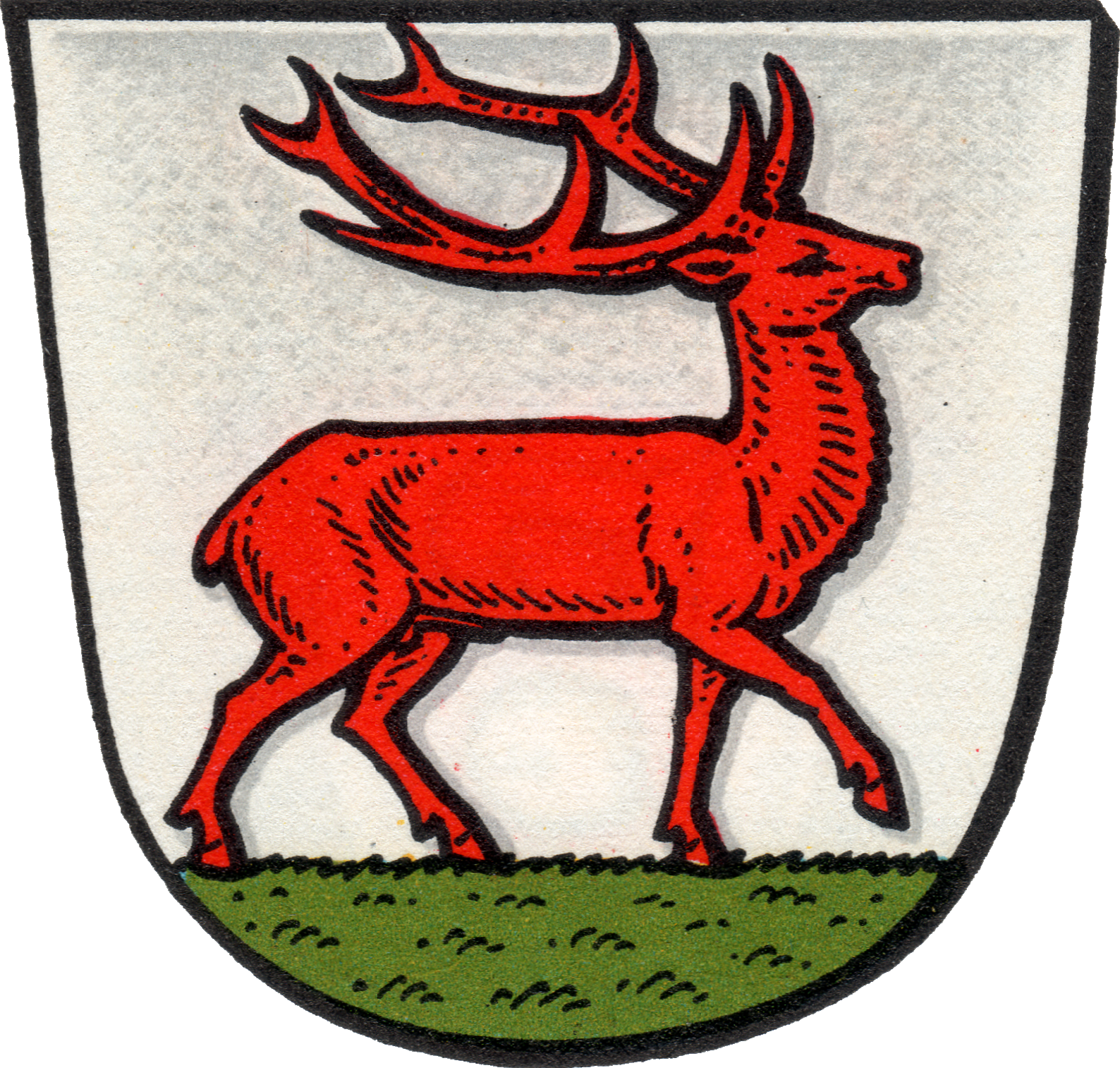
Gemeinde Waldems Ortsteil Bermbach
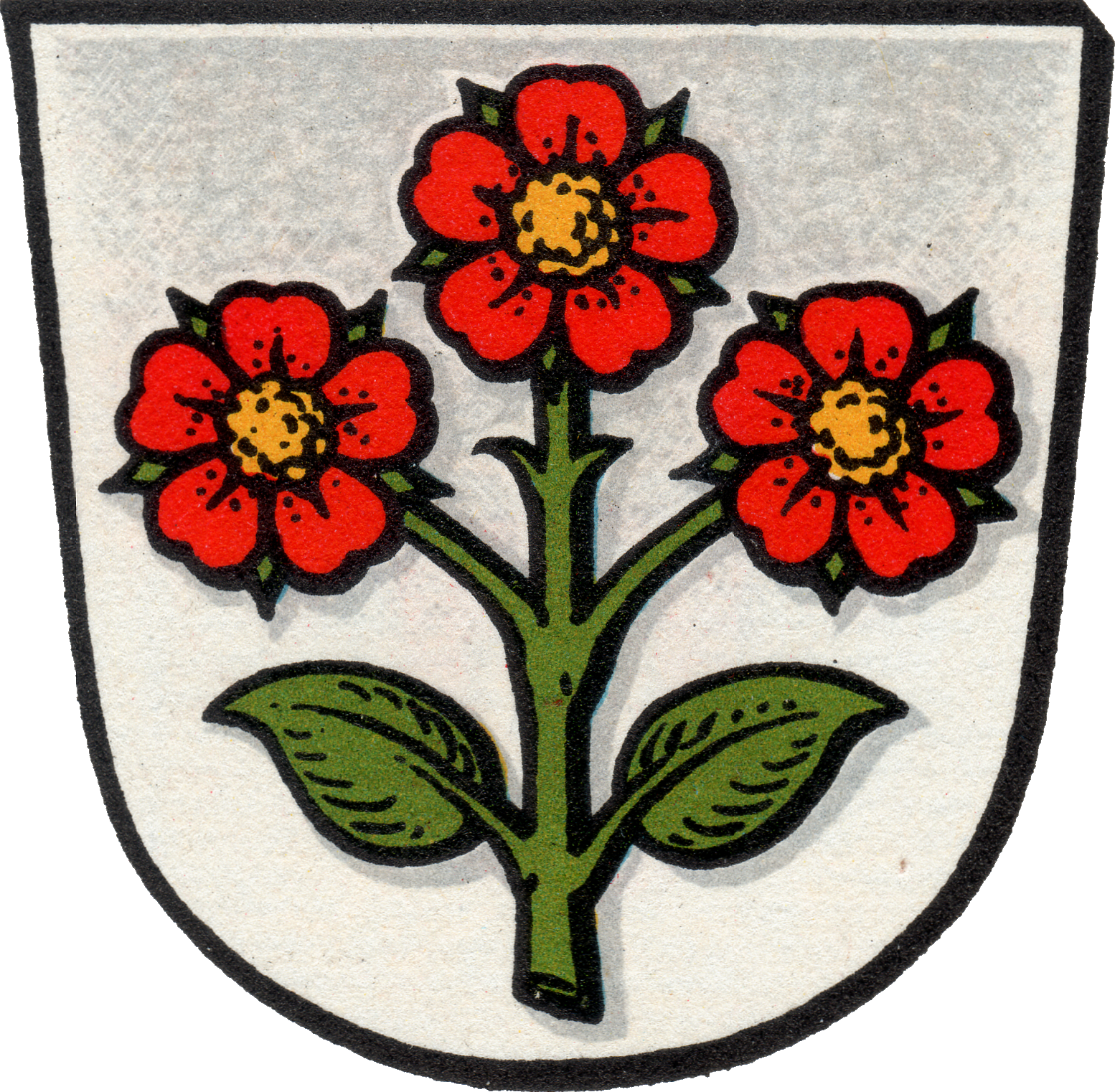
Gemeinde Hünstetten Ortsteil Beuerbach
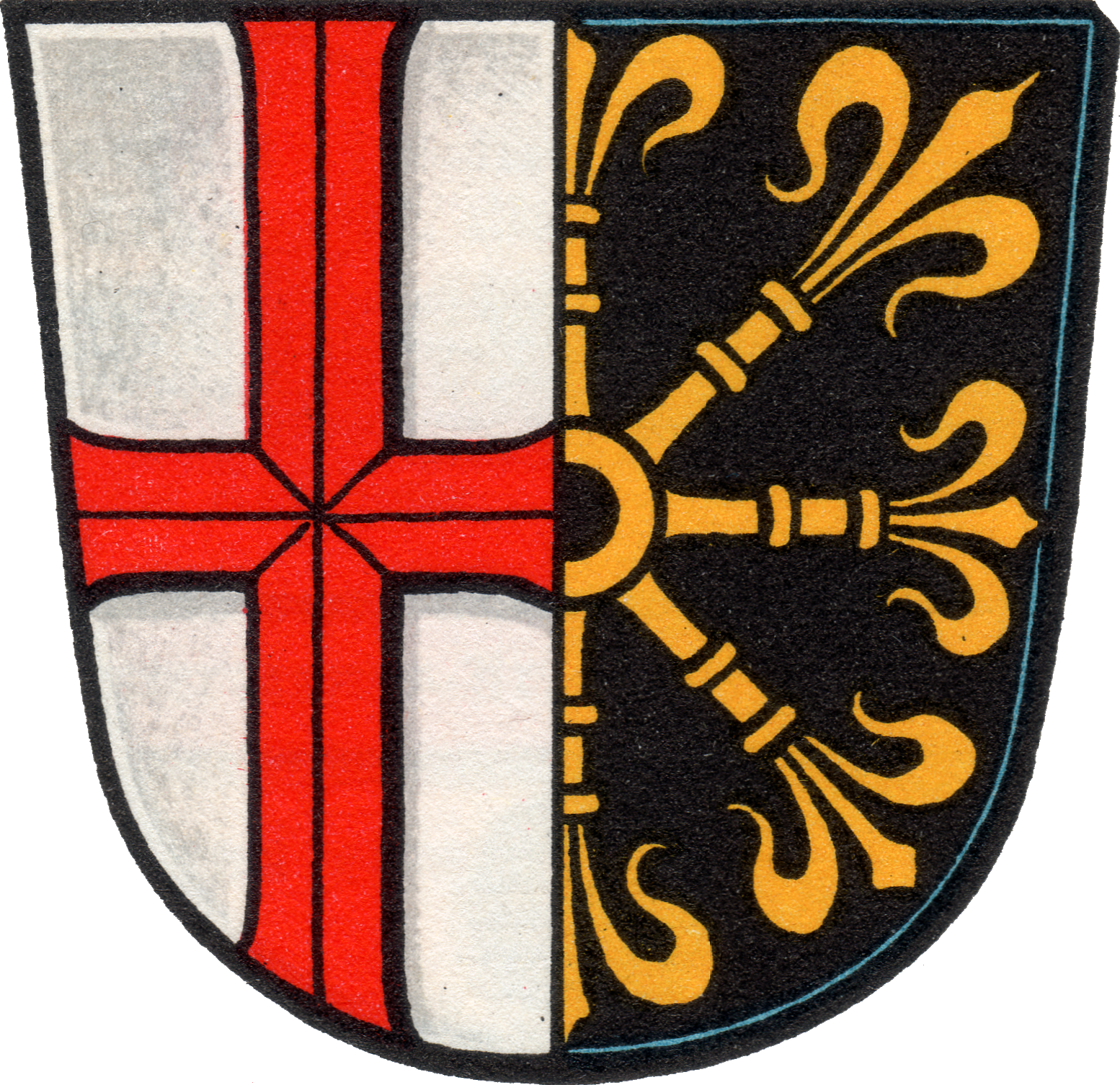
Stadt Taunusstein Ortsteil Bleidenstadt
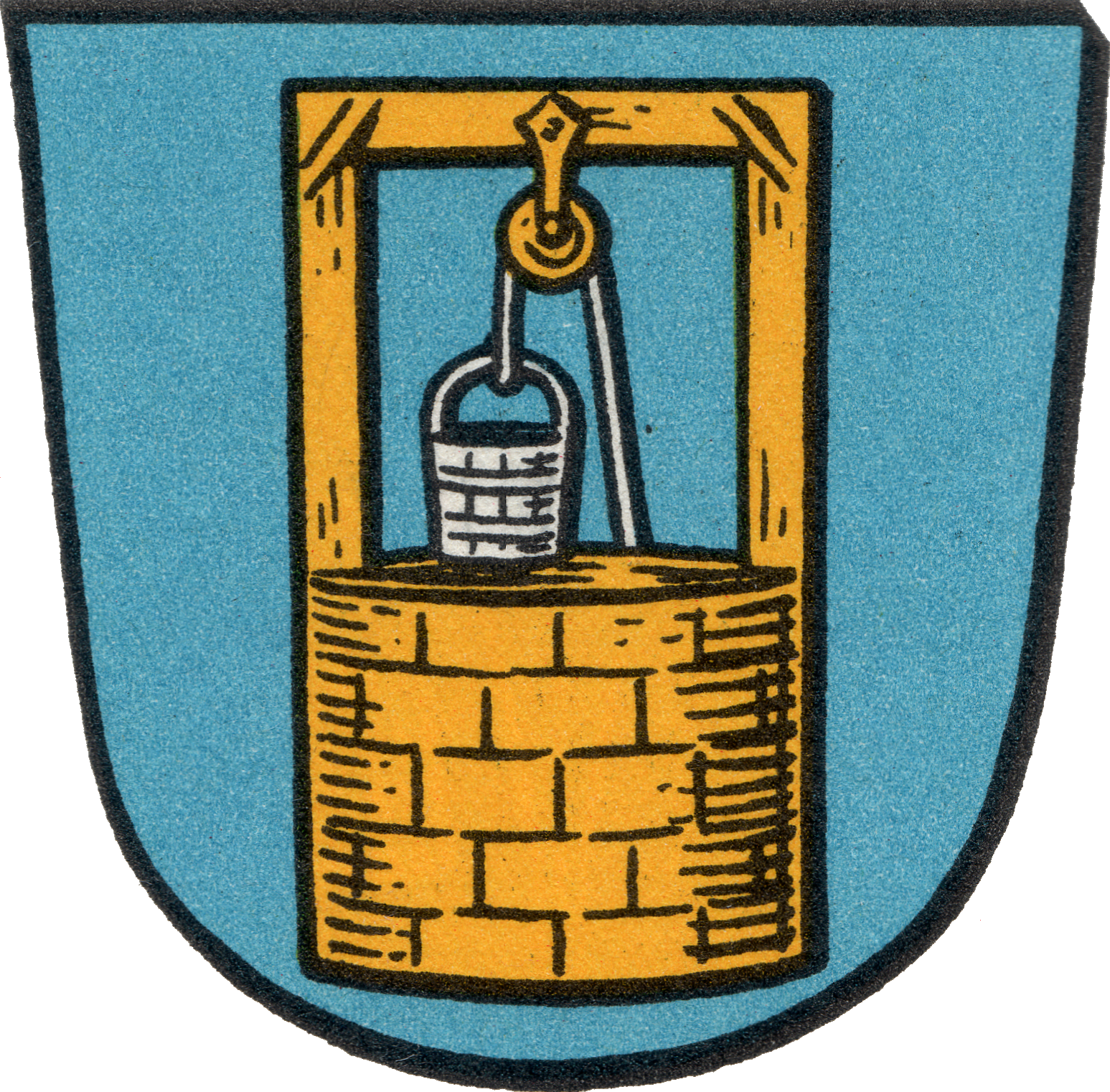
Gemeinde Hohenstein Ortsteil Born
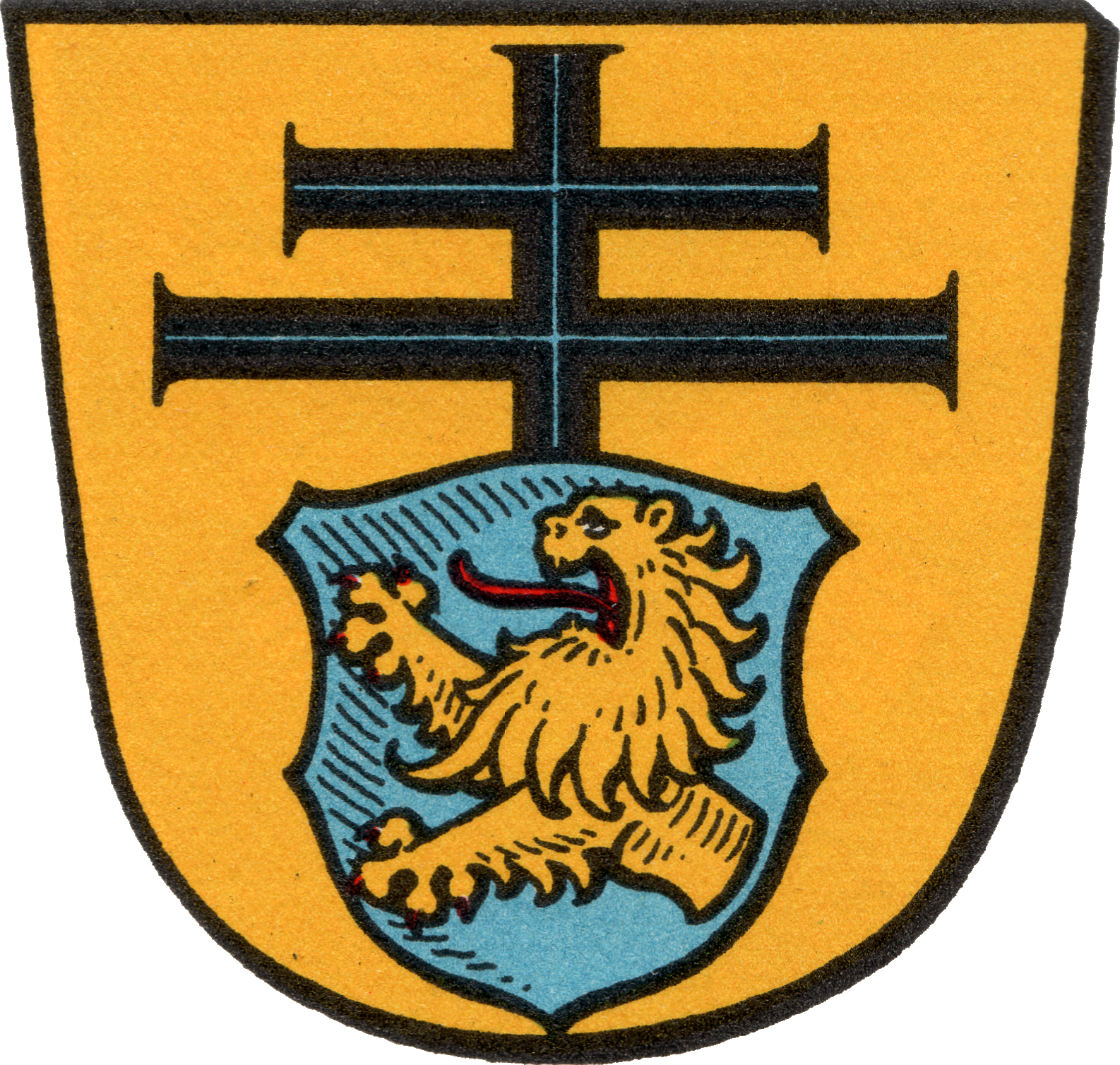
Gemeinde Hohenstein Ortsteil Breithardt
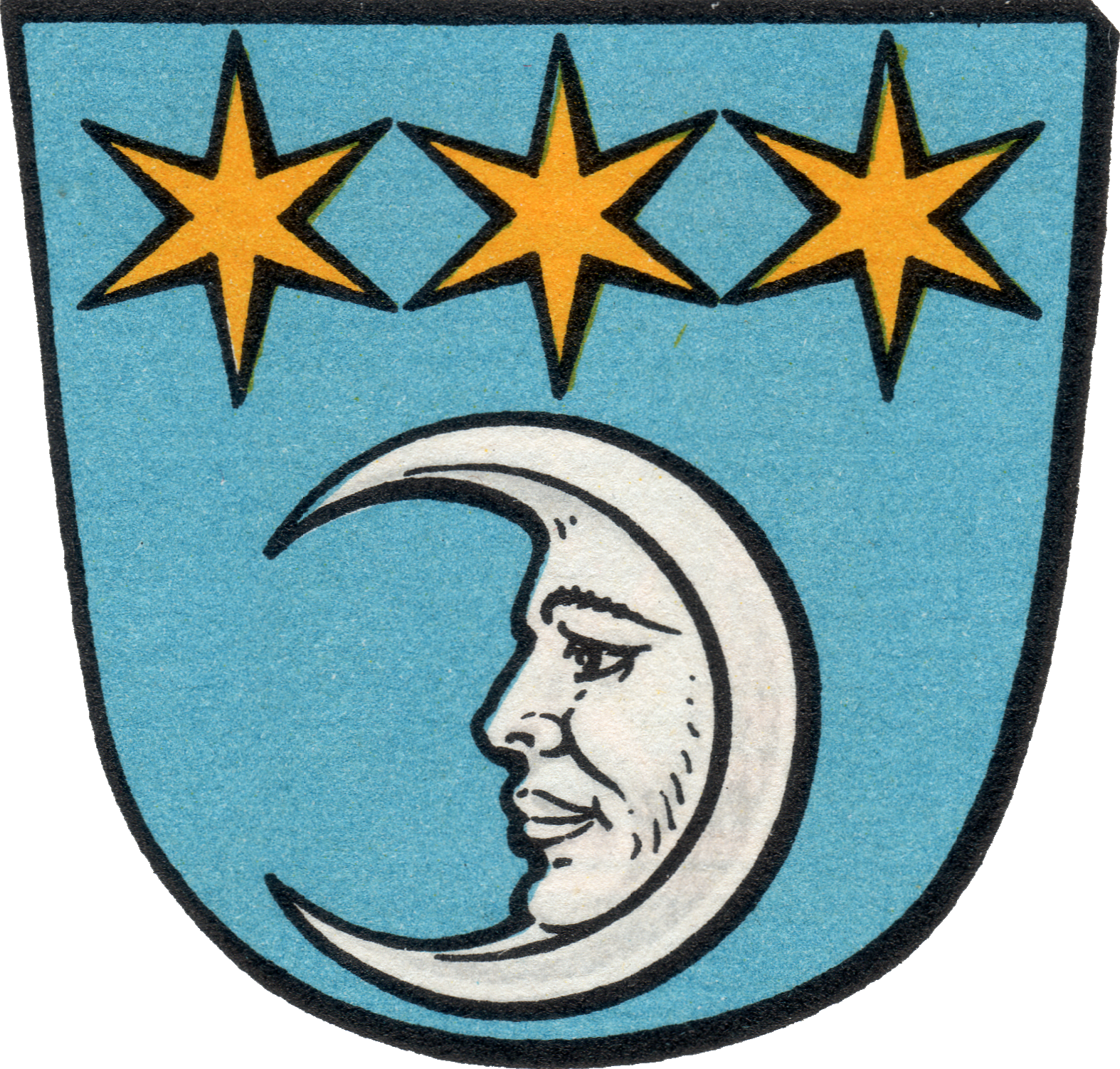
Stadt Idstein Ortsteil Dasbach
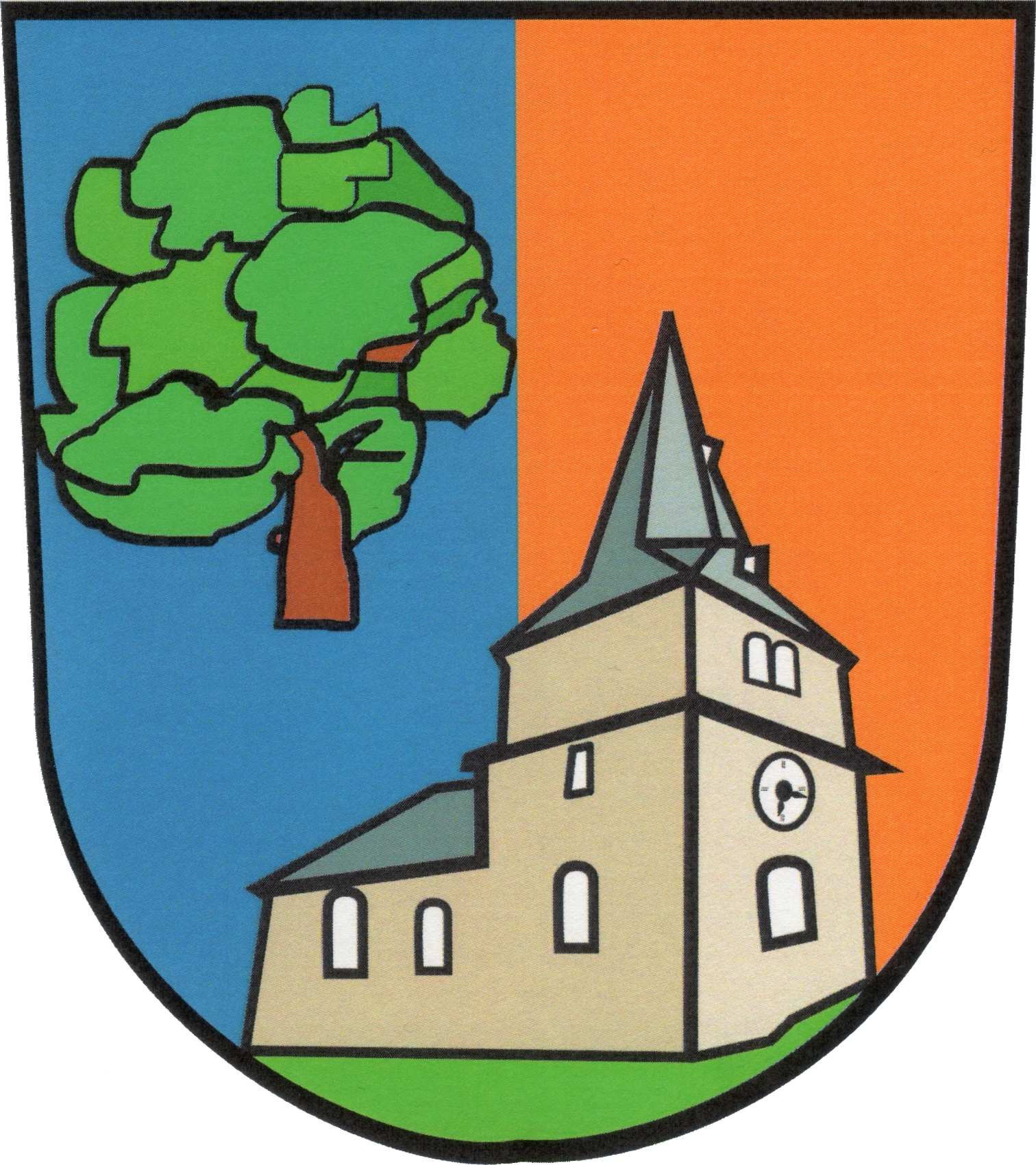
Gemeinde Heidenrod Ortsteil Dickschied
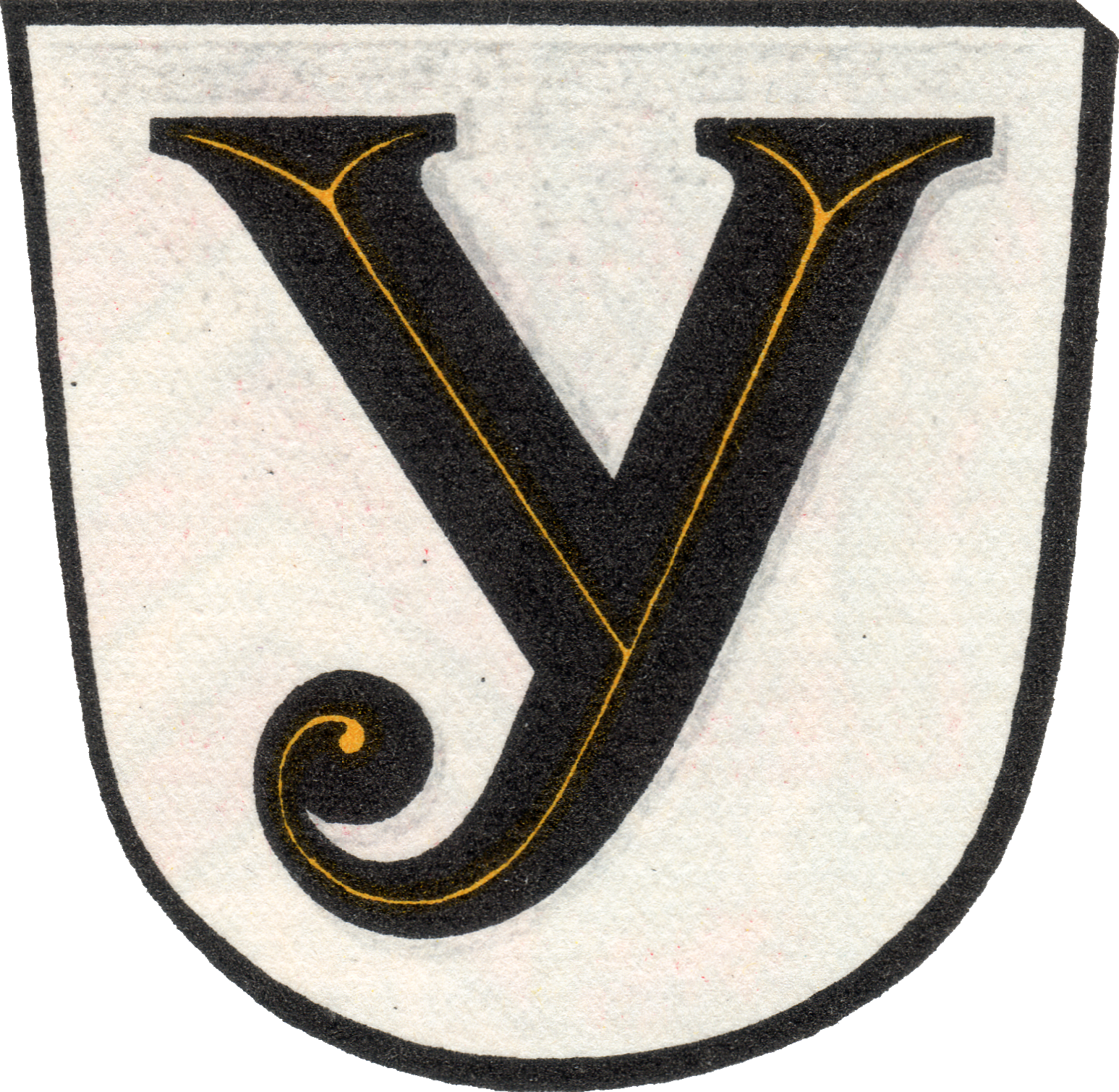
Stadt Rüdesheim Ortsteil Eibingen
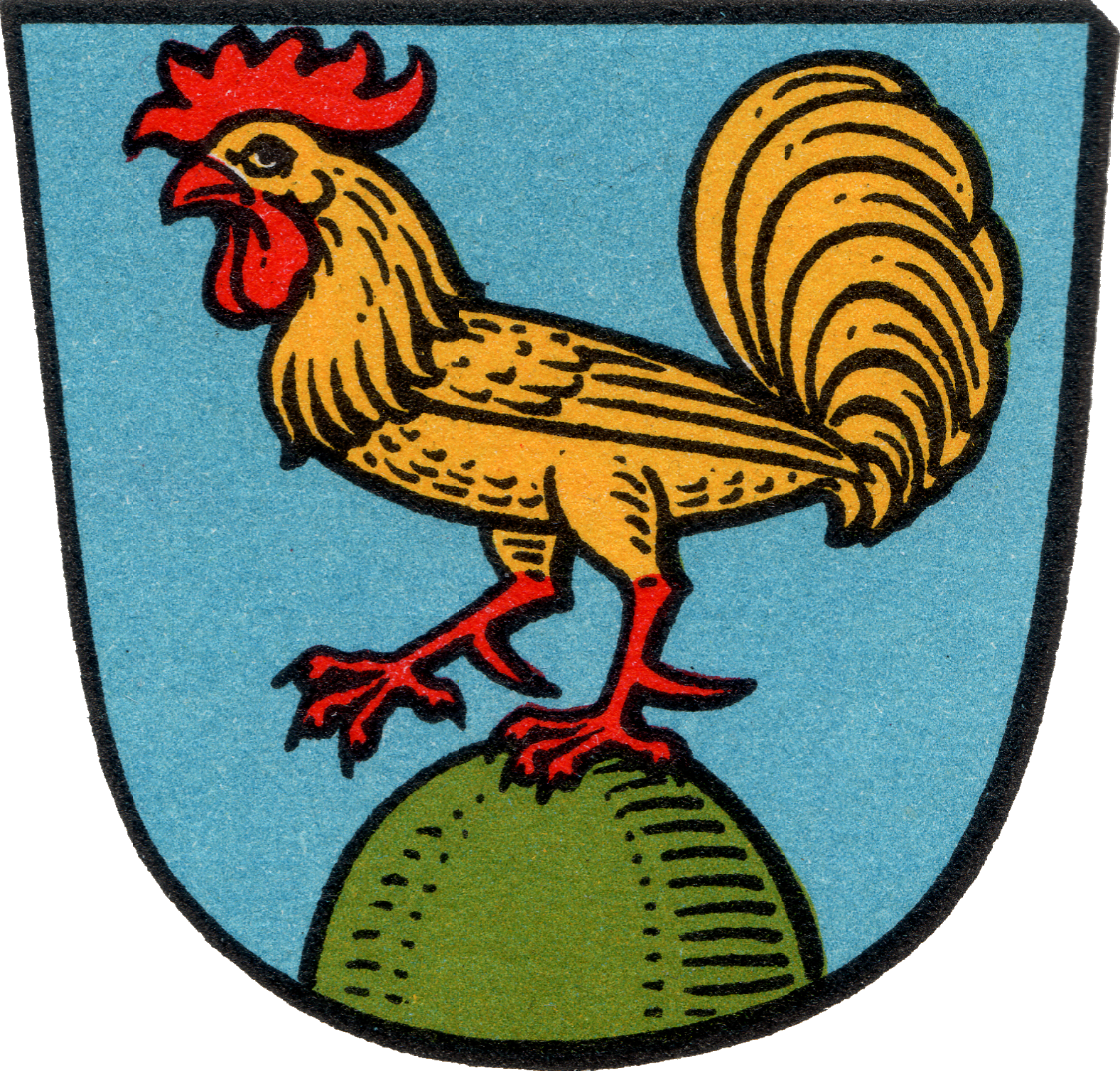
Gemeinde Niedernhausen Ortsteil Engenhahn
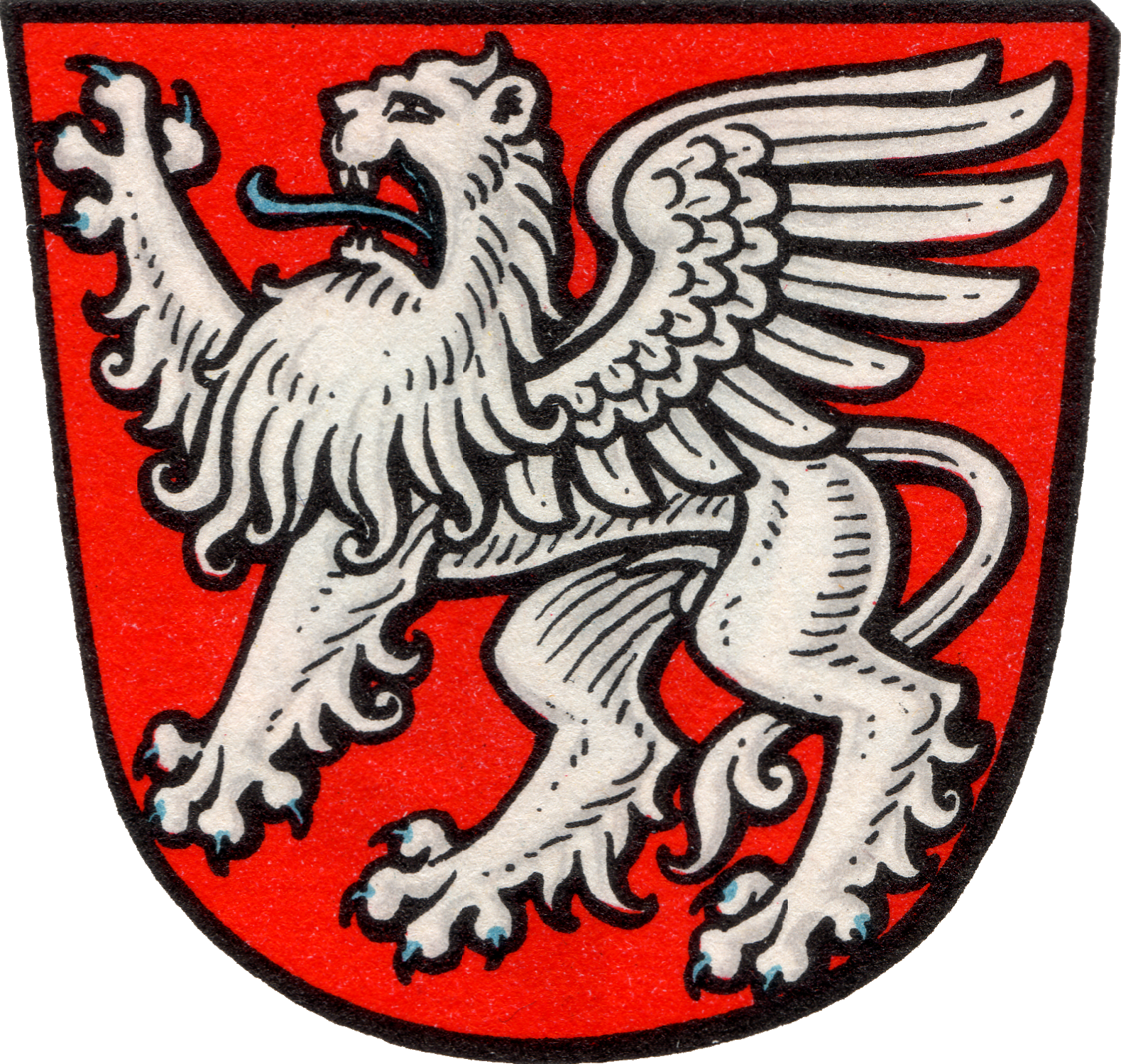
Stadt Eltville am Rhein Ortsteil Erbach
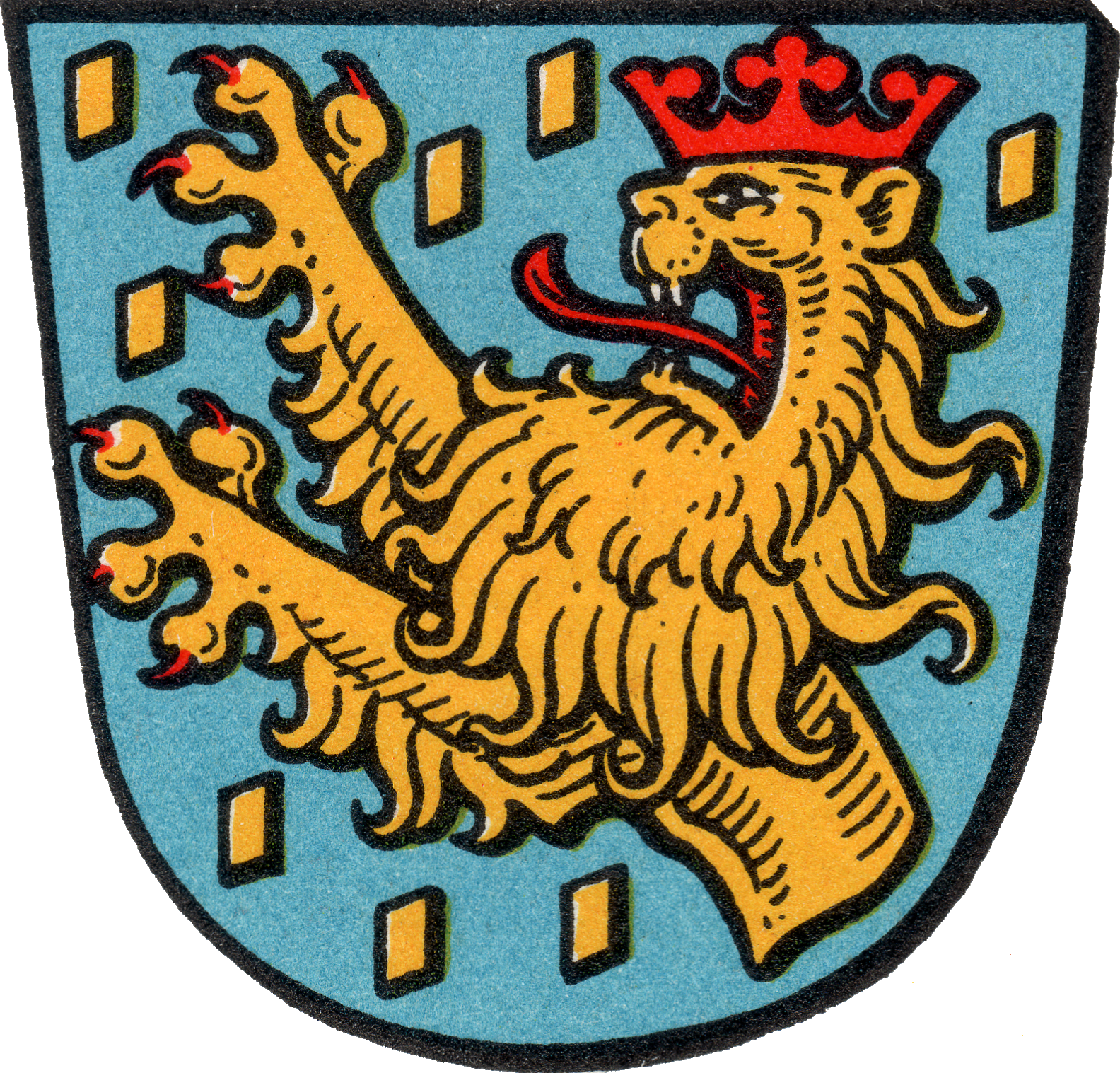
Gemeinde Waldems Ortsteil Esch
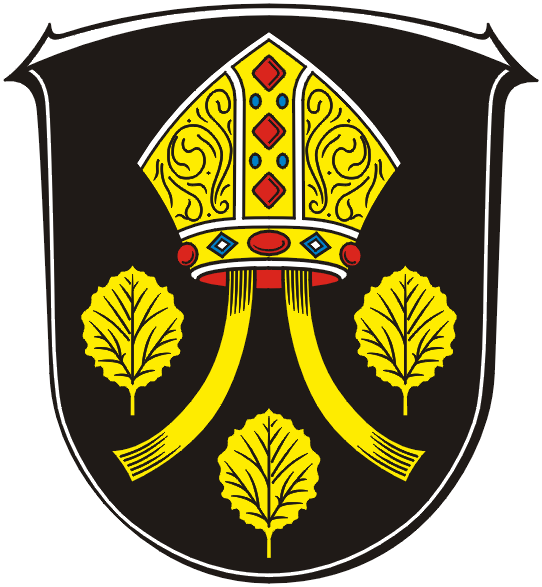
Stadt Lorch Ortsteil Espenschied
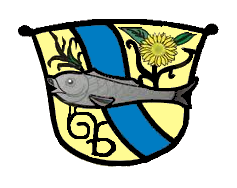
Stadt Bad Schwalbach Ortsteil Fischbach
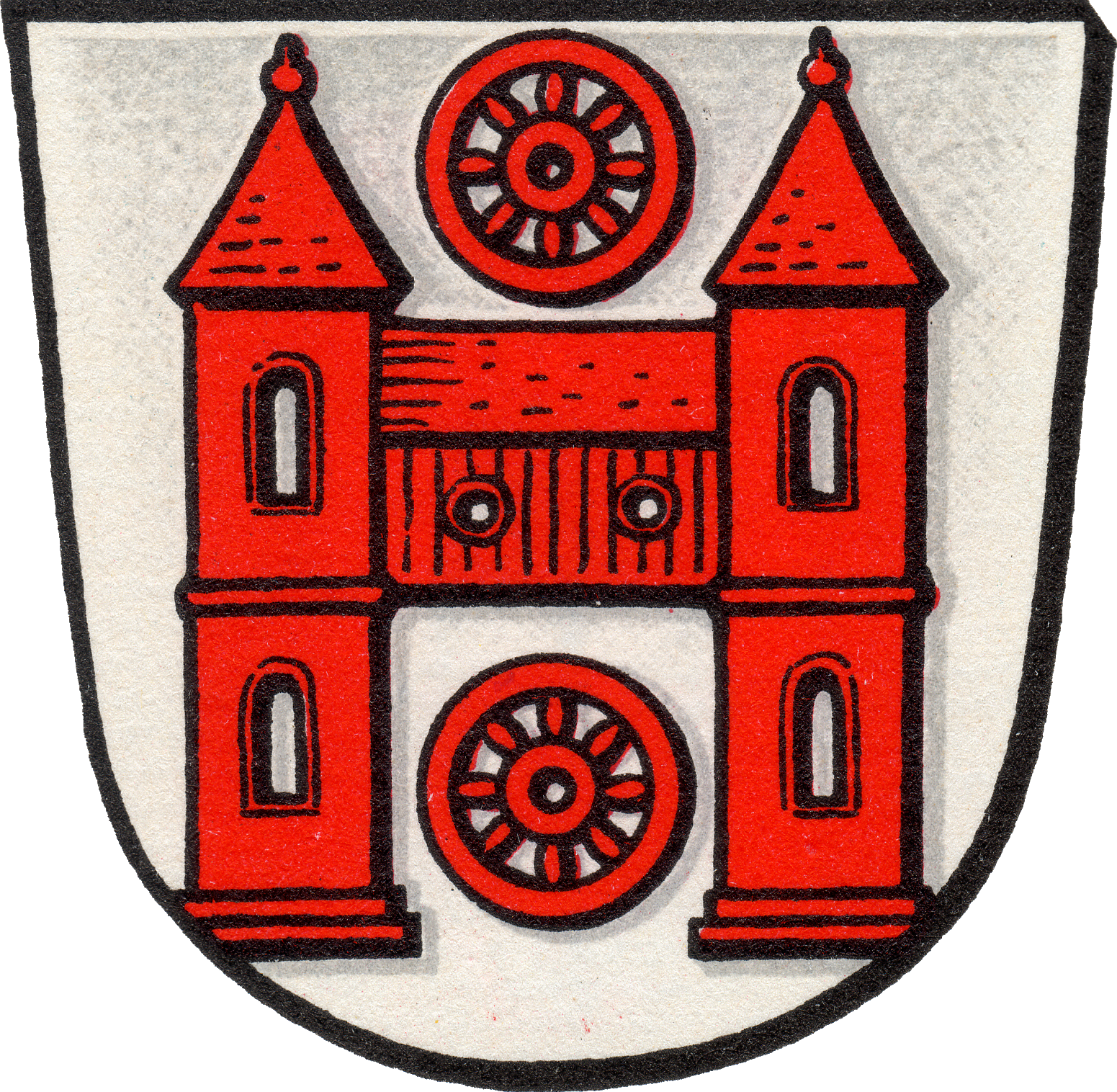
Stadt Geisenheim Ortsteil Geisenheim
Gemeinde Schlangenbad Ortsteil Georgenborn
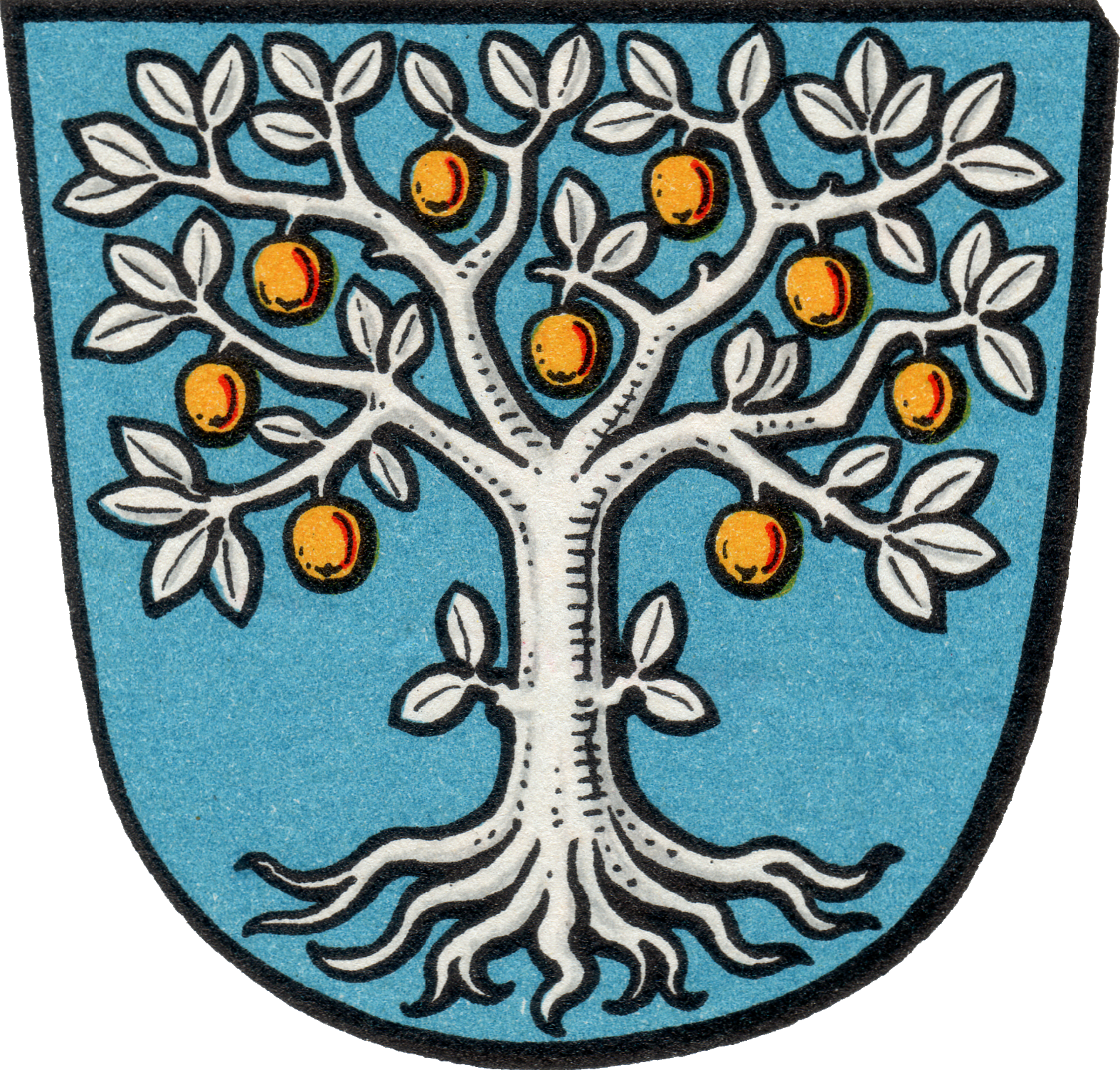
Gemeinde Hünstetten Ortsteil Görsroth
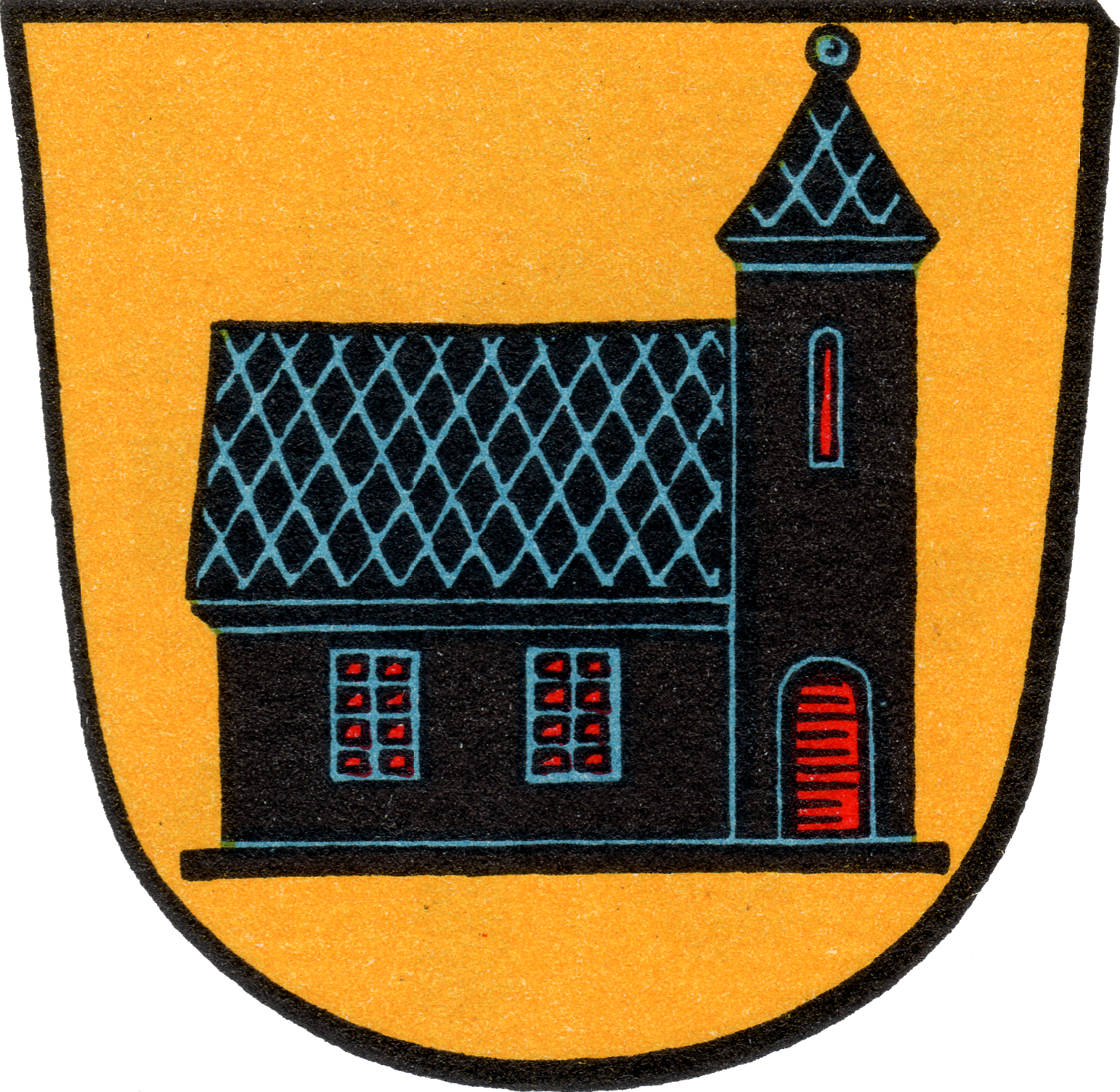
Gemeinde Heidenrod Ortsteil Grebenroth
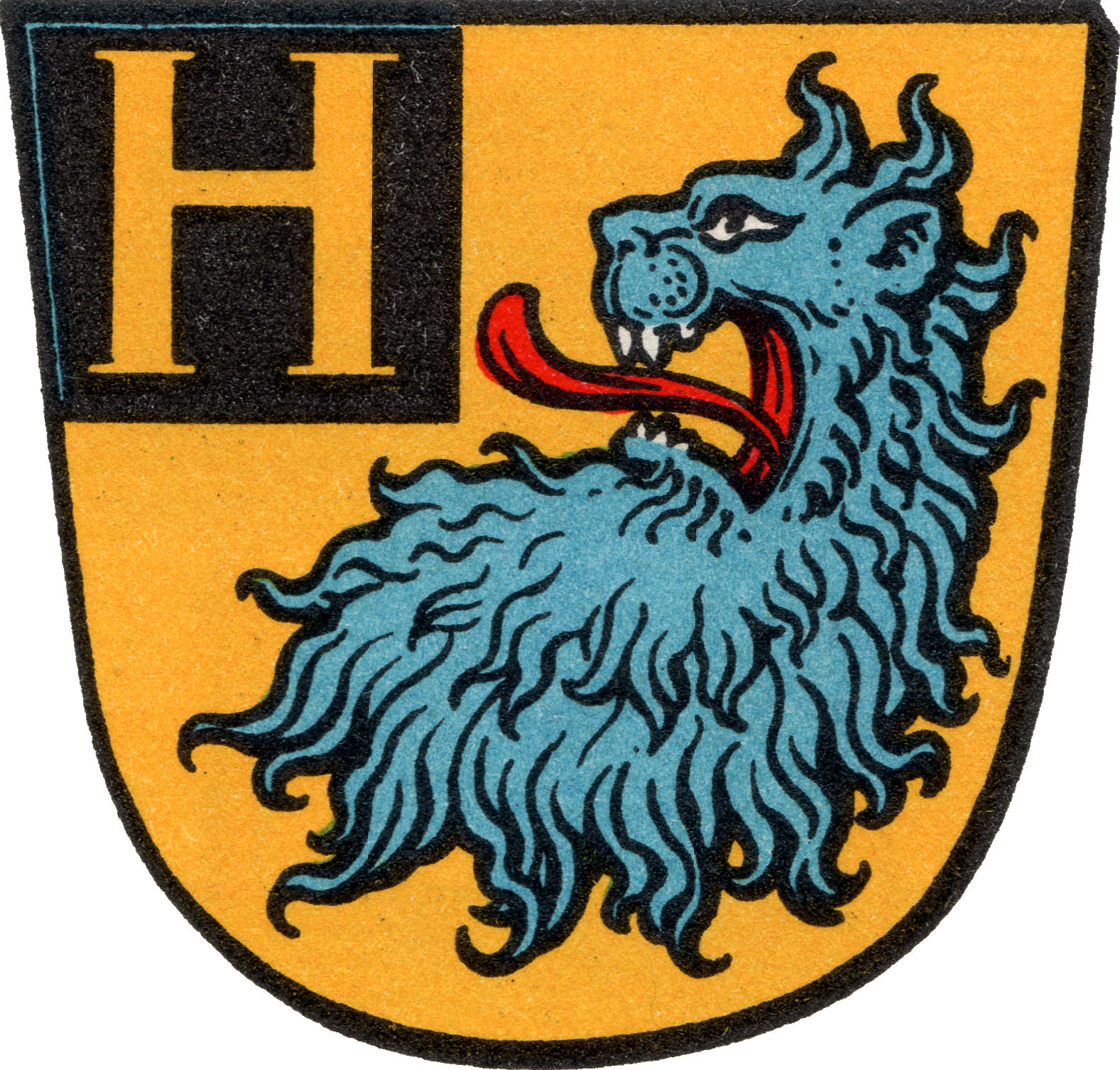
Stadt Taunusstein Ortsteil Hahn
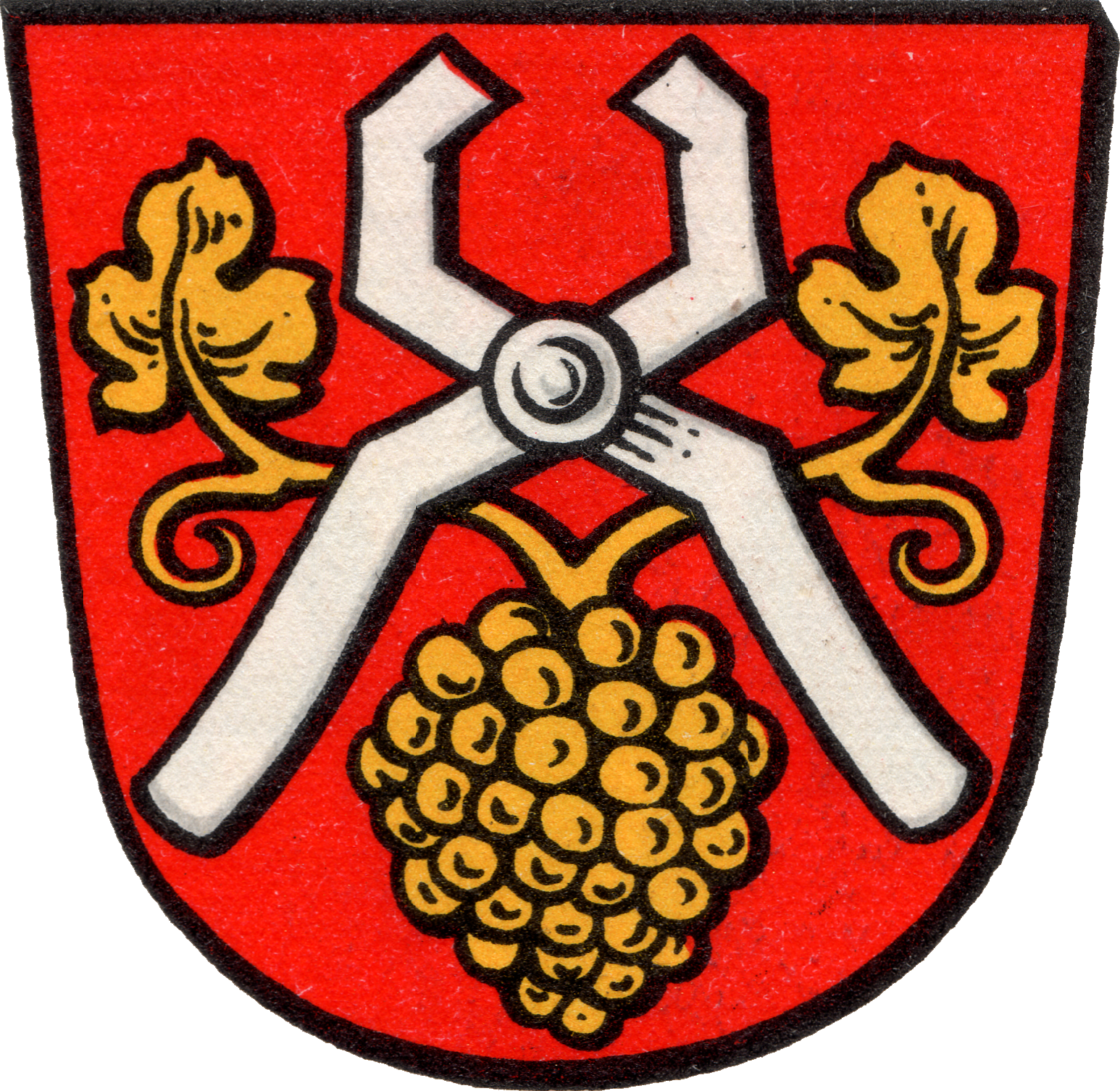
Stadt Oestrich-Winkel Ortsteil Hallgarten
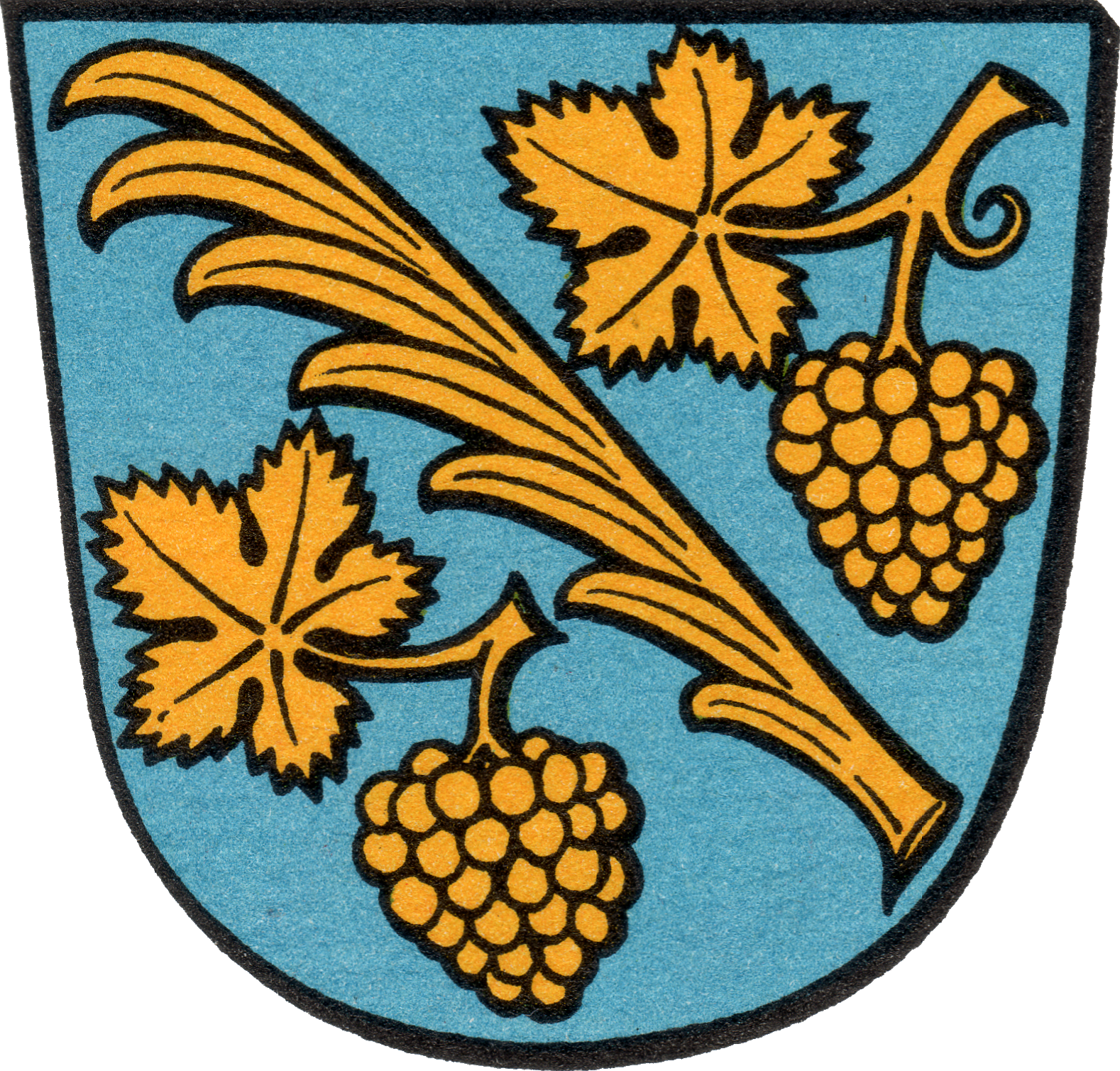
Stadt Eltville am Rhein Ortsteil Hattenheim
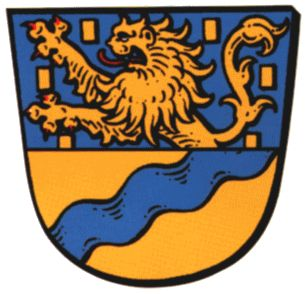
Gemeinde Aarbergen Ortsteil Hausen über Aar
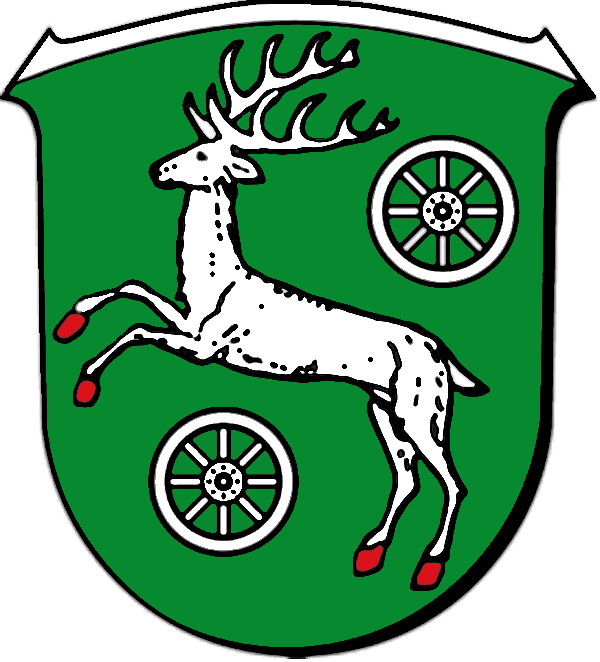
Gemeinde Schlangenbad Ortsteil Hausen vor der Höhe
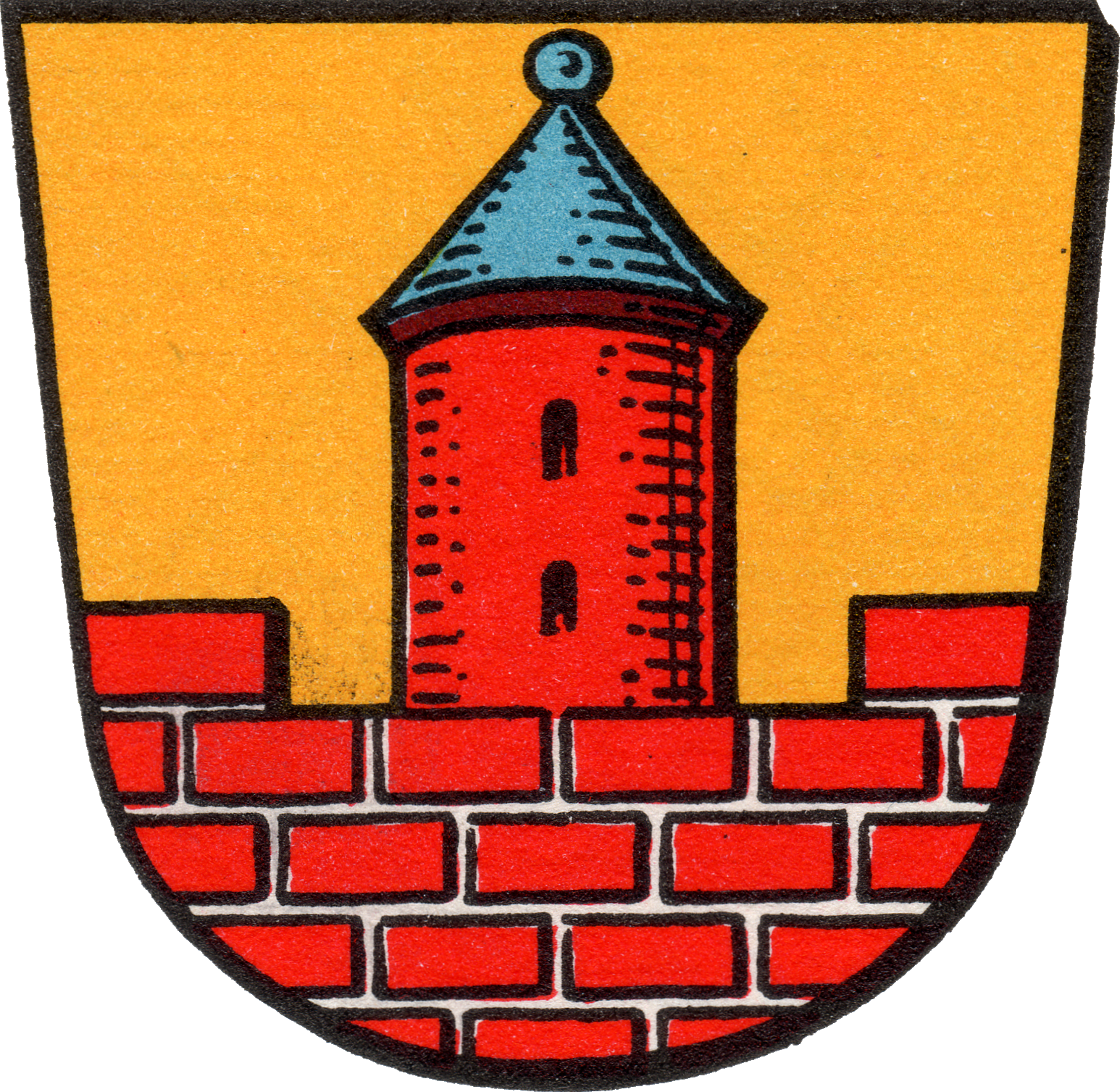
Stadt Idstein Ortsteil Heftrich
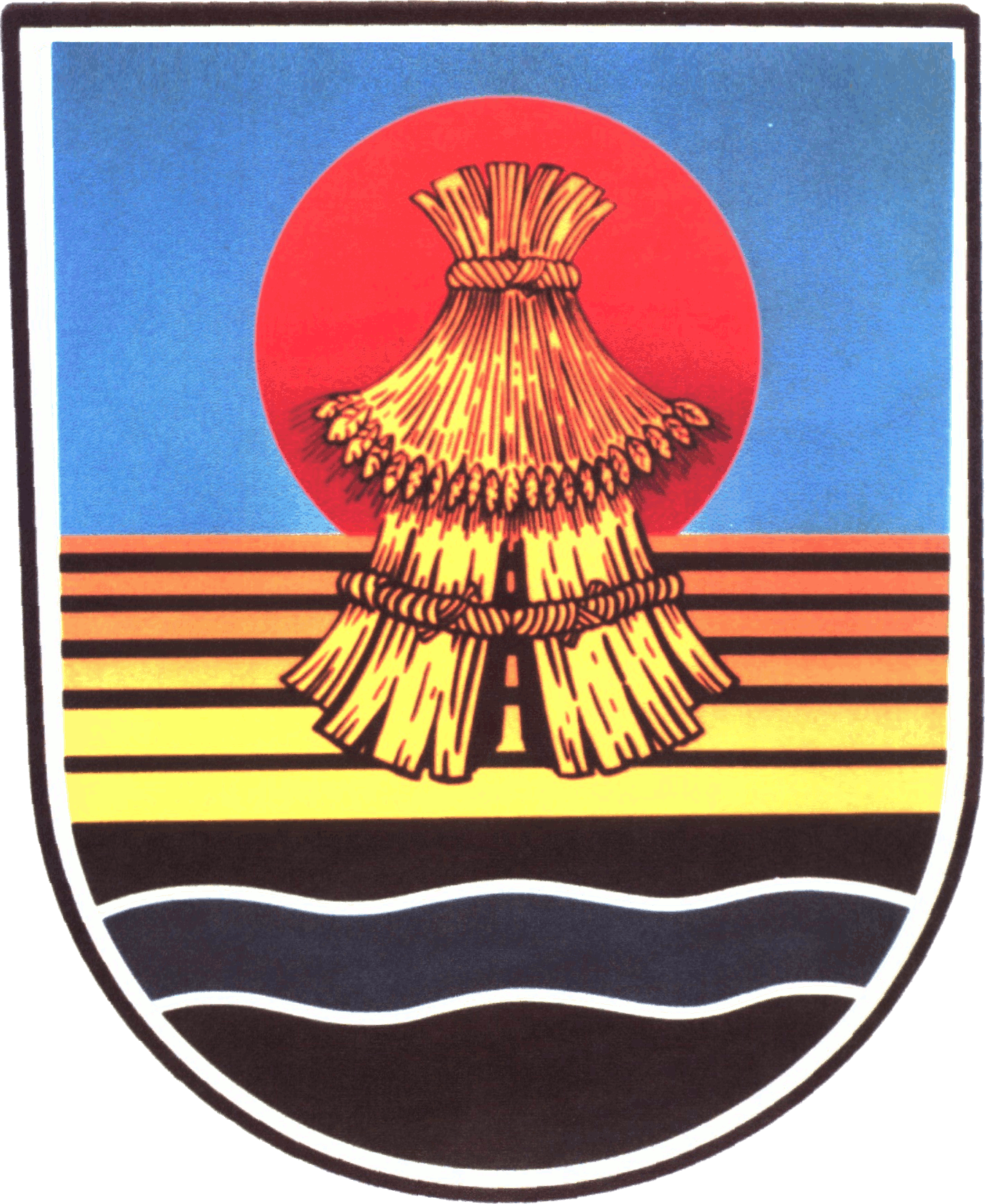
Stadt Bad Schwalbach Ortsteil Heimbach
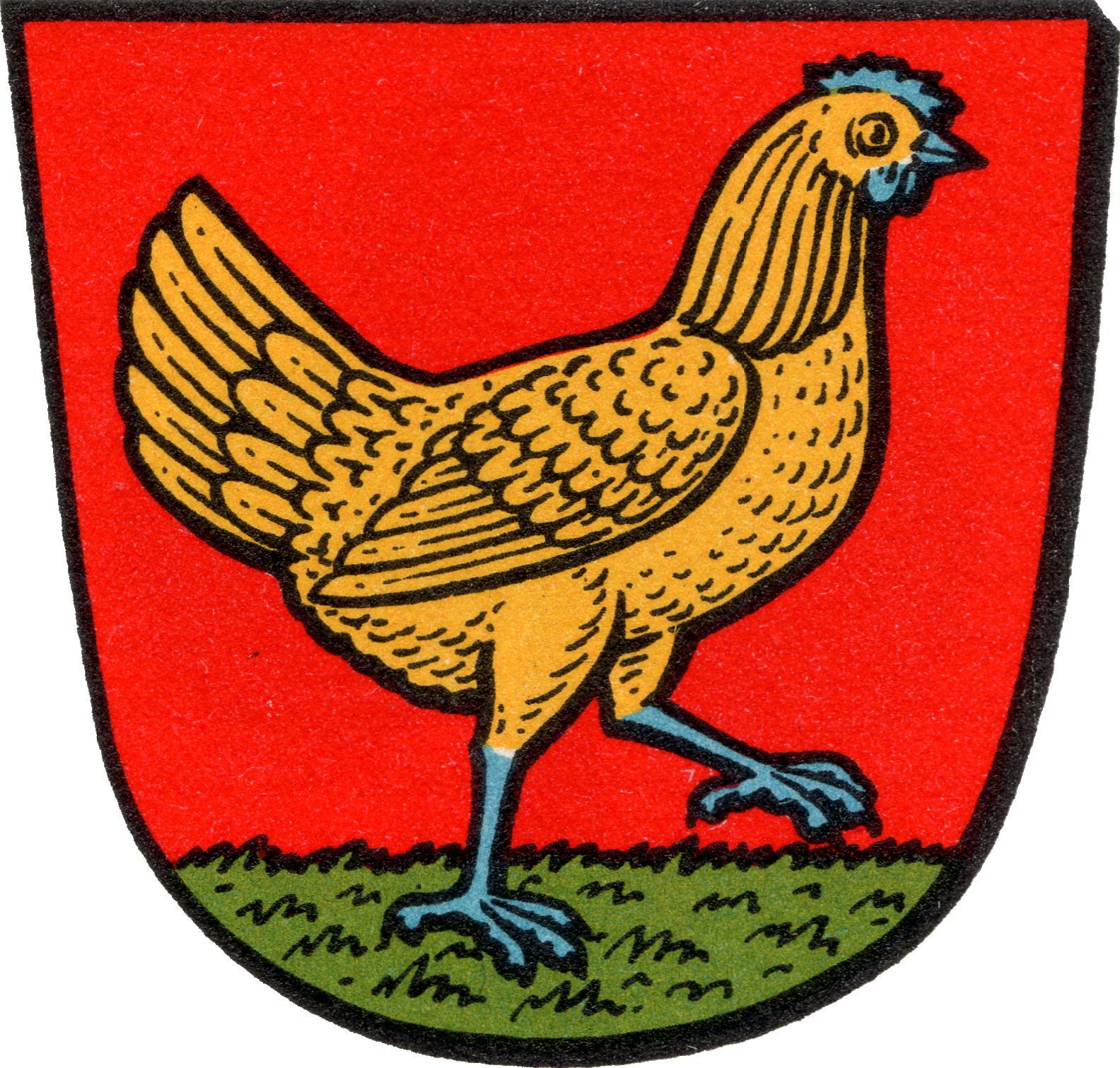
Gemeinde Hohenstein Ortsteil Hennethal
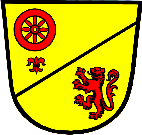
Stadt Bad Schwalbach Ortsteil Hettenhain
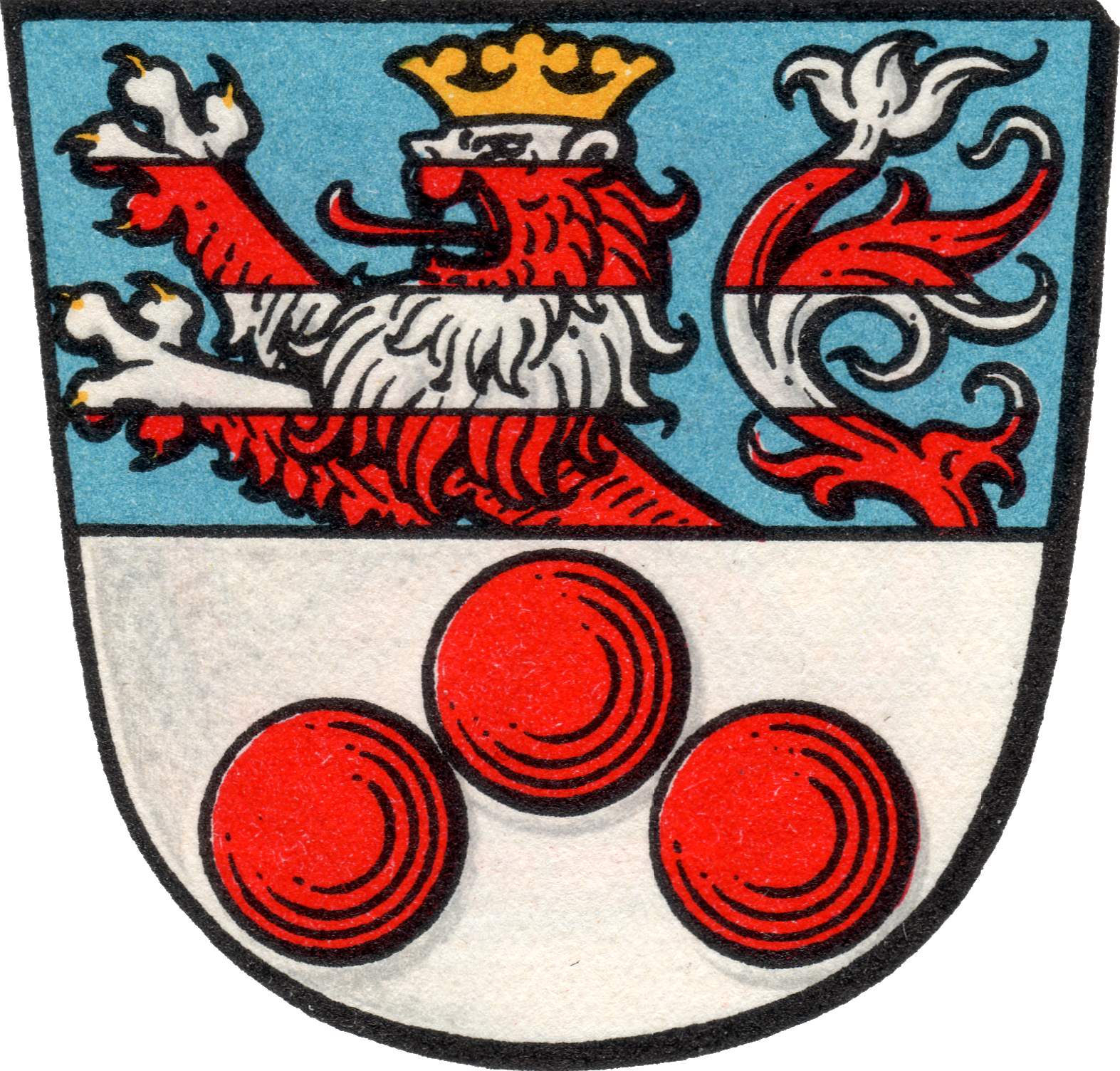
Gemeinde Hohenstein Ortsteil Holzhausen über Aar
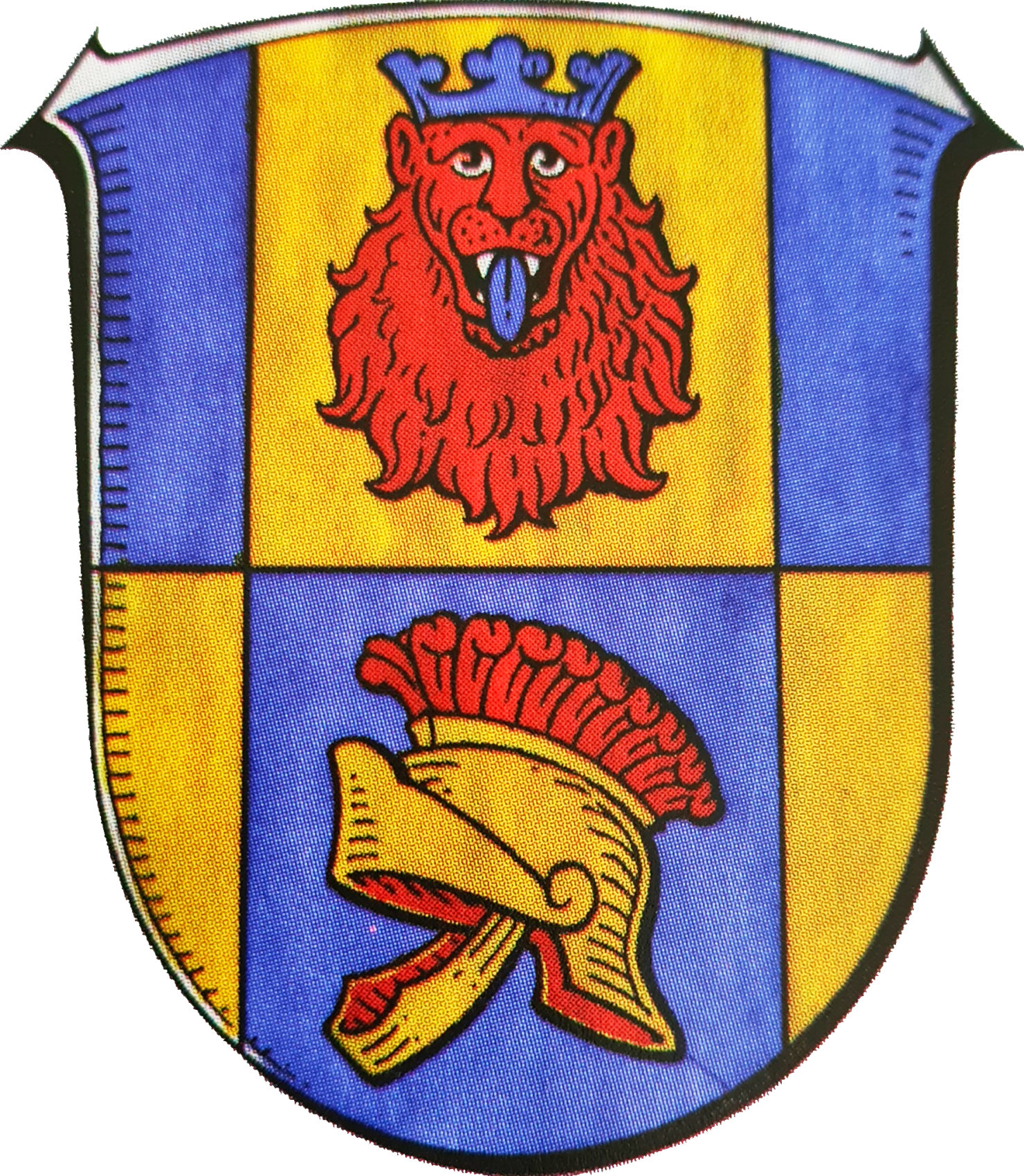
Gemeinde Heidenrod Ortsteil Huppert
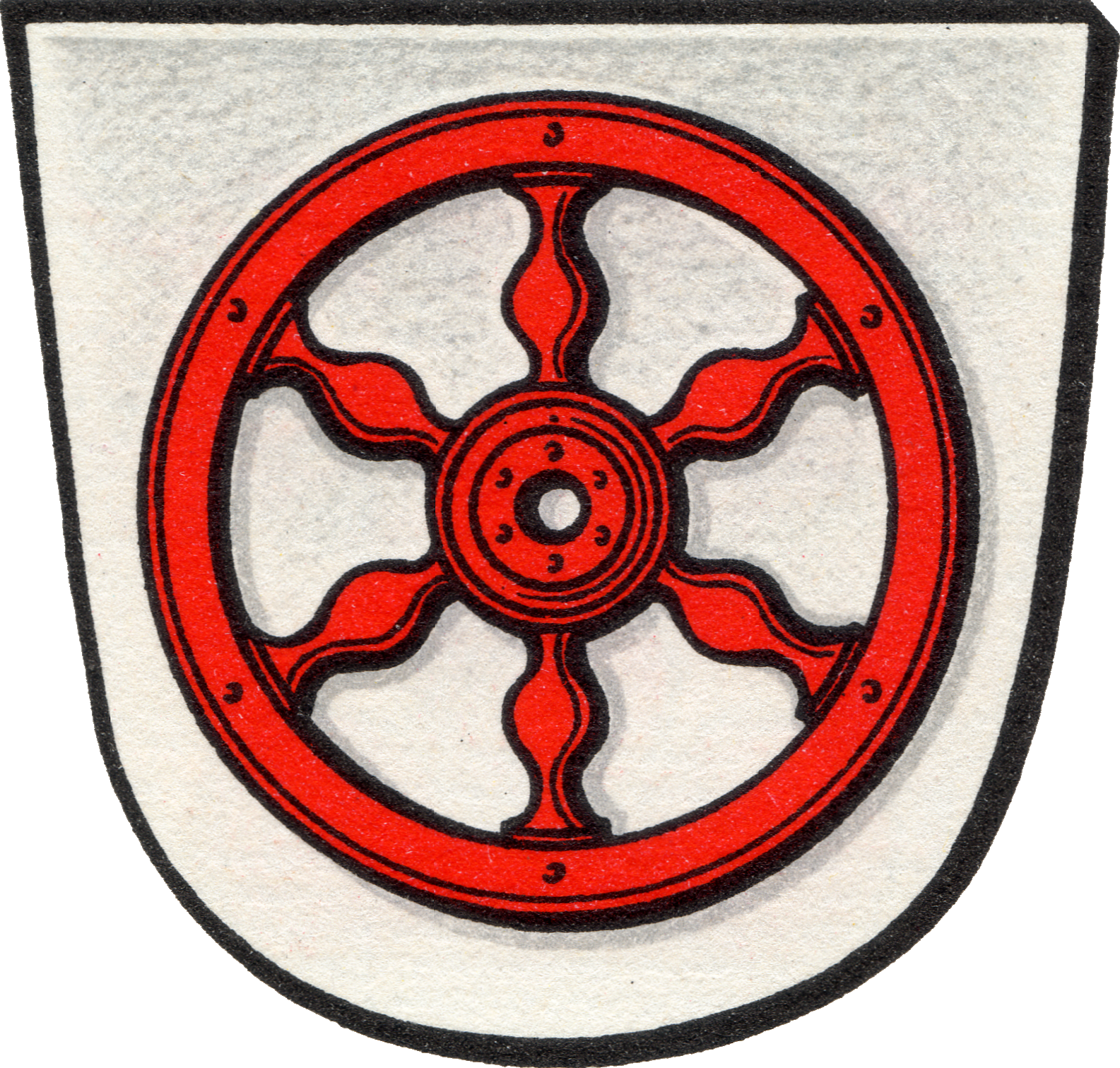
Stadt Geisenheim Ortsteil Johannisberg
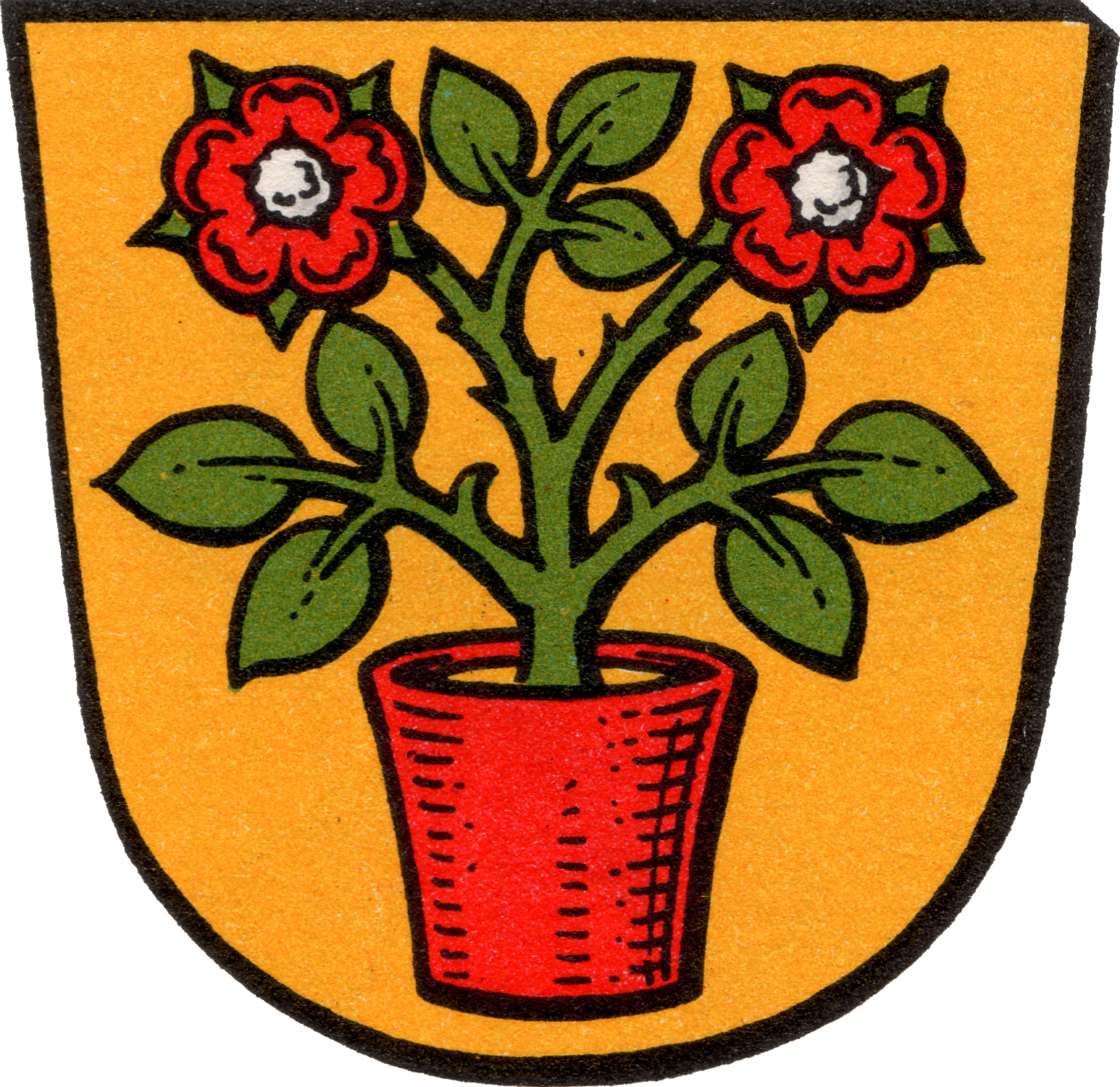
Gemeinde Heidenrod Ortsteil Kemel
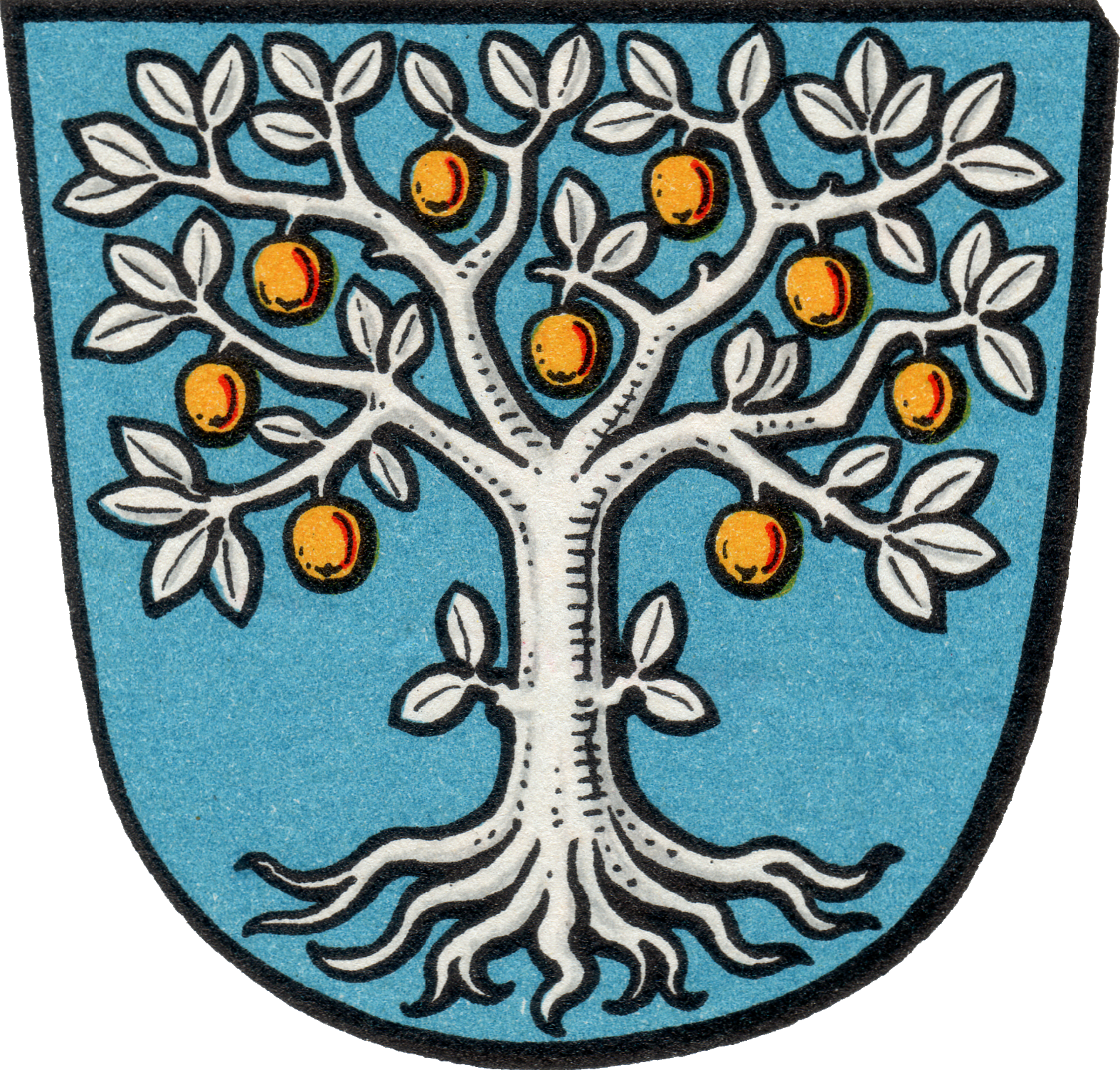
Gemeinde Hünstetten Ortsteil Kesselbach
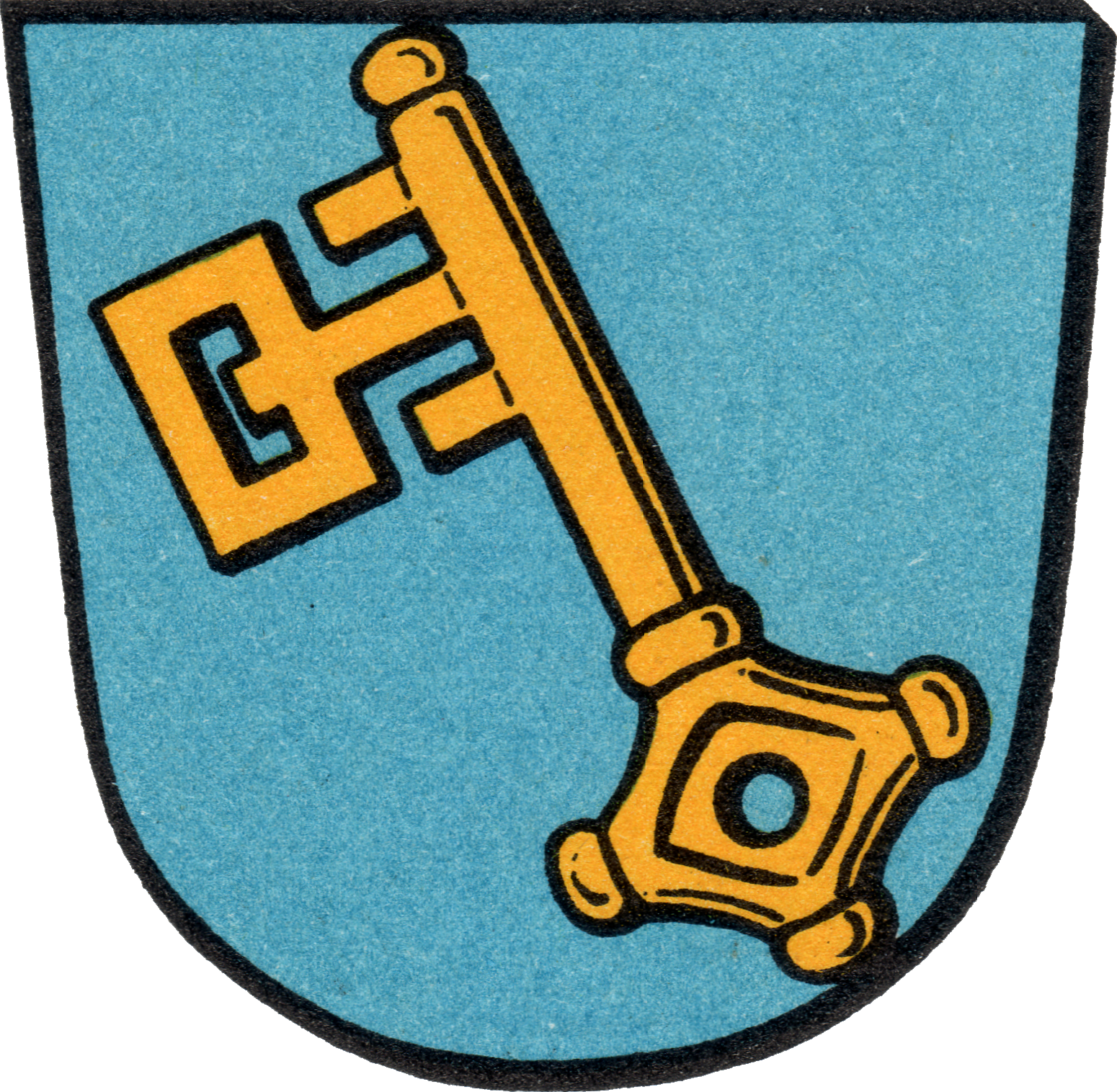
Gemeinde Aarbergen Ortsteil Kettenbach
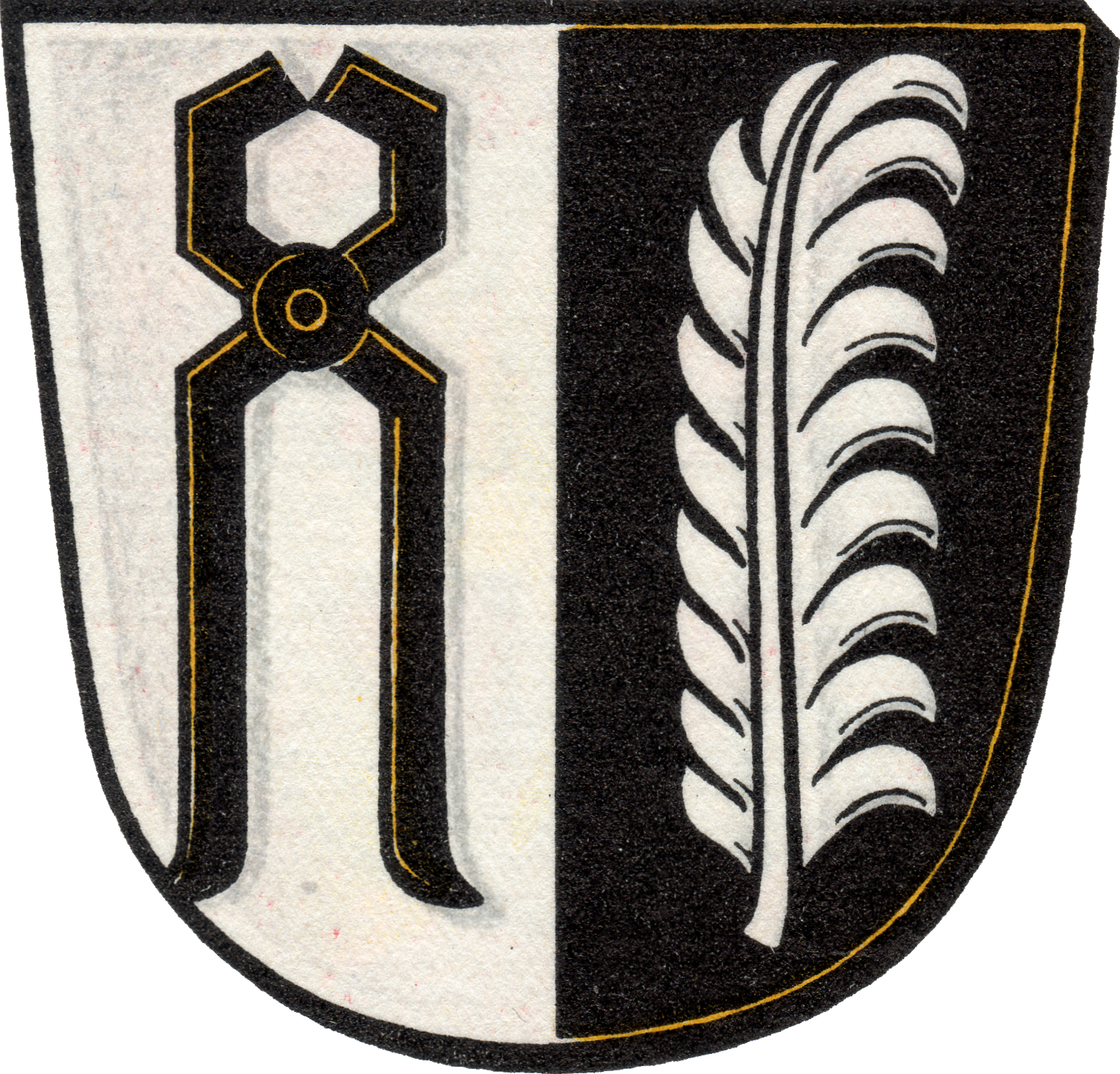
Gemeinde Hünstetten Ortsteil Ketternschwalbach
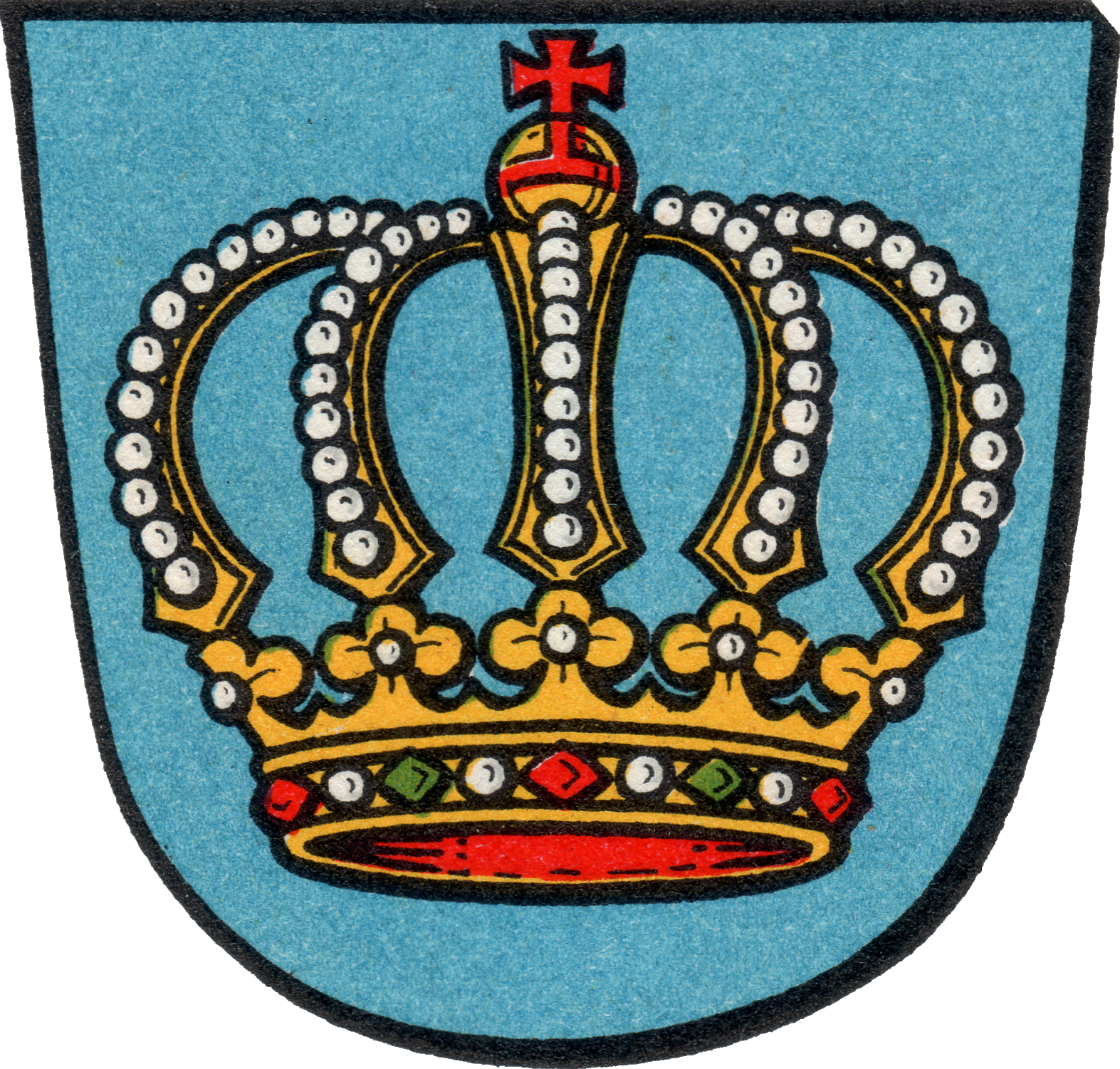
Gemeinde Niedernhausen Ortsteil Königshofen
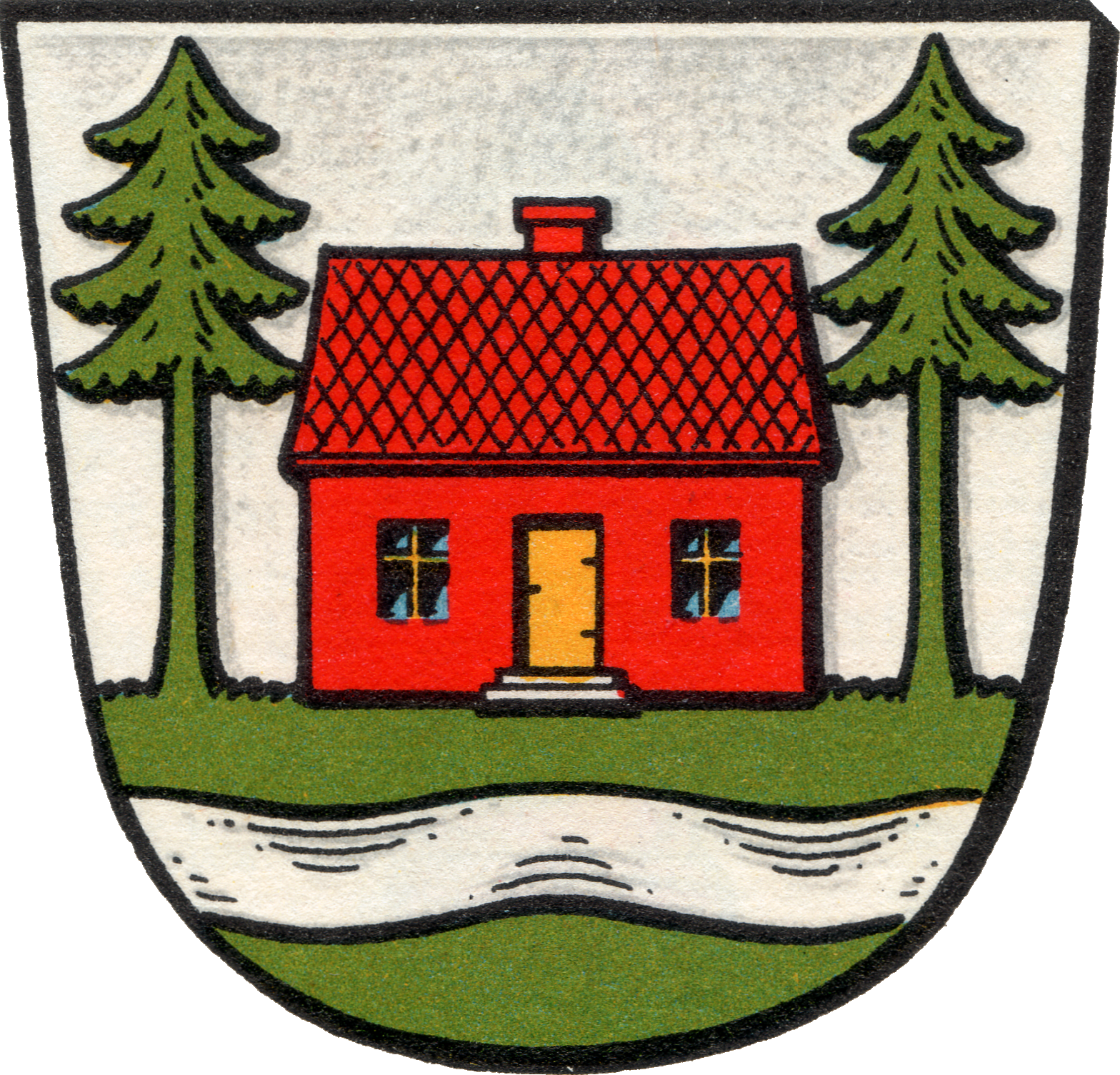
Stadt Idstein Ortsteil Kröftel
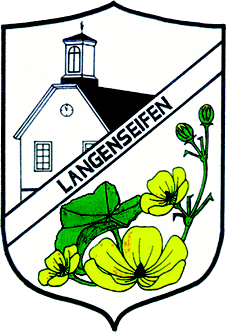
Stadt Bad Schwalbach Ortsteil Langenseifen
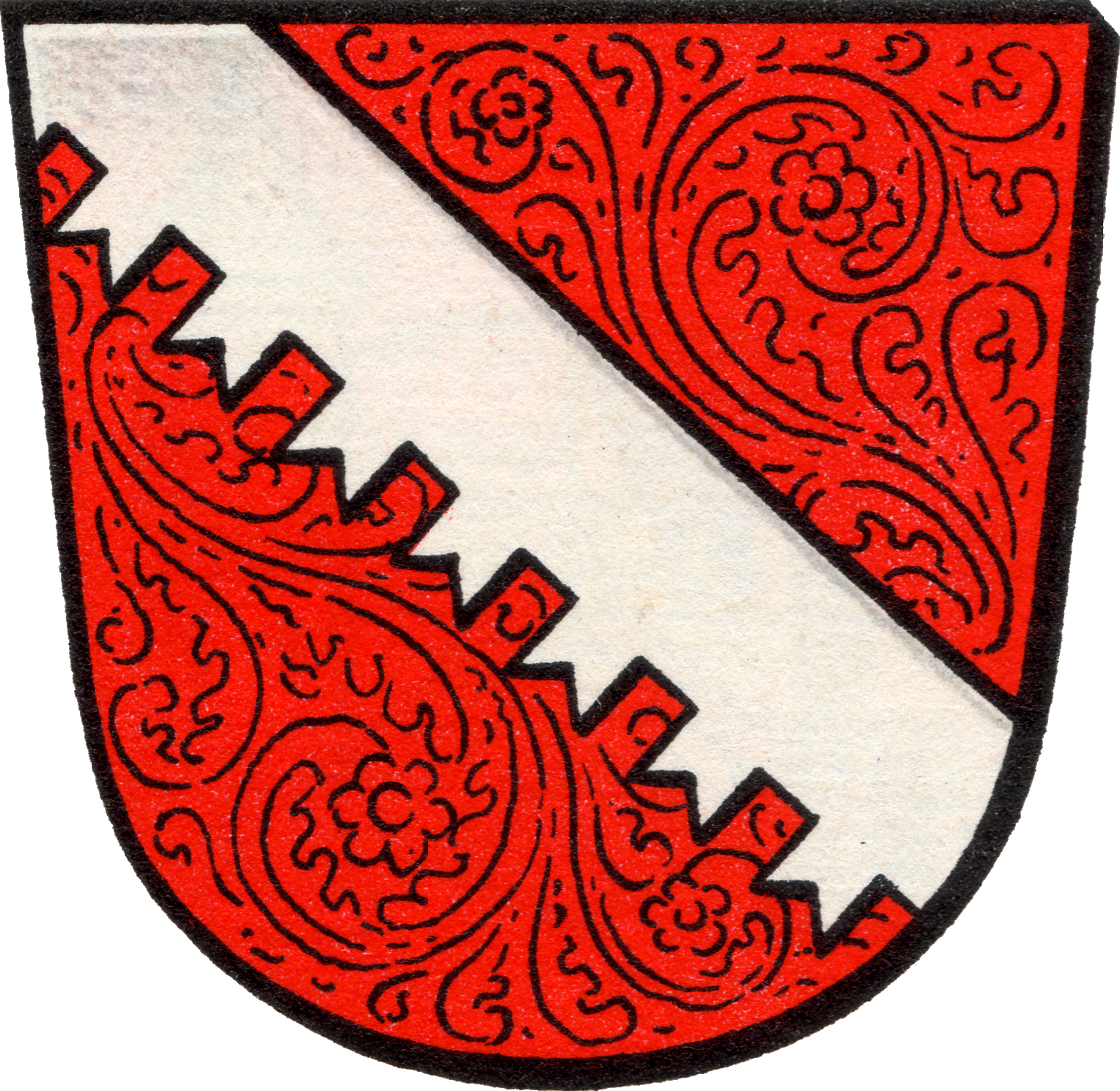
Gemeinde Heidenrod Ortsteil Laufenselden
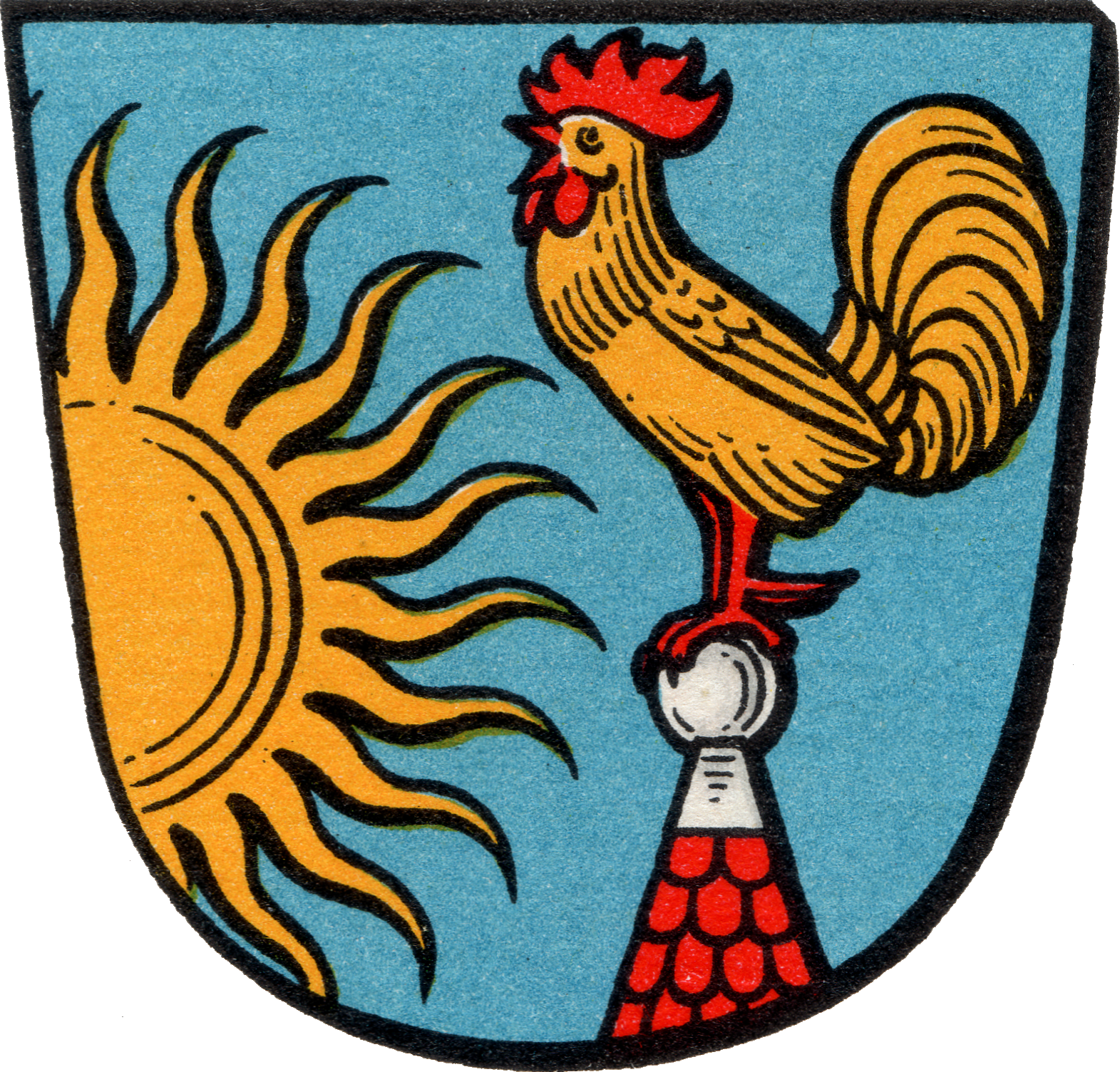
Stadt Idstein Ortsteil Lenzhahn
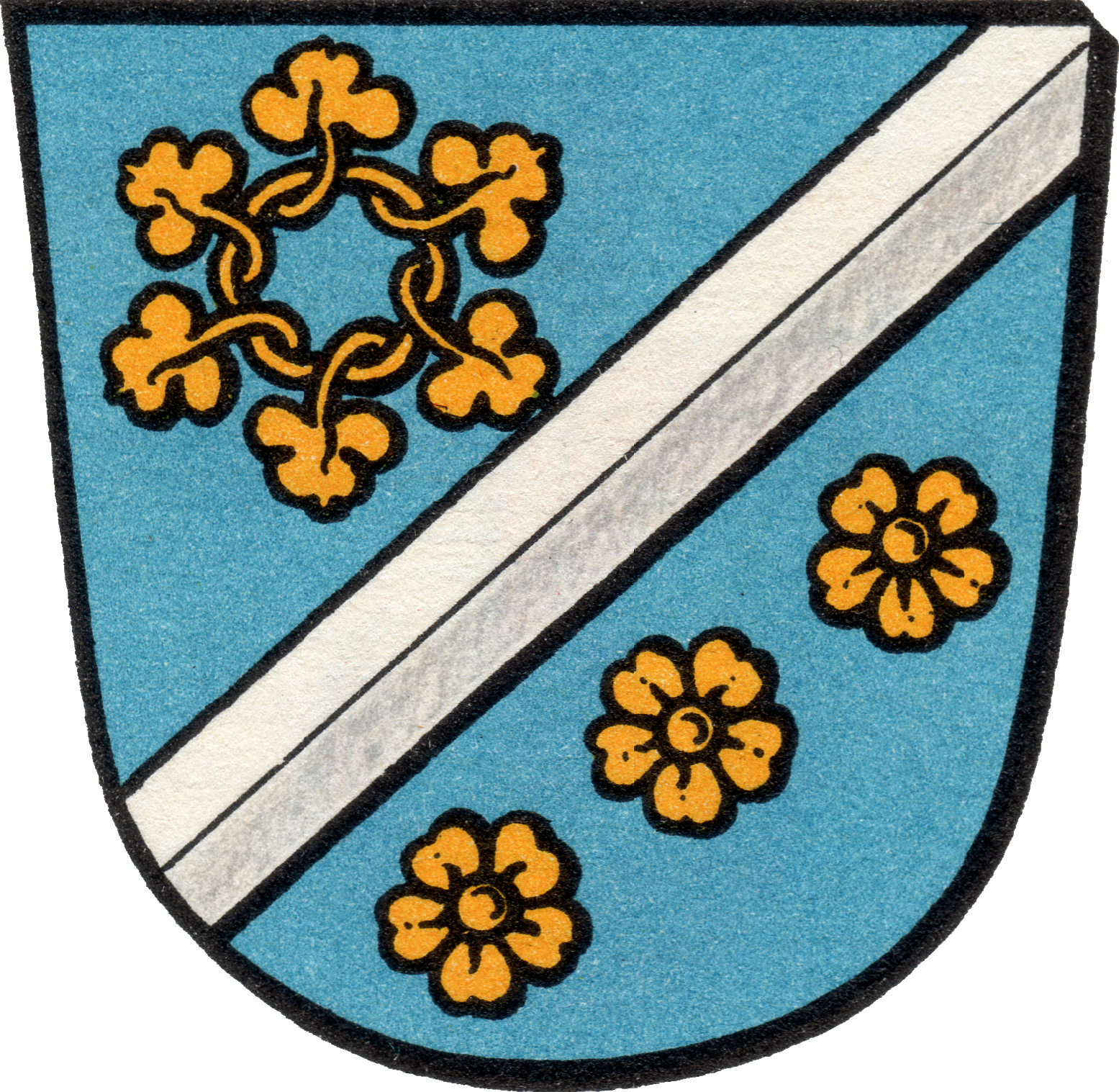
Gemeinde Hünstetten Ortsteil Limbach
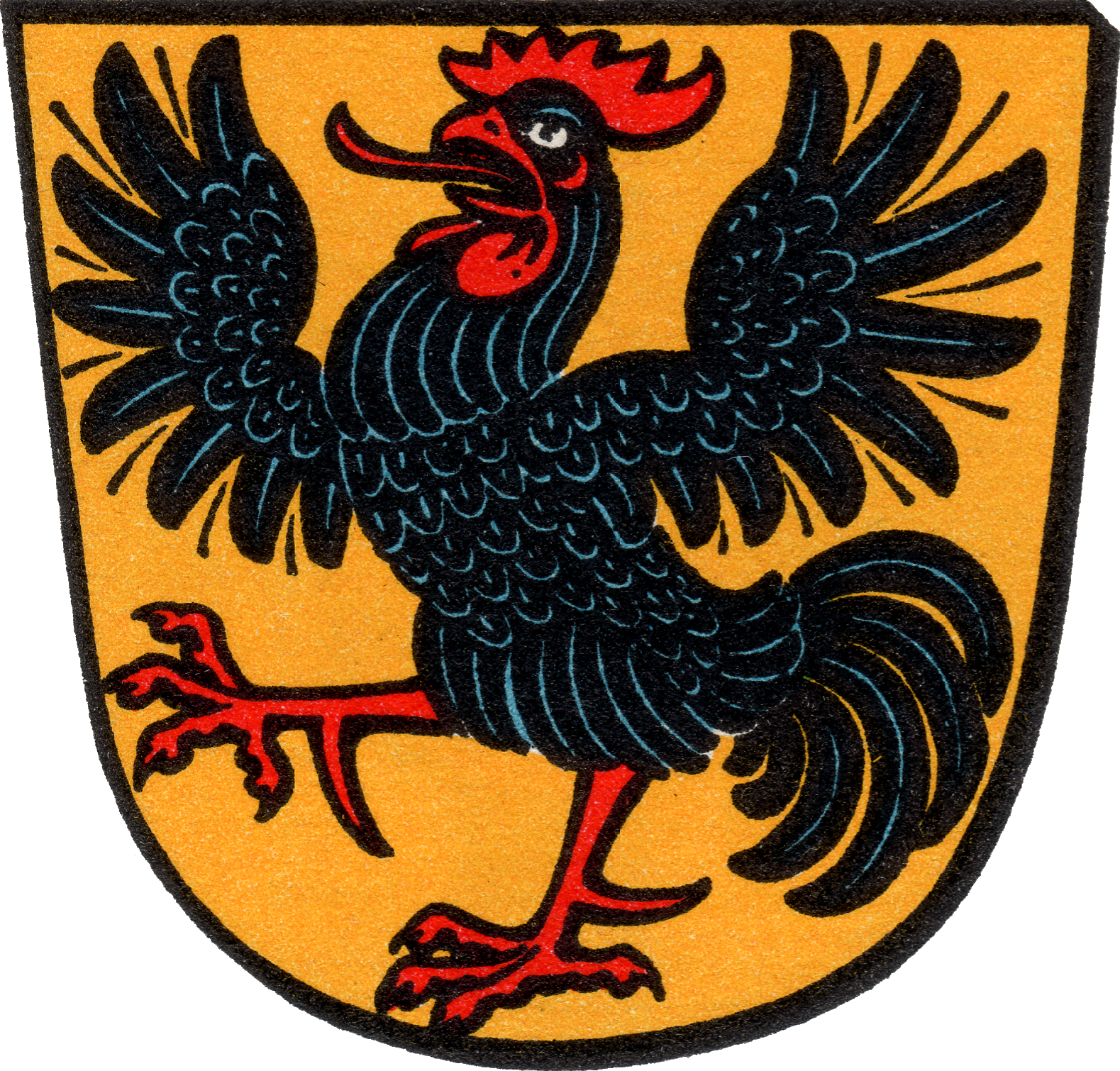
Stadt Bad Schwalbach Ortsteil Lindschied
Stadt Lorch Ortsteil Lorch
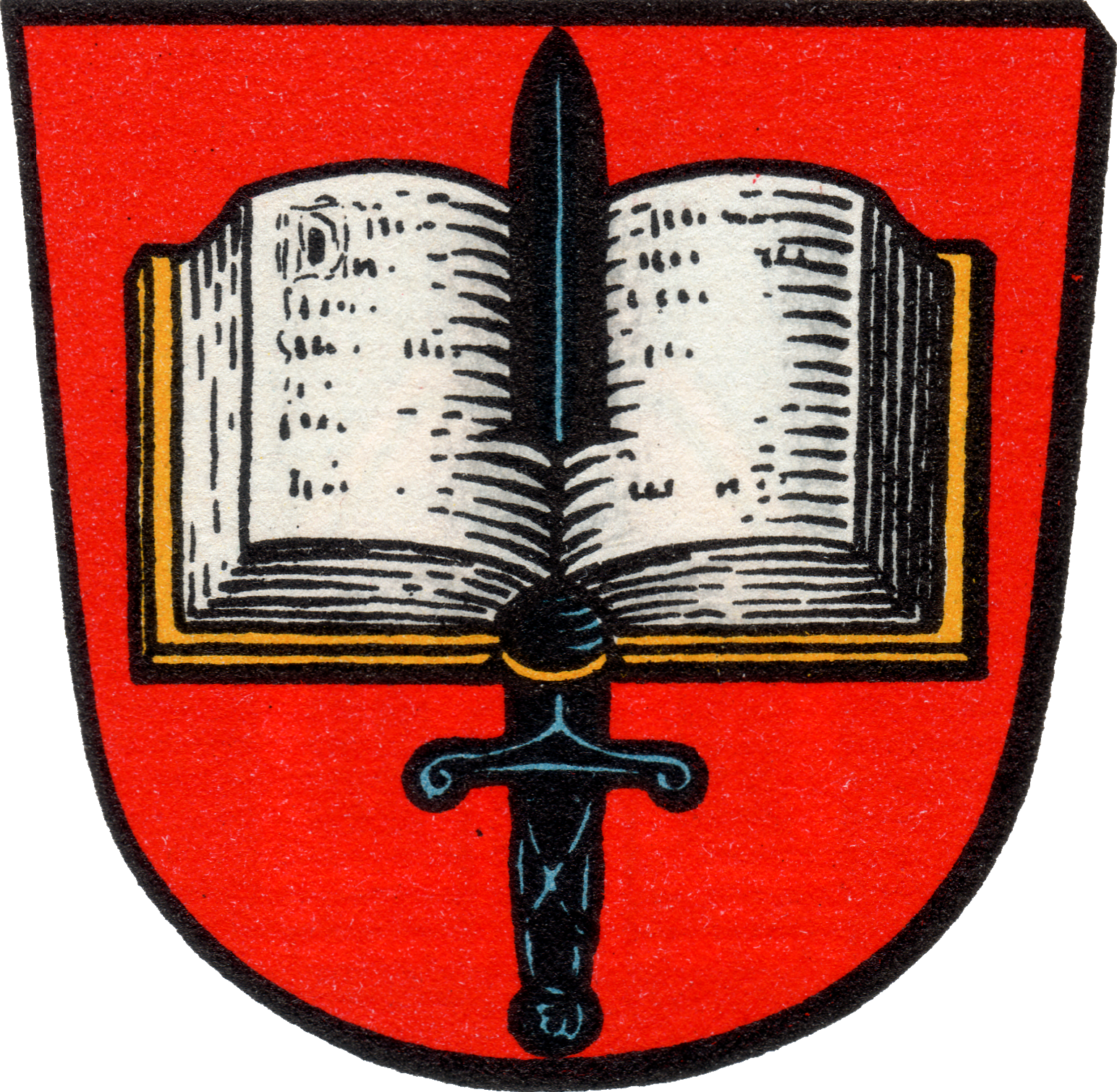
Stadt Lorch Ortsteil Lorchhausen
Stadt Eltville am Rhein Ortsteil Martinsthal
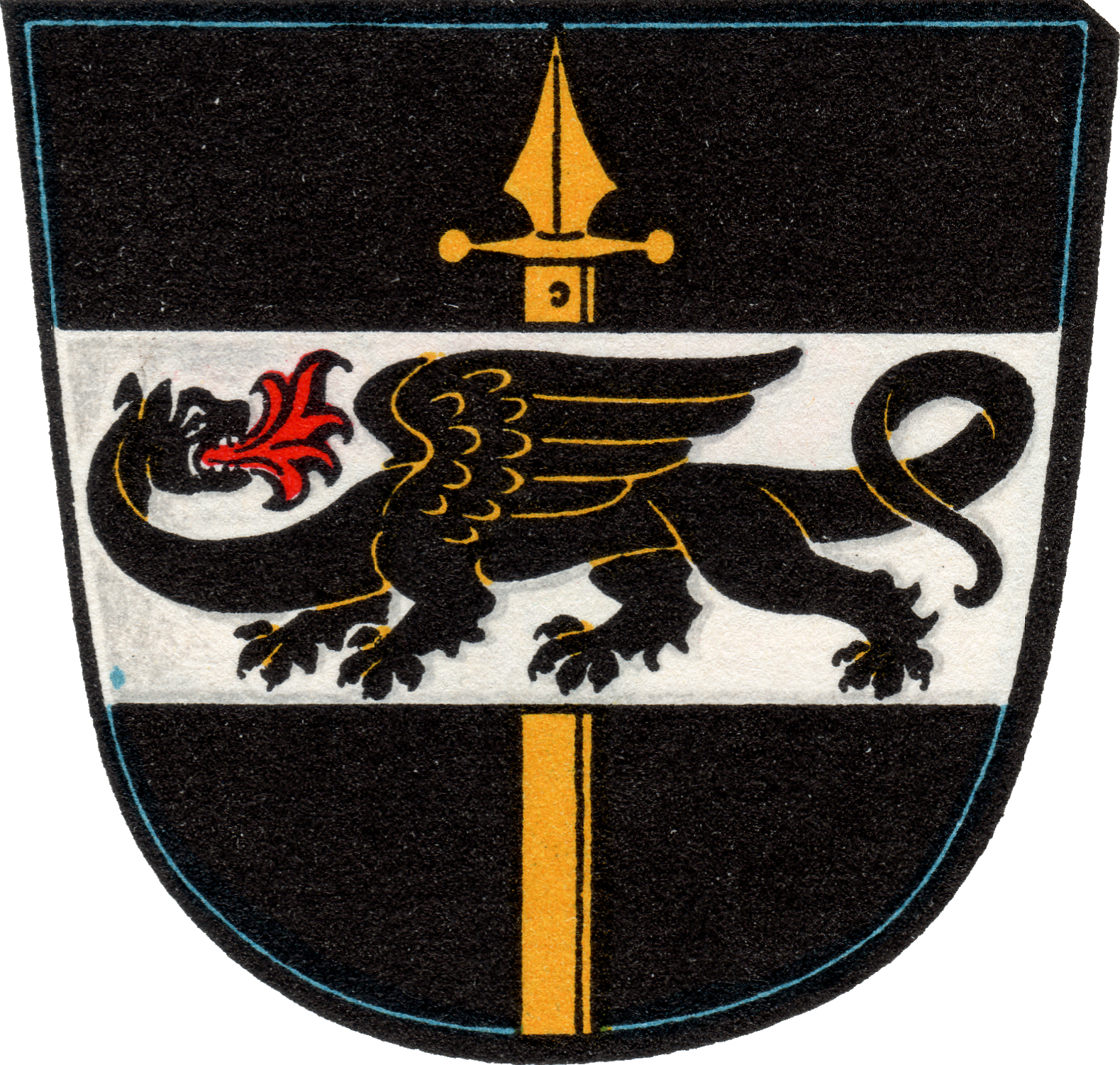
Gemeinde Aarbergen Ortsteil Michelbach
Stadt Oestrich-Winkel Ortsteil Mittelheim
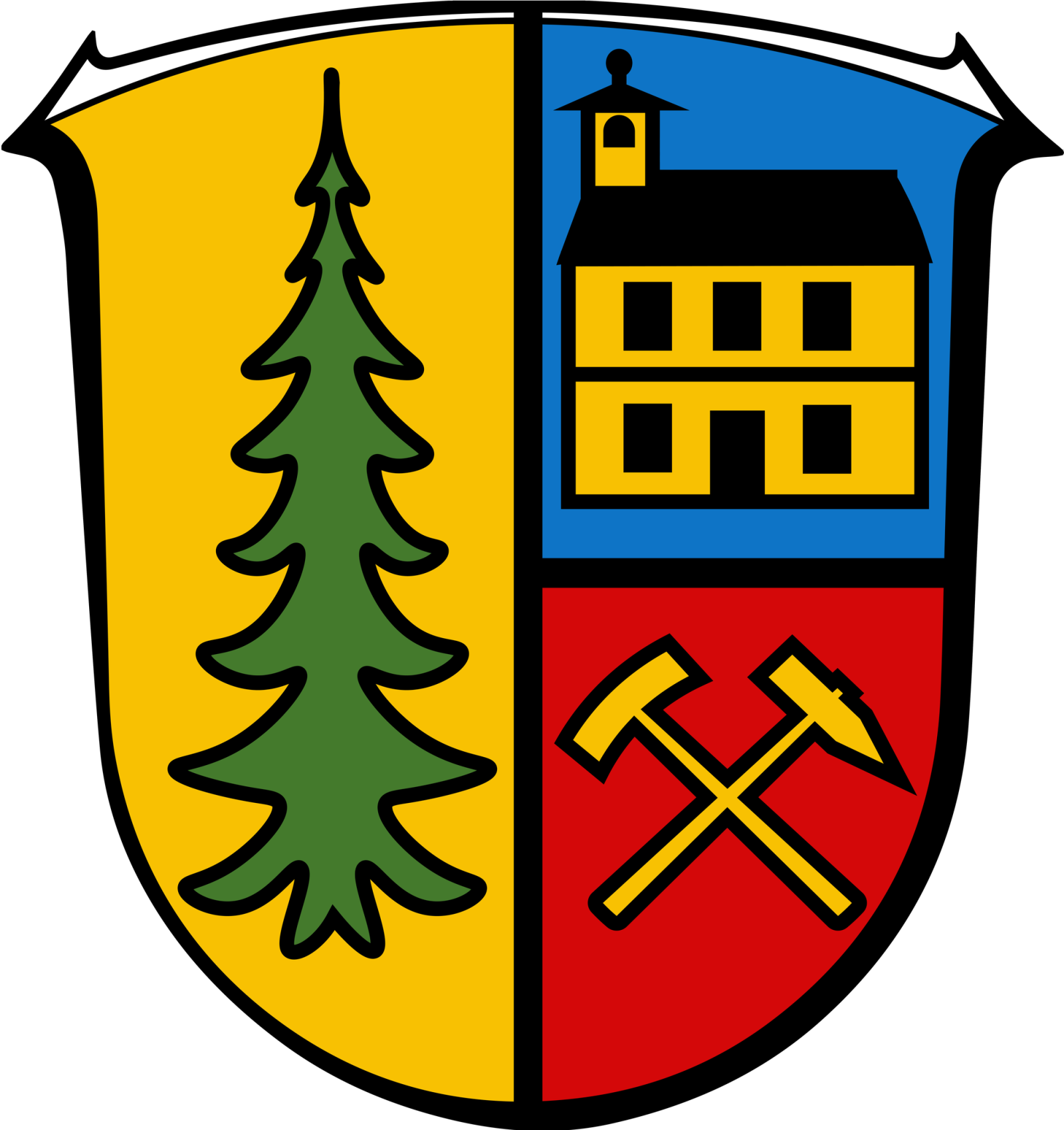
Gemeinde Heidenrod Ortsteil Nauroth
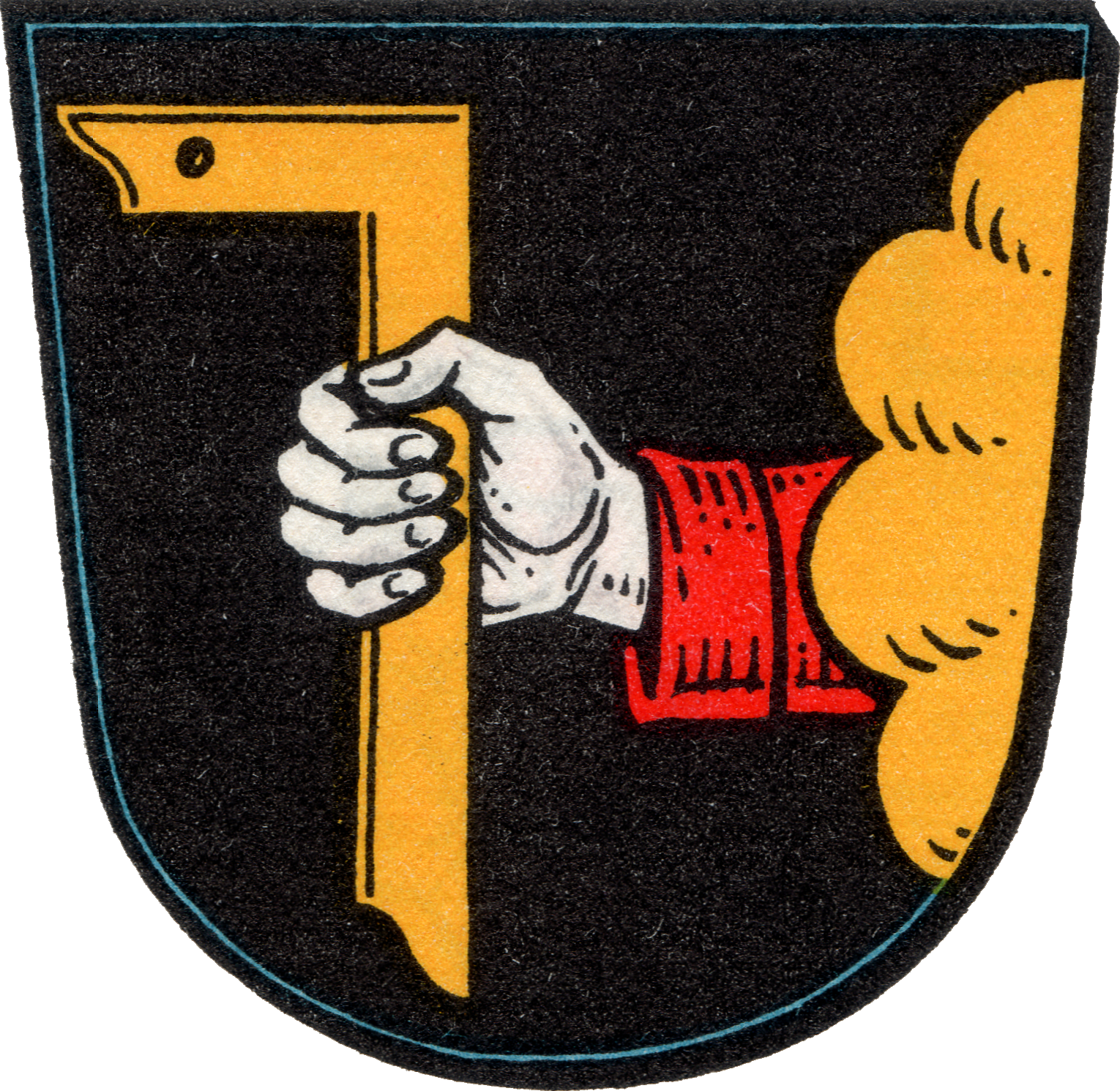
Stadt Taunusstein Ortsteil Neuhof
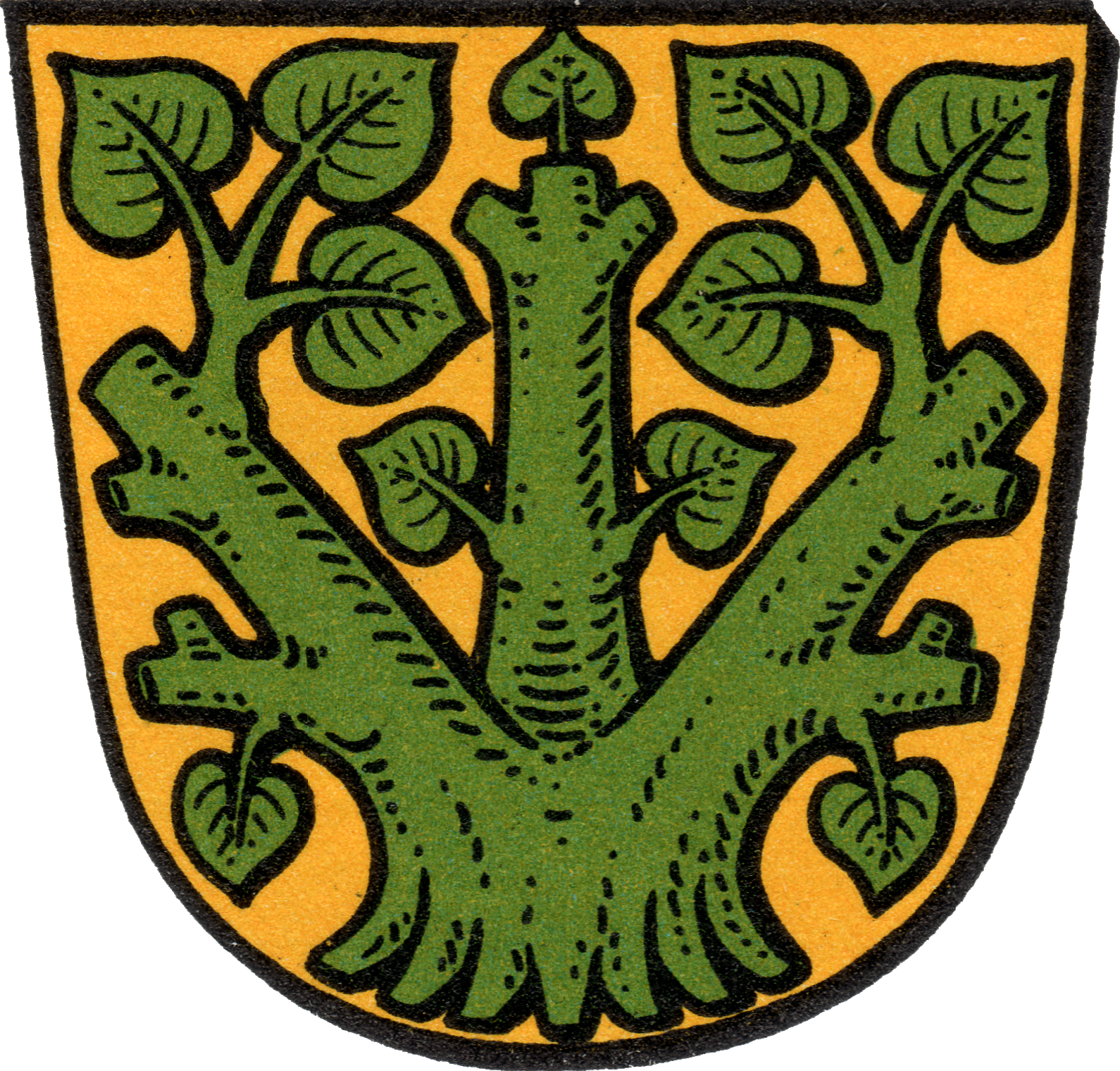
Gemeinde Waldems Ortsteil Niederems
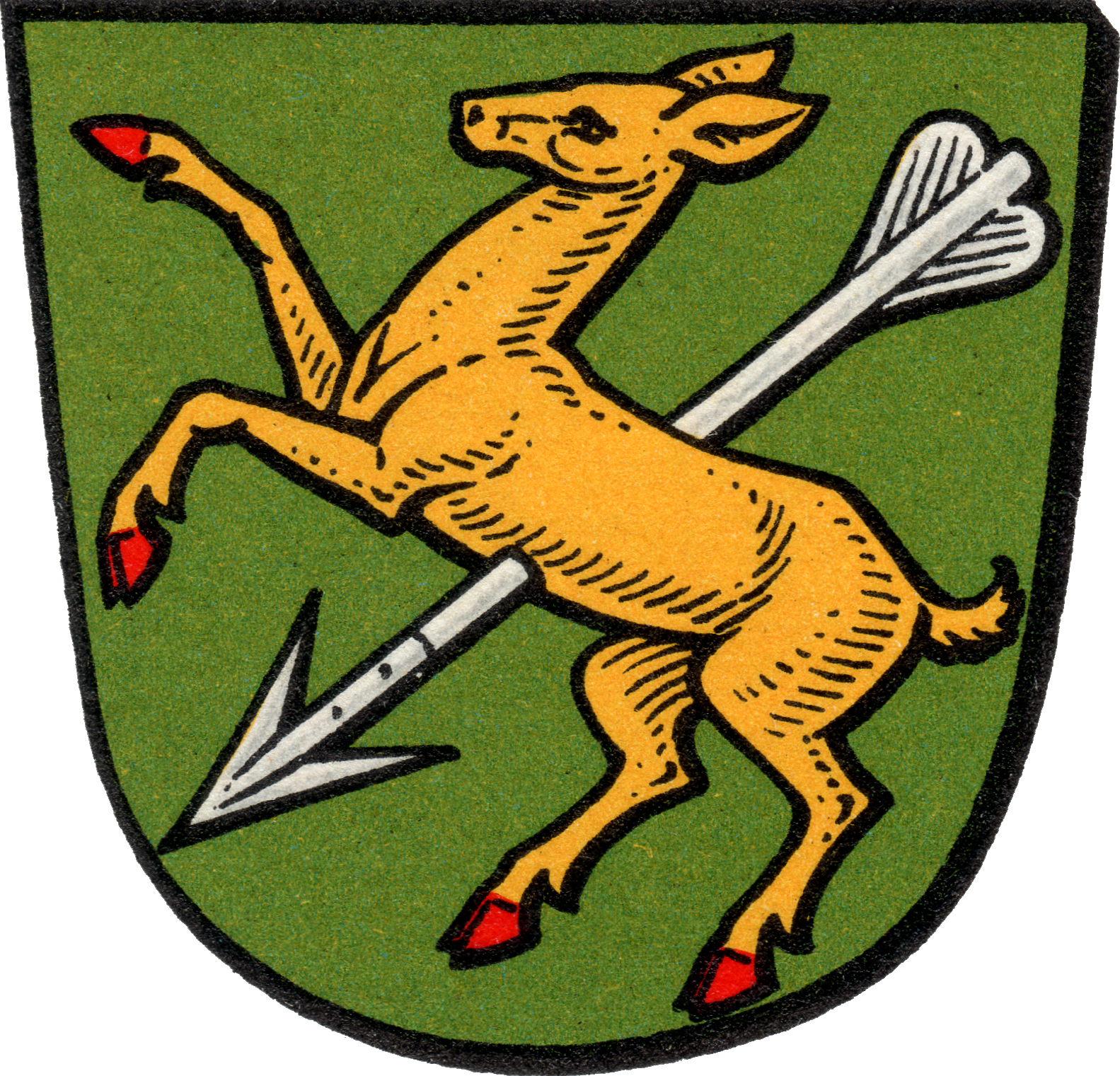
Gemeinde Schlangenbad Ortsteil Niedergladbach
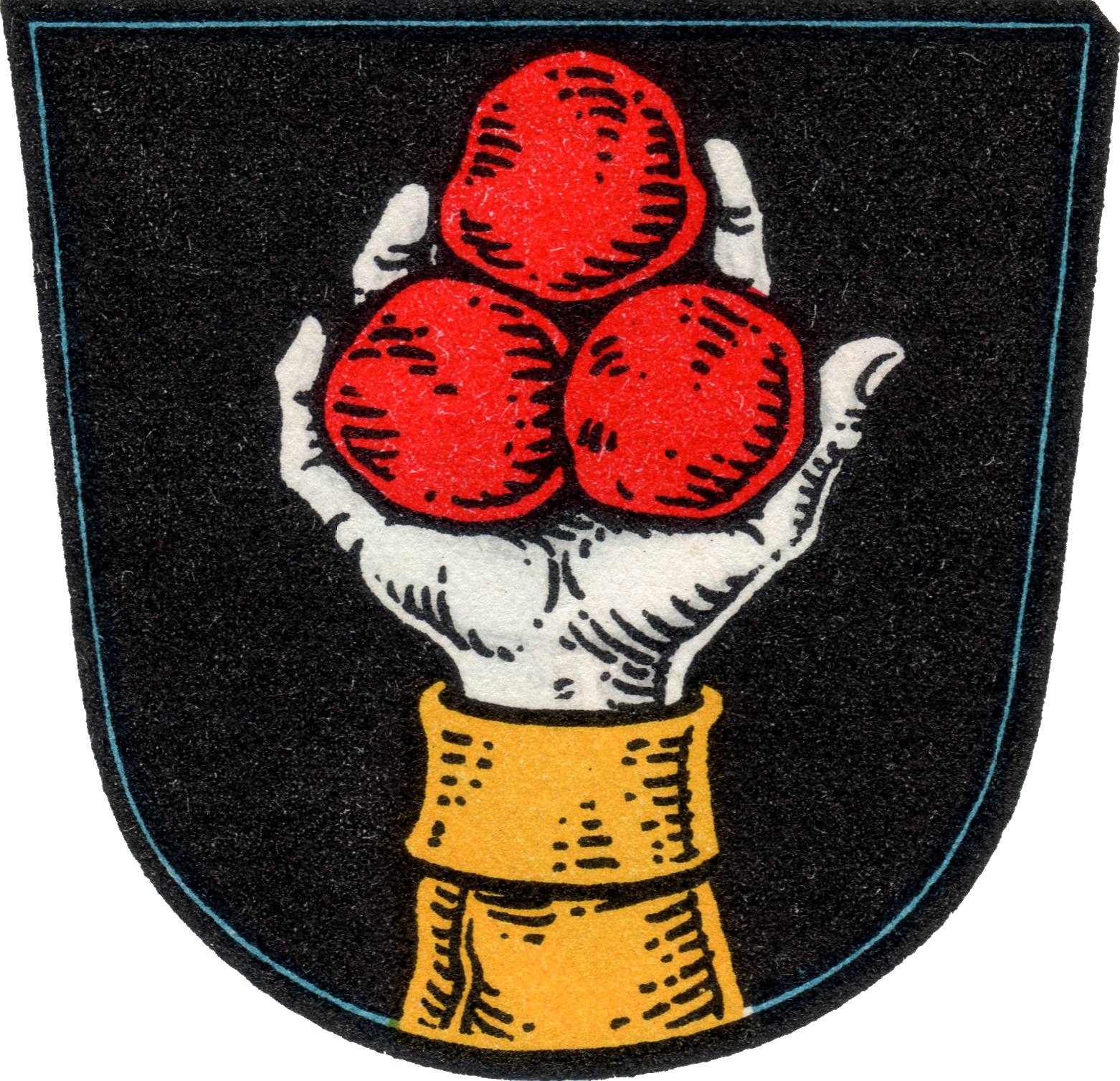
Gemeinde Heidenrod Ortsteil Niedermeilingen
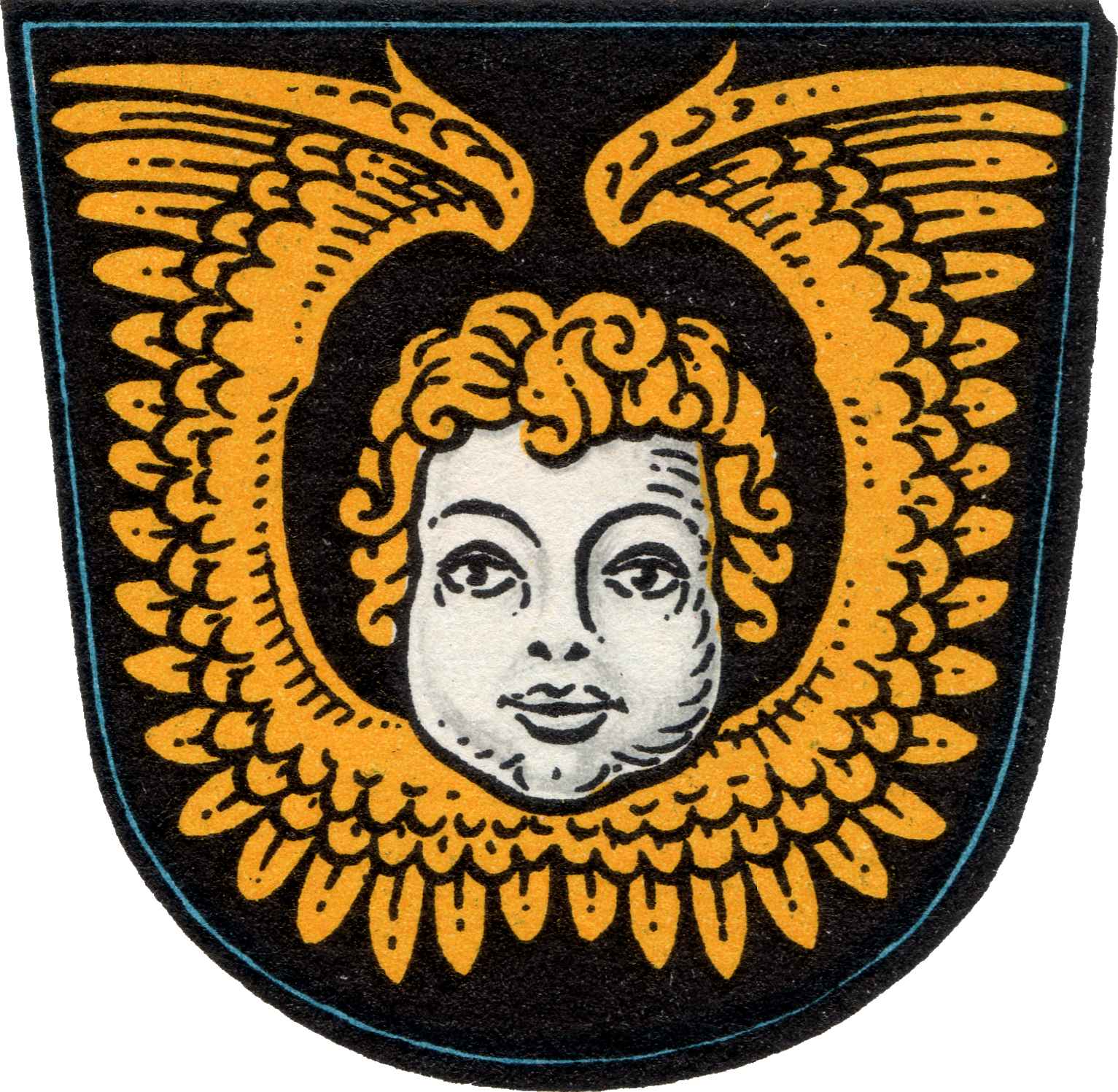
Gemeinde Niedernhausen Ortsteil Niedernhausen
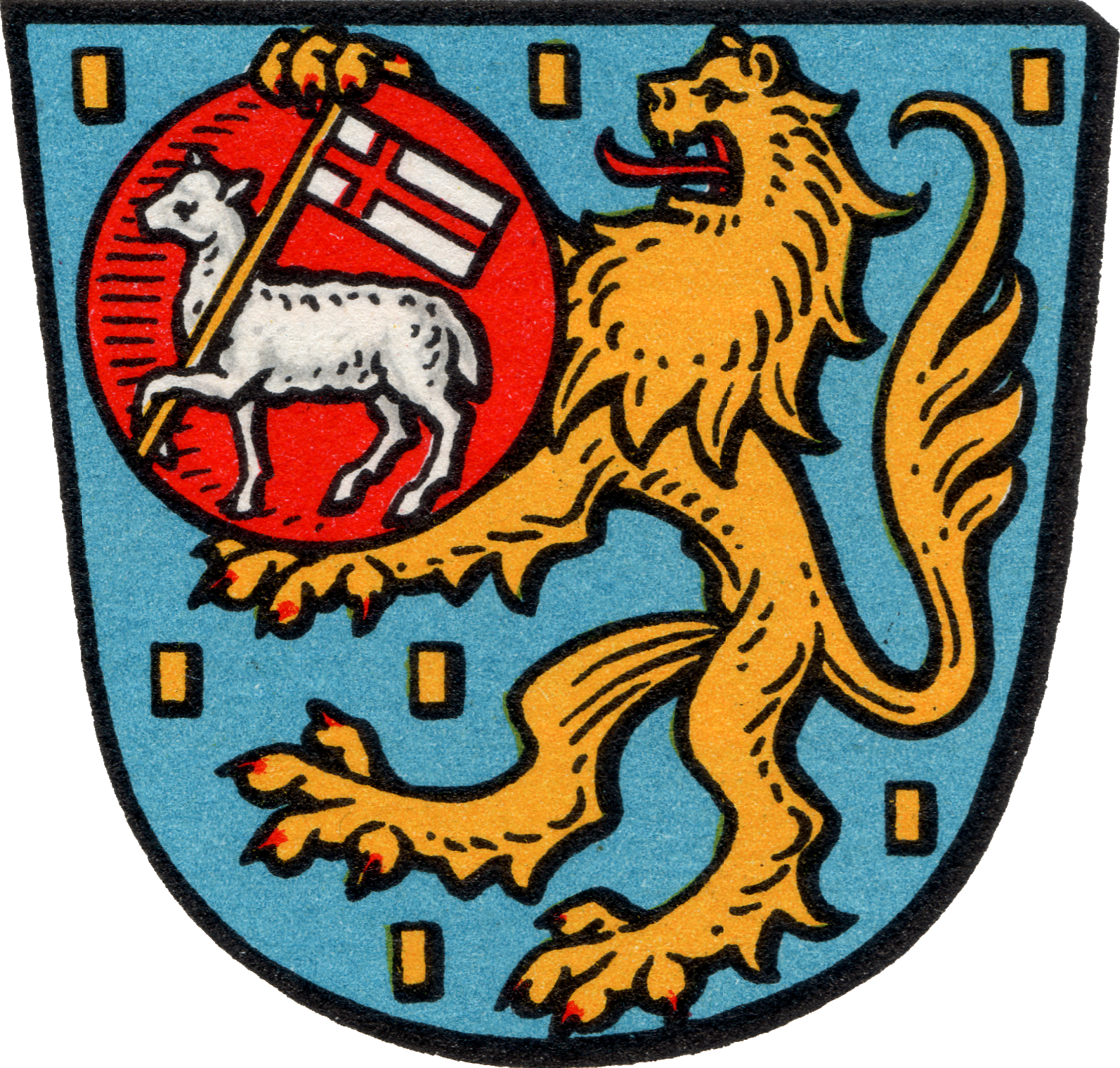
Gemeinde Niedernhausen Ortsteil Niederseelbach
Gemeinde Walluf Ortsteil Niederwalluf
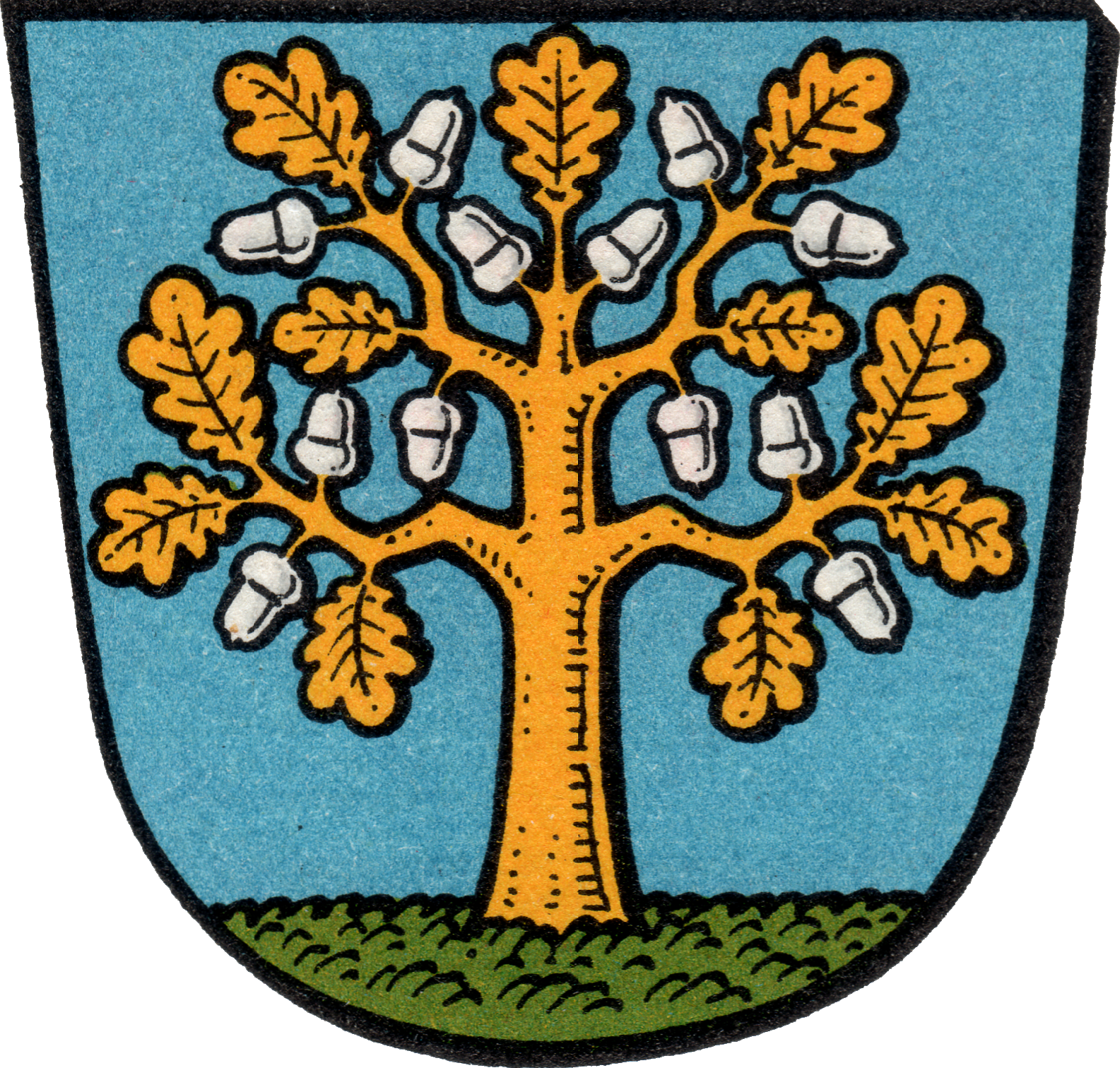
Stadt Idstein Ortsteil Oberauroff
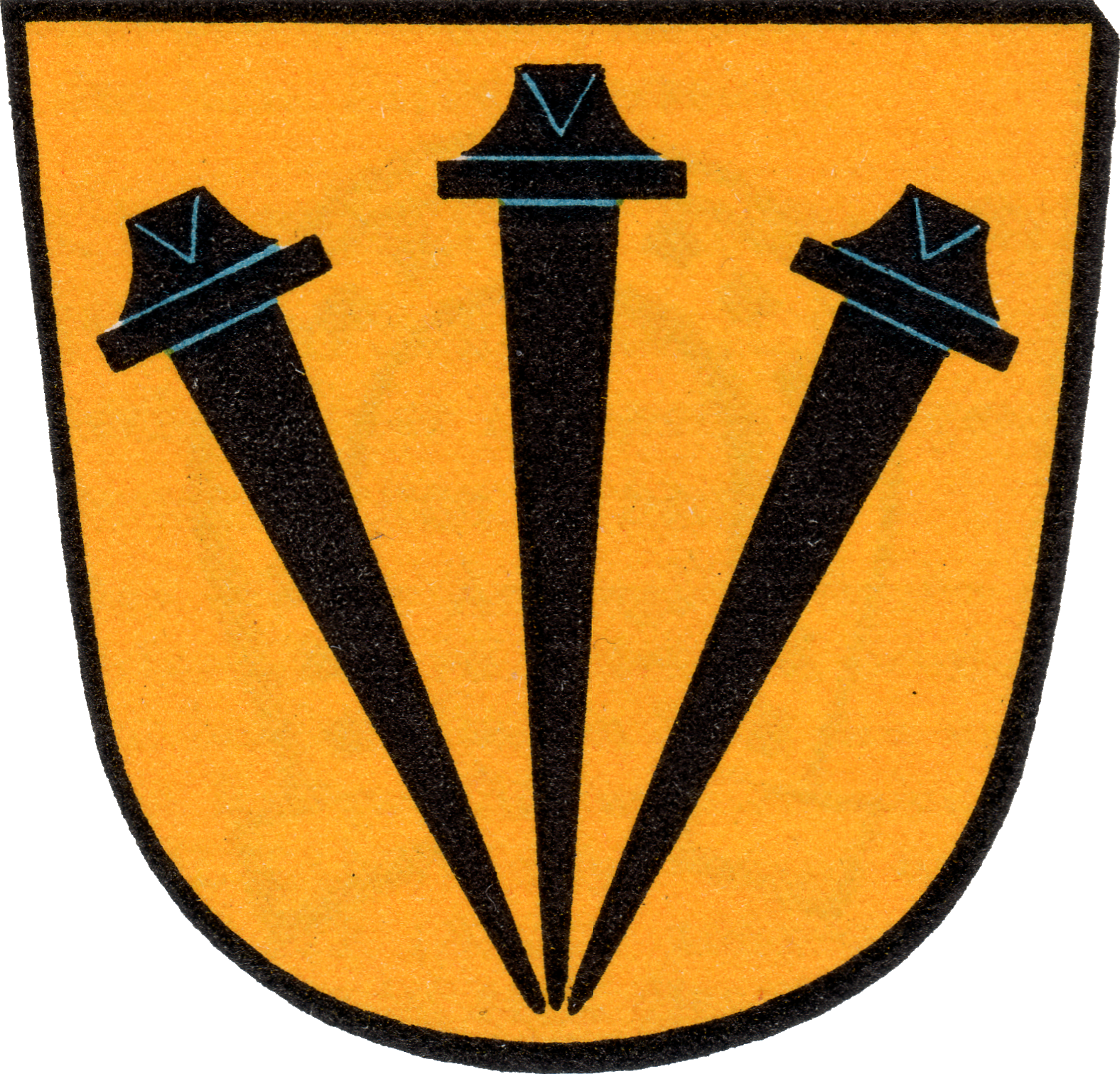
Gemeinde Schlangenbad Ortsteil Obergladbach
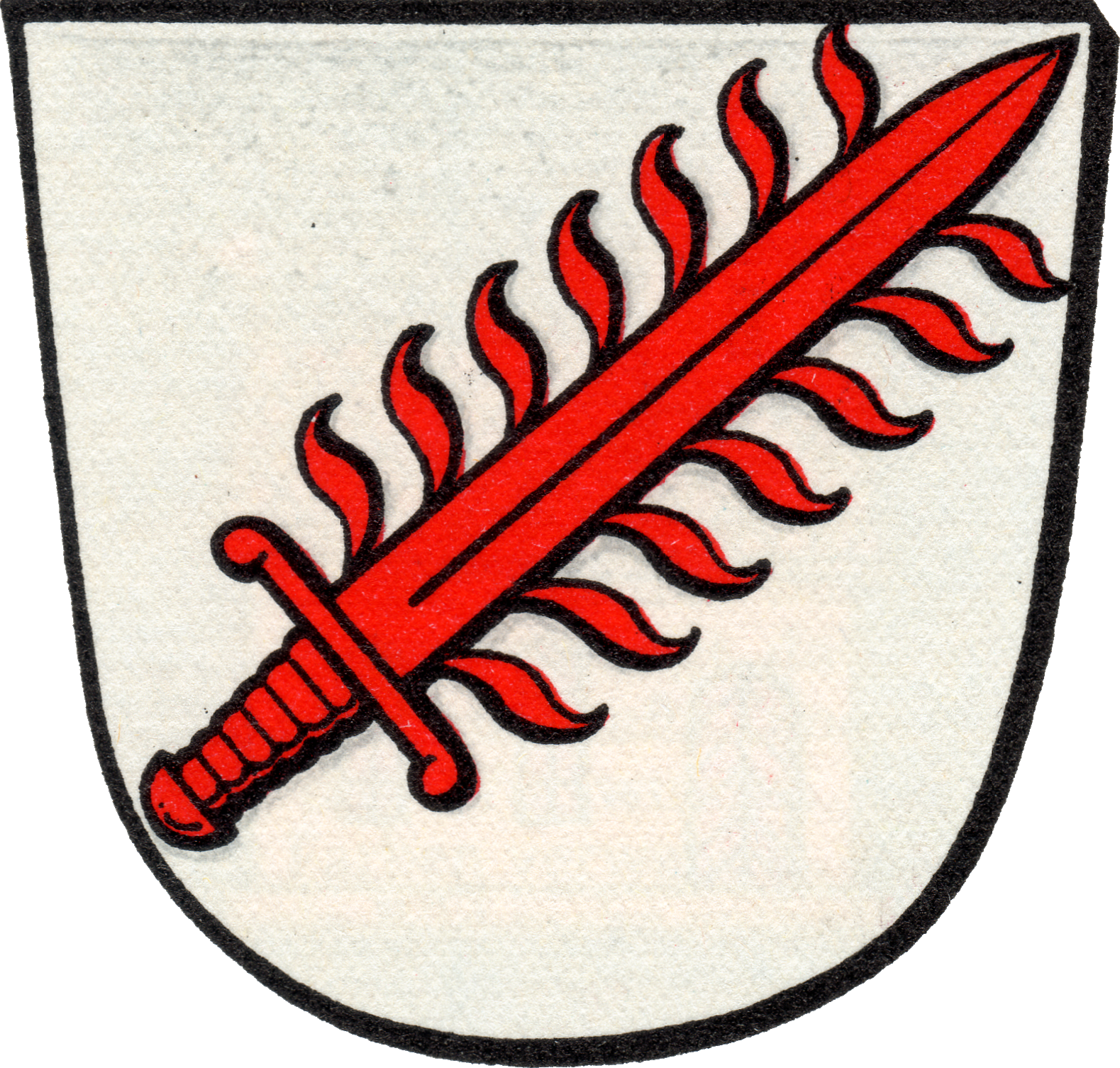
Gemeinde Niedernhausen Ortsteil Oberjosbach
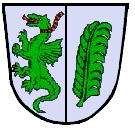
Gemeinde Hünstetten Ortsteil Oberlibbach
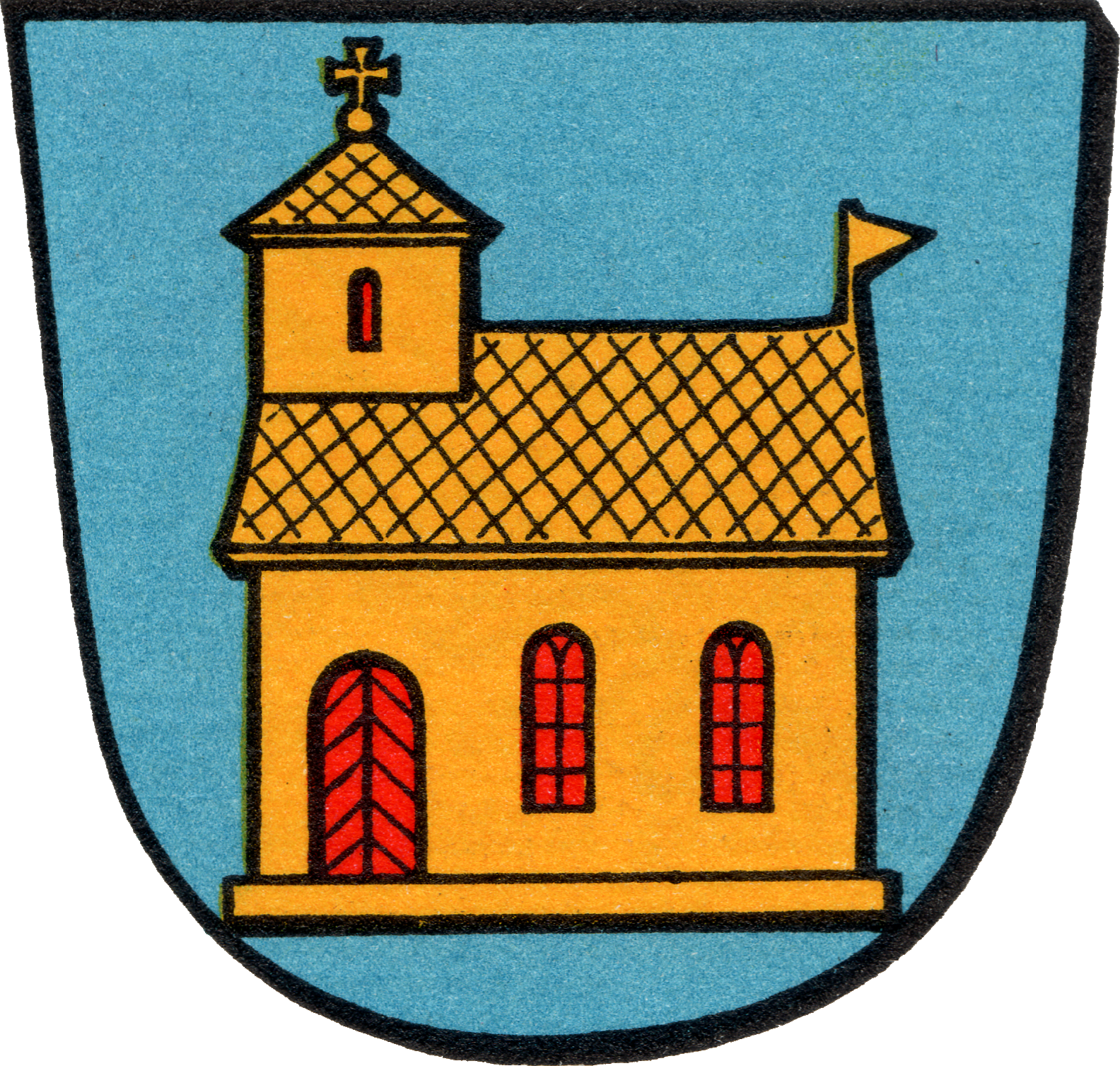
Gemeinde Niedernhausen Ortsteil Oberseelbach
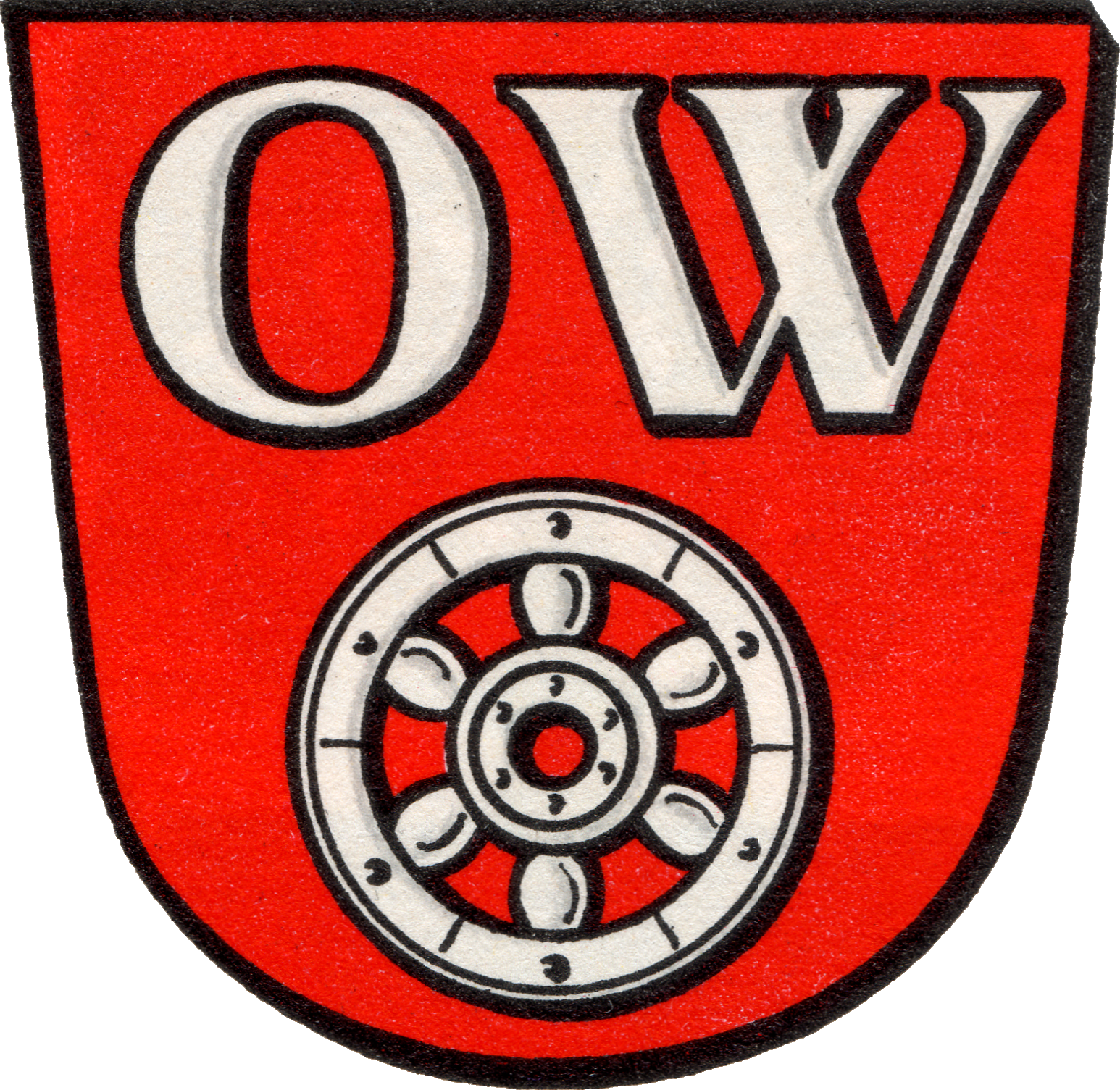
Gemeinde Walluf Ortsteil Oberwalluf
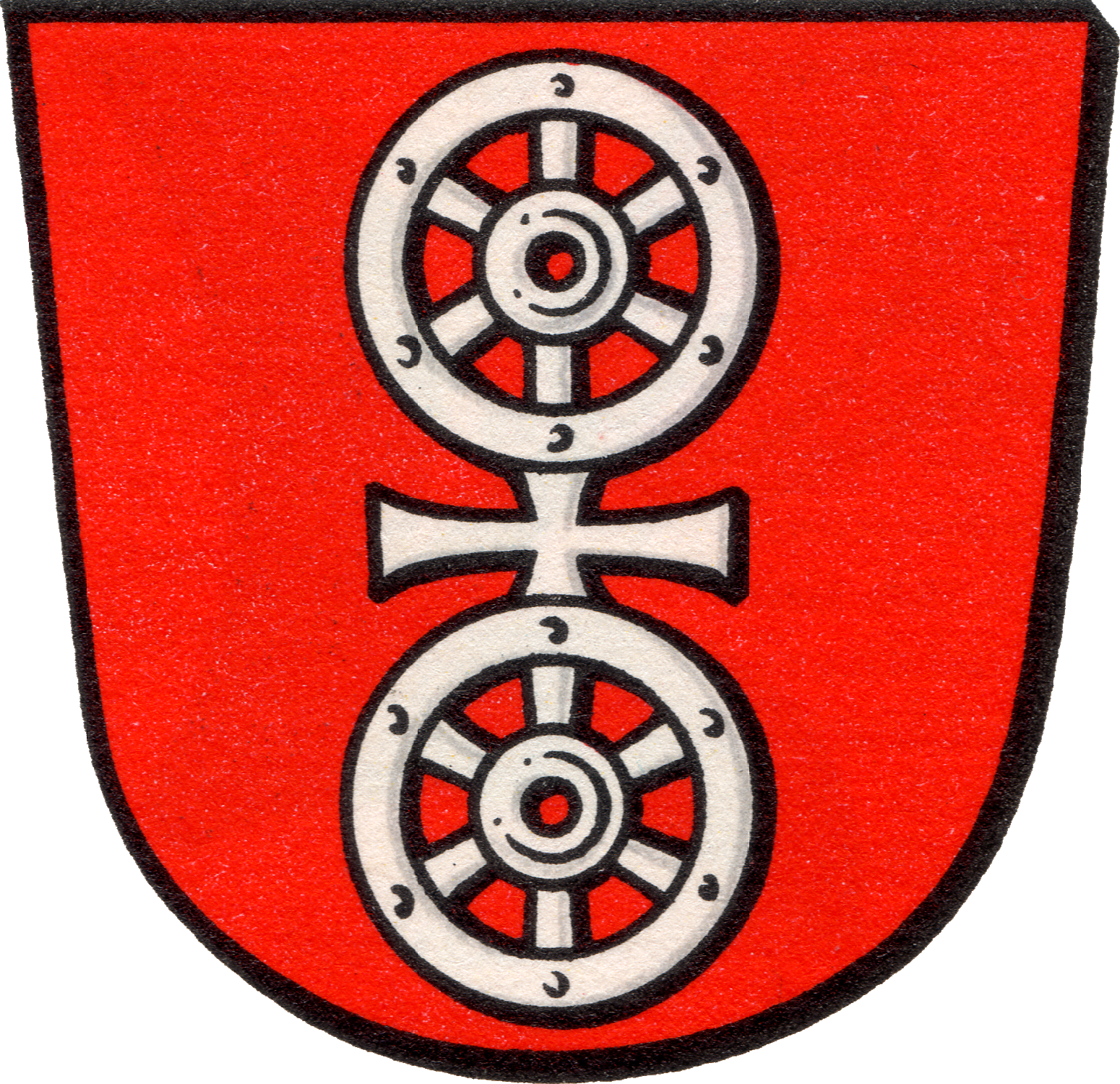
Stadt Oestrich-Winkel Ortsteil Oestrich
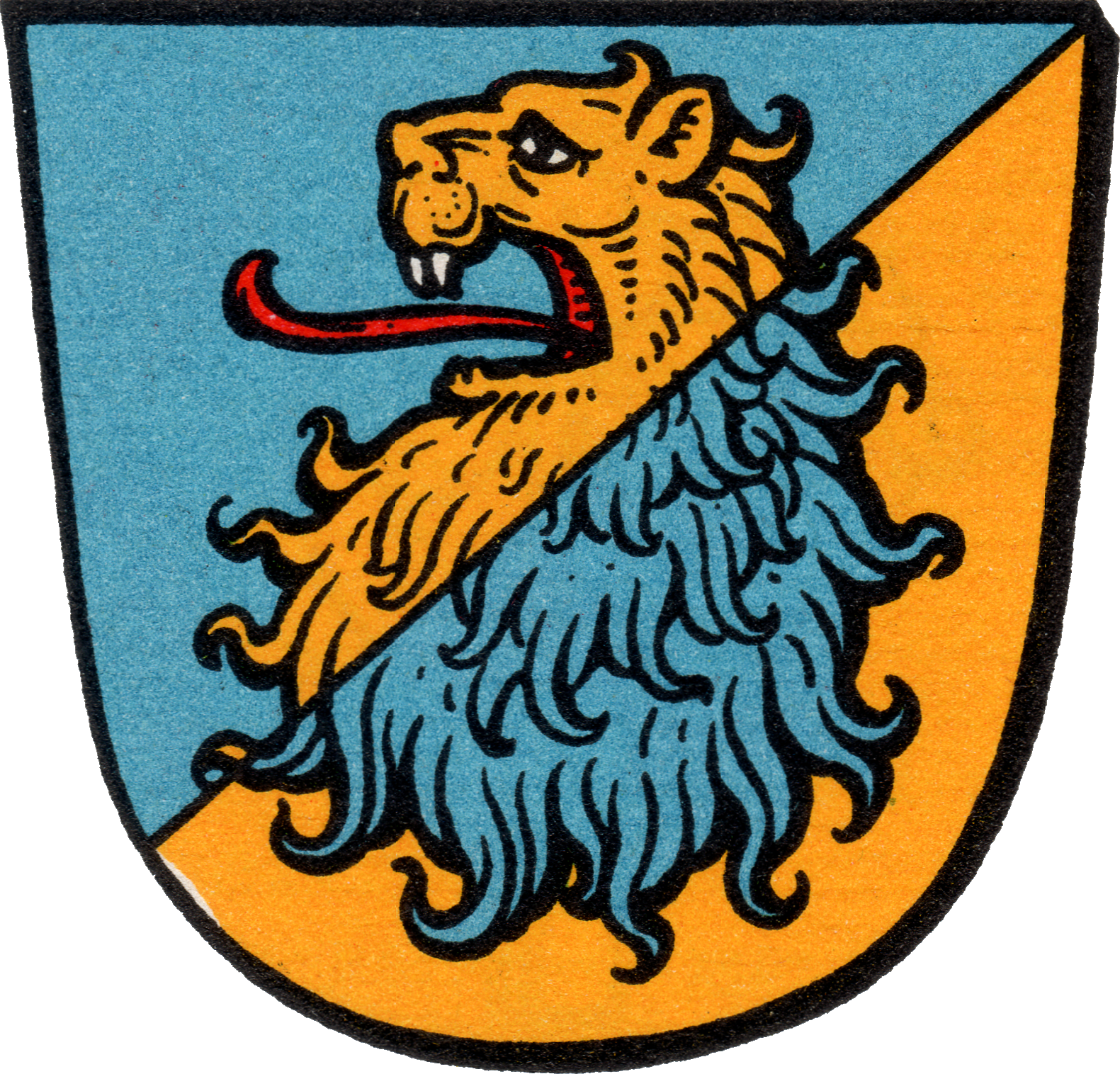
Stadt Taunusstein Ortsteil Orlen
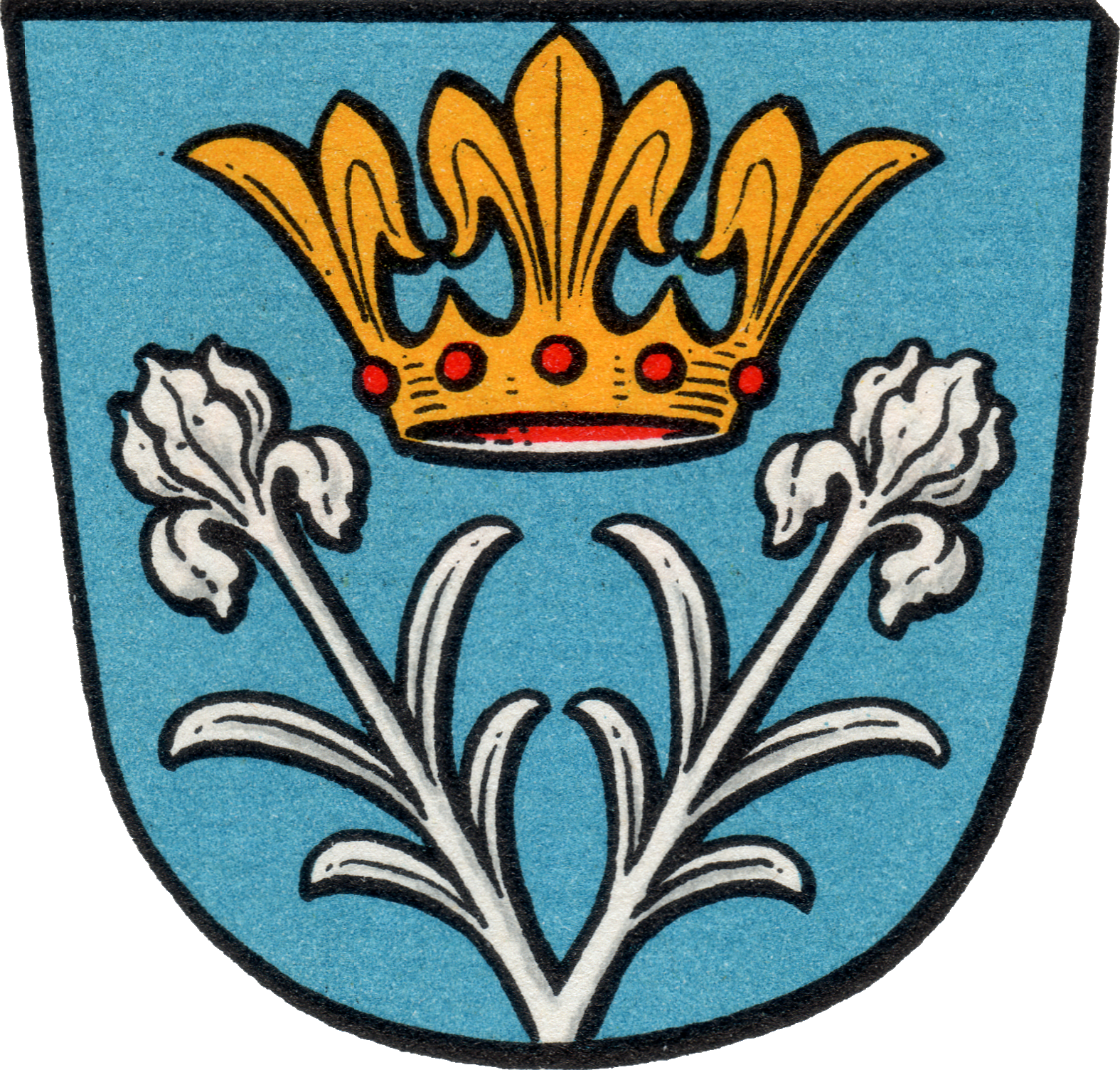
Gemeinde Aarbergen Ortsteil Panrod
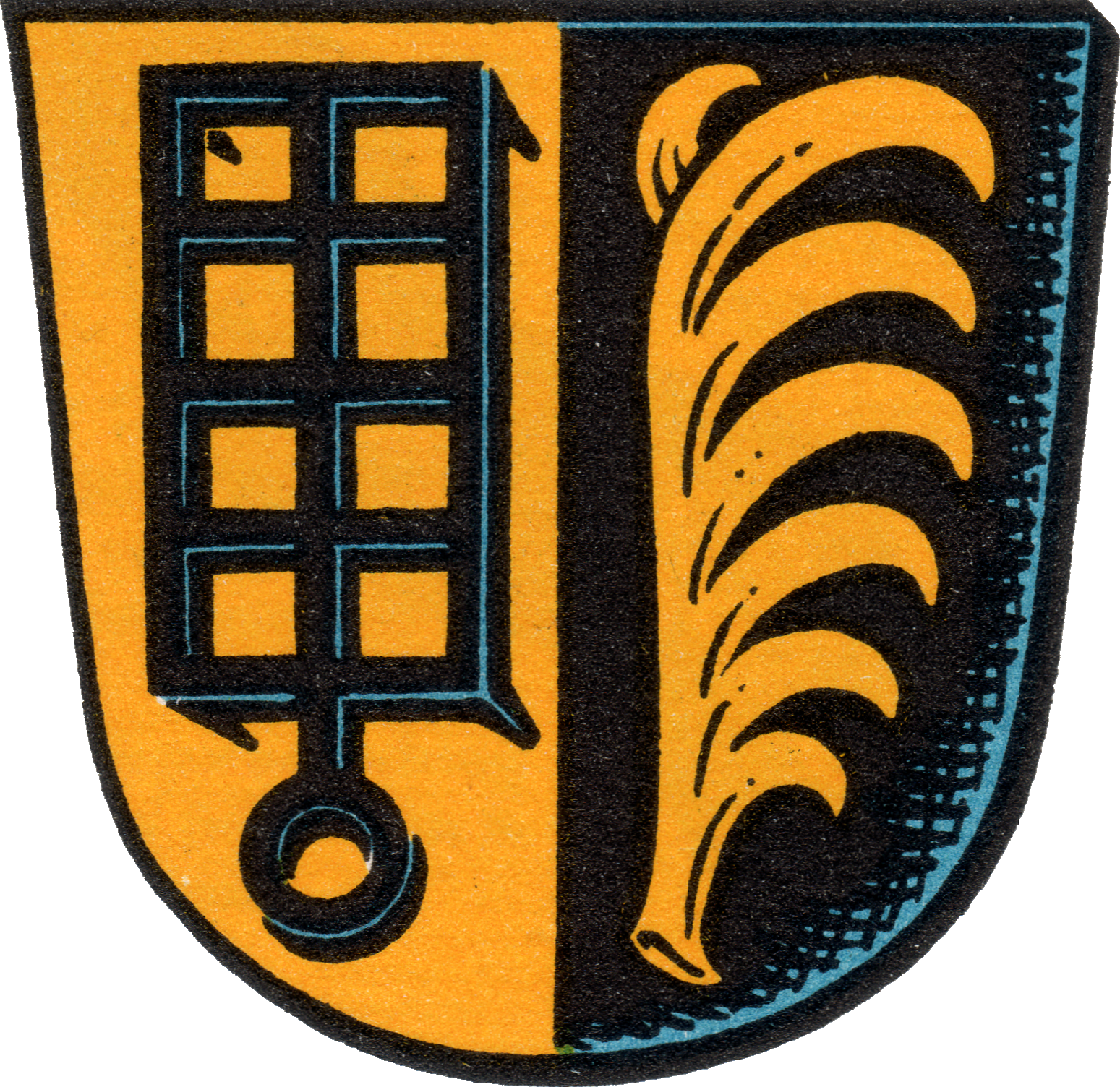
Stadt Rüdesheim Ortsteil Presberg
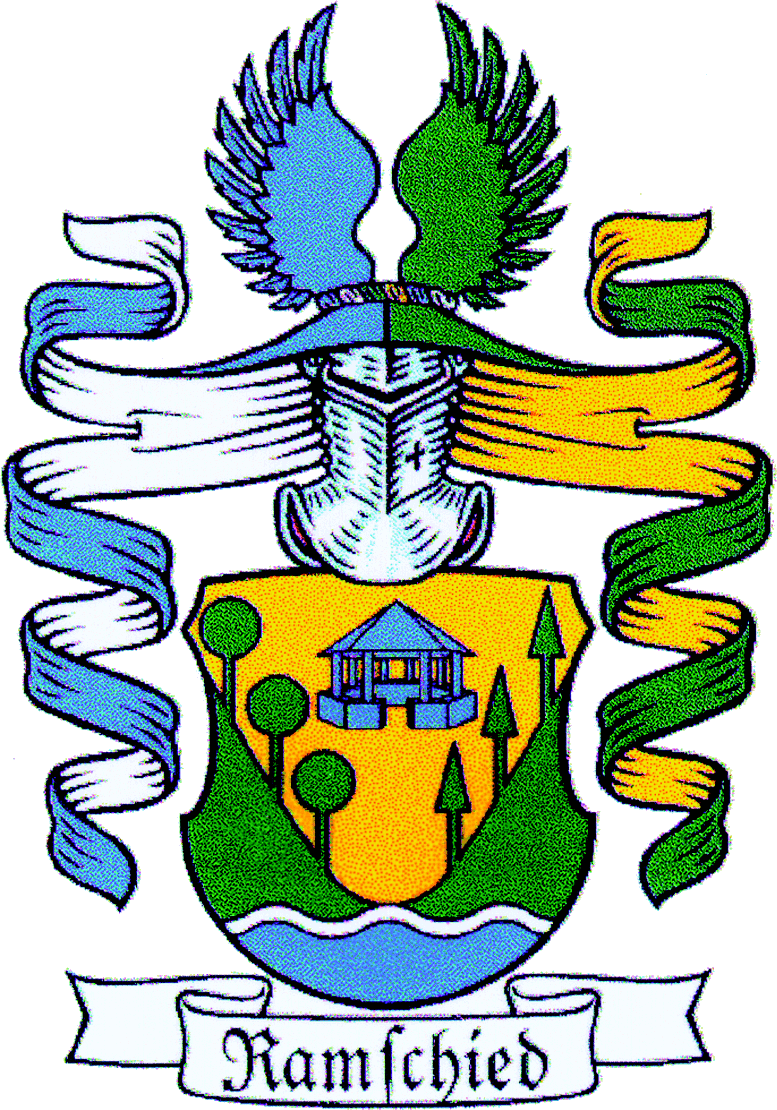
Stadt Bad Schwalbach Ortsteil Ramschied
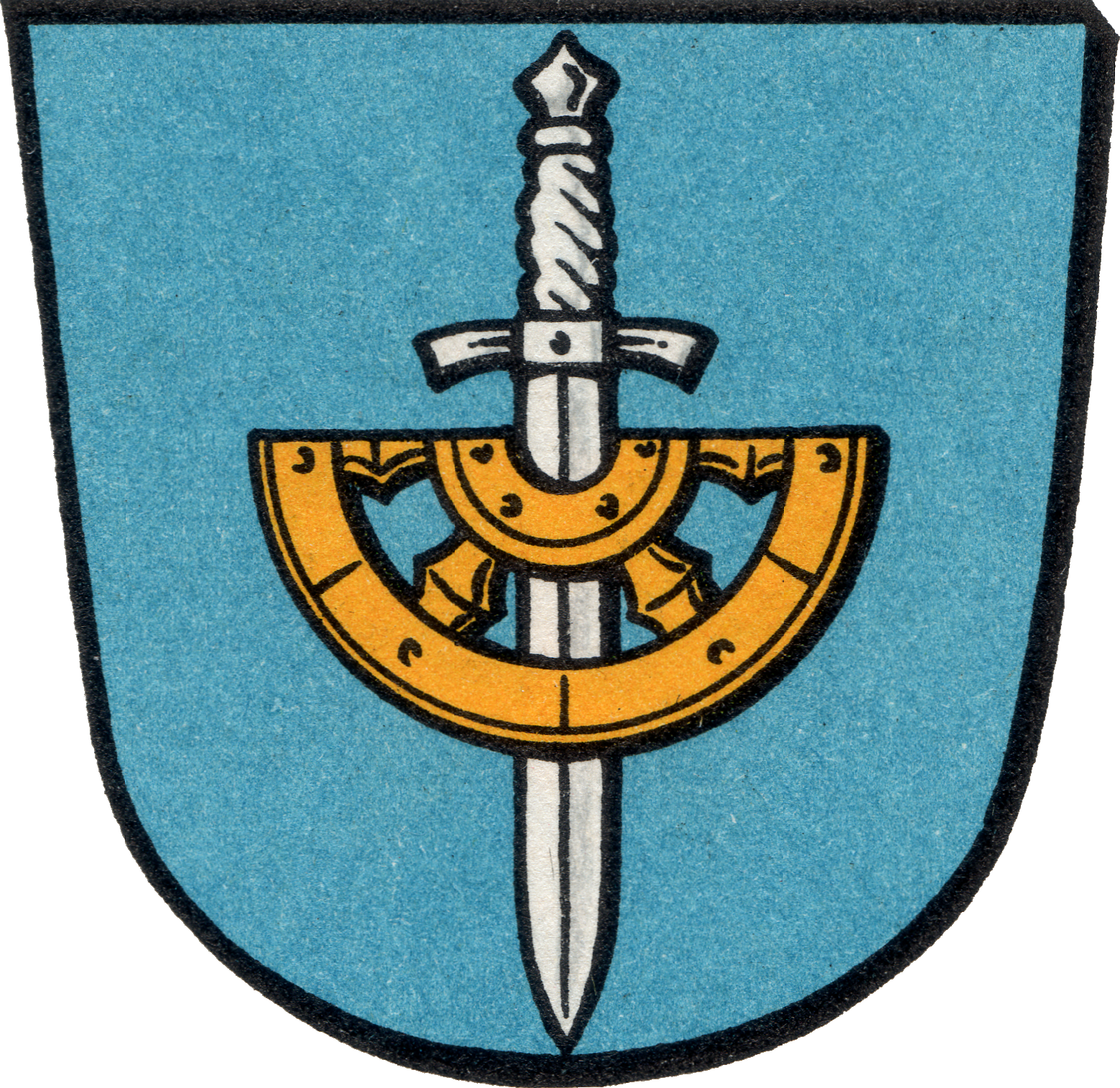
Stadt Lorch Ortsteil Ransel
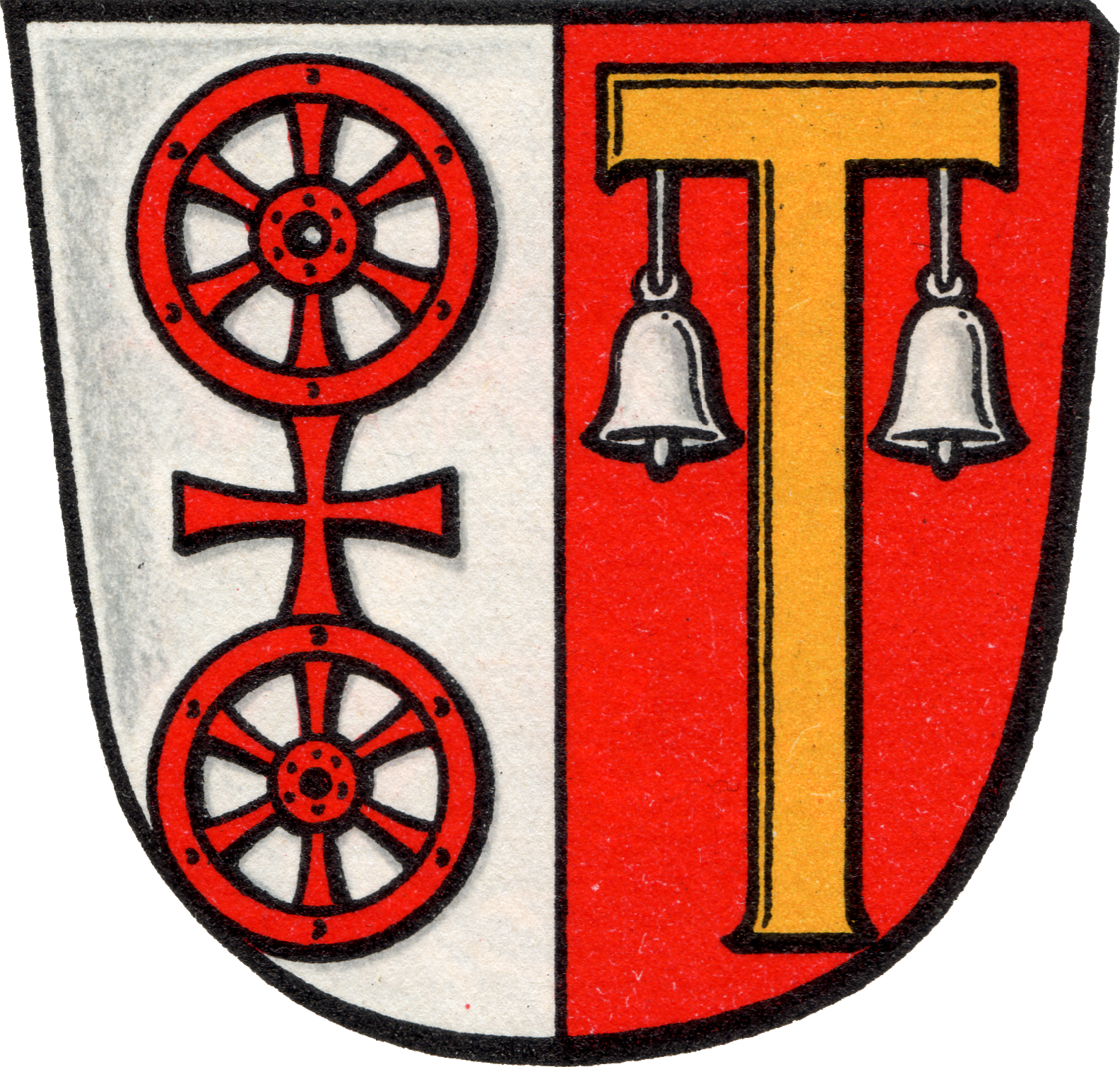
Stadt Eltville am Rhein Ortsteil Rauenthal
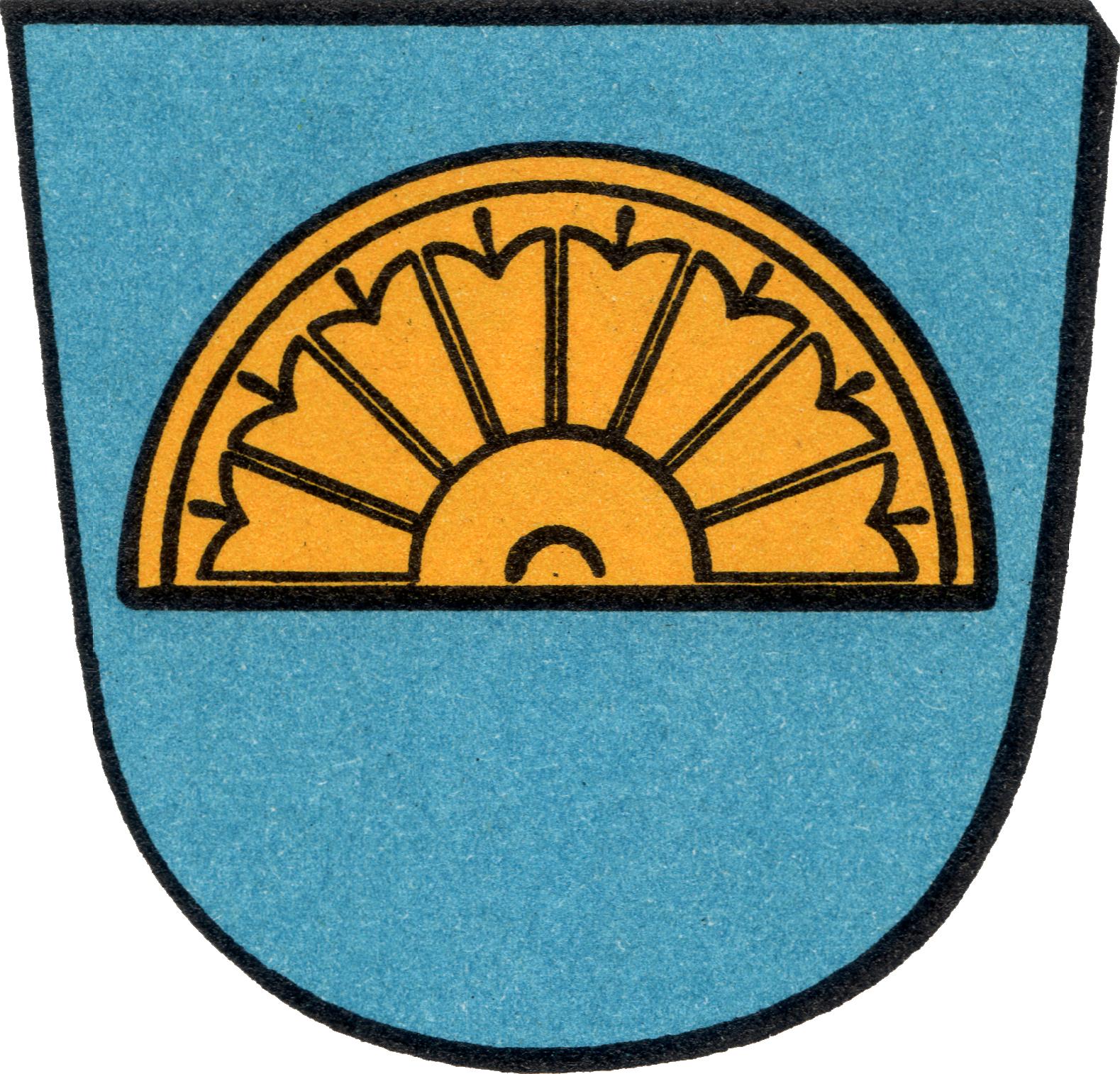
Gemeinde Waldems Ortsteil Reichenbach
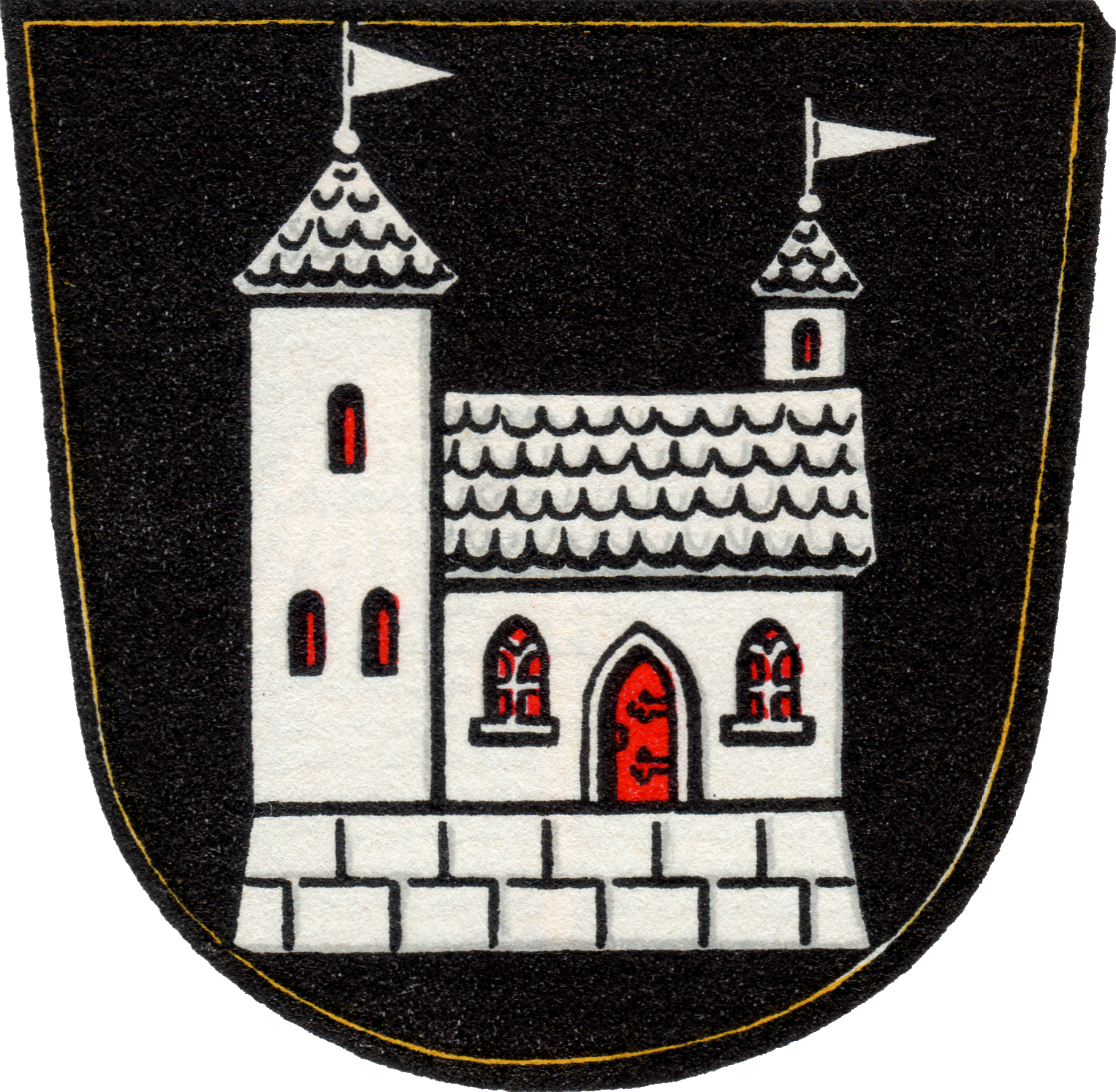
Gemeinde Aarbergen Ortsteil Rückershausen
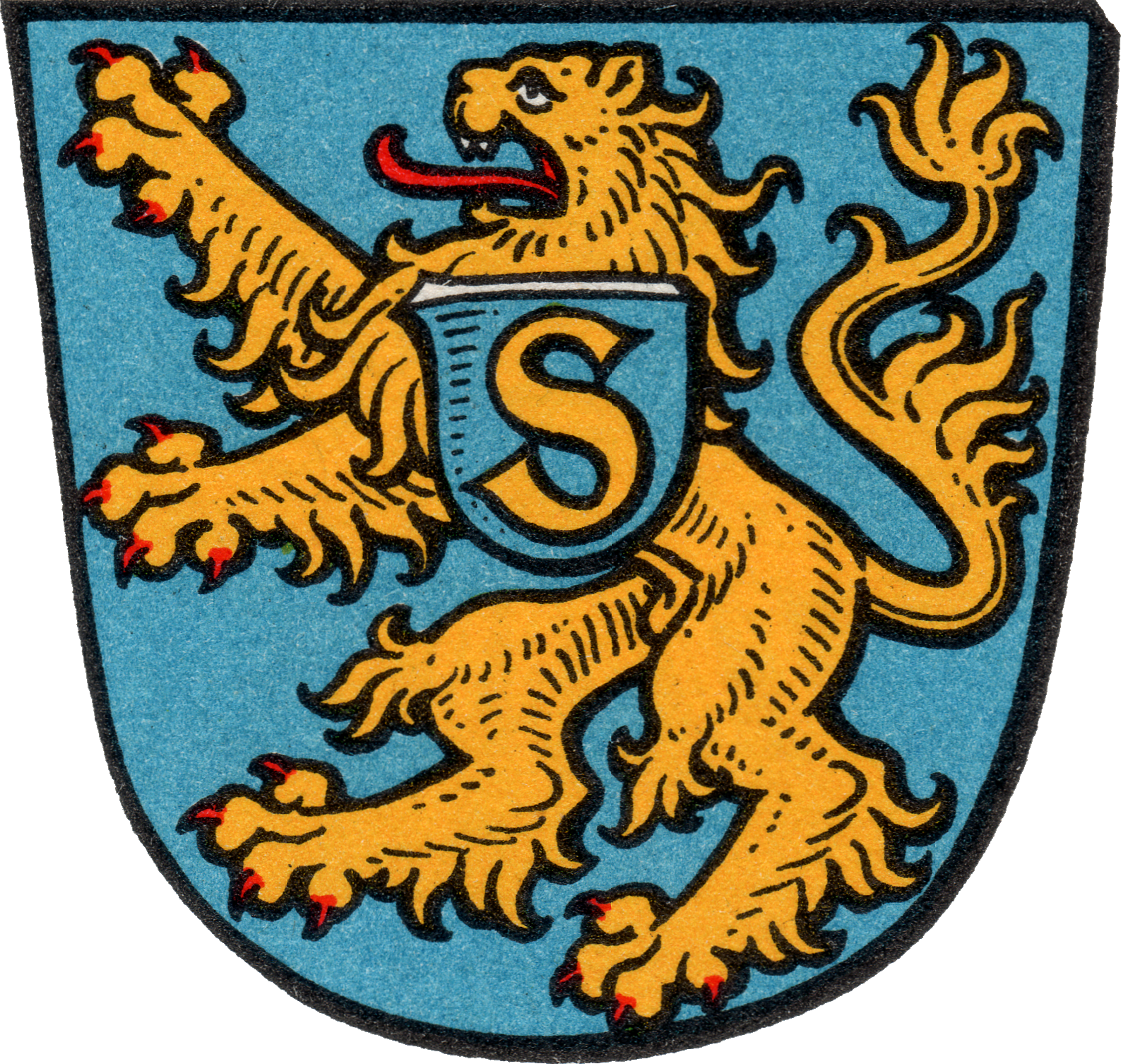
Stadt Taunusstein Ortsteil Seitzenhahn
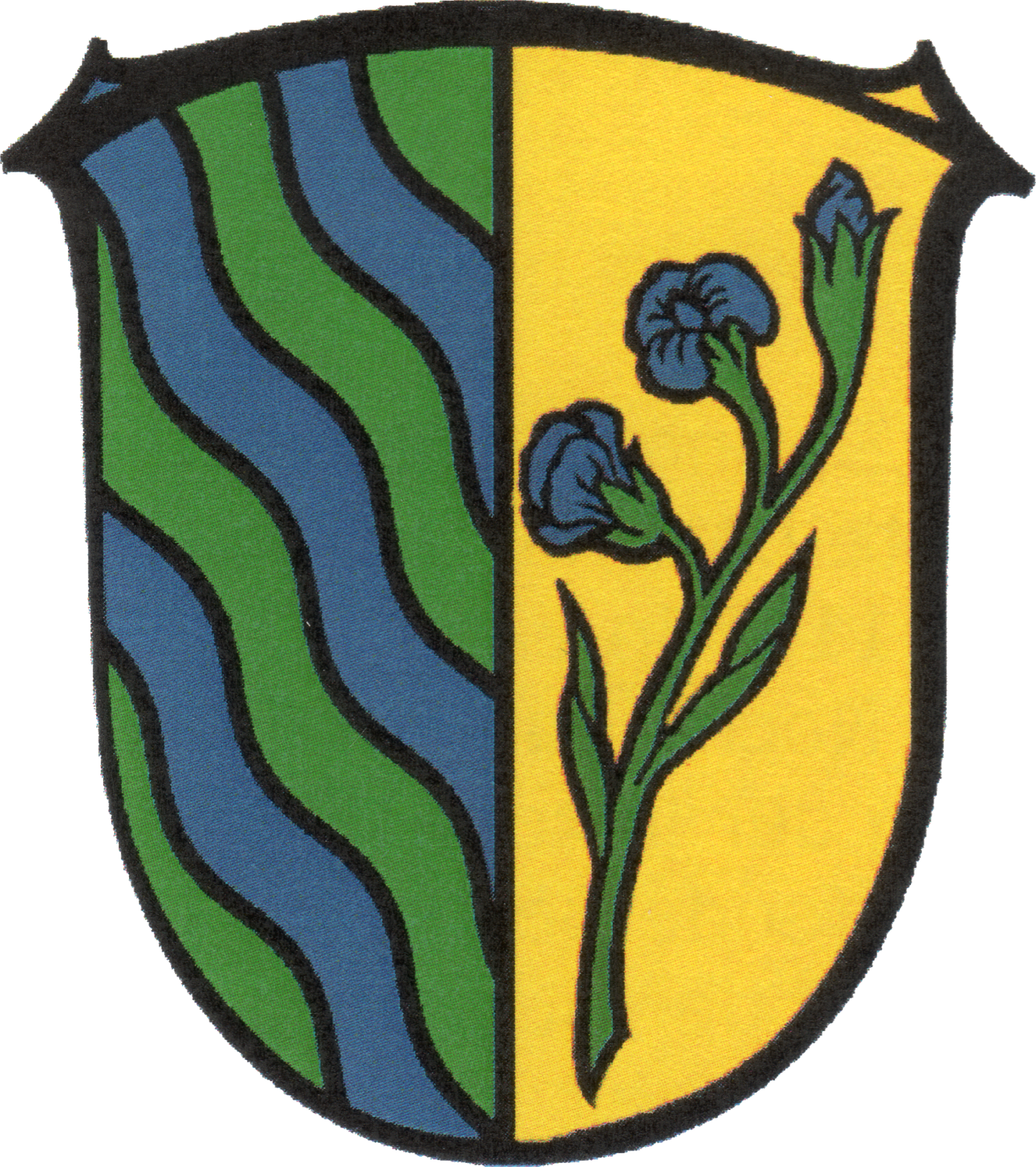
Gemeinde Heidenrod Ortsteil Springen
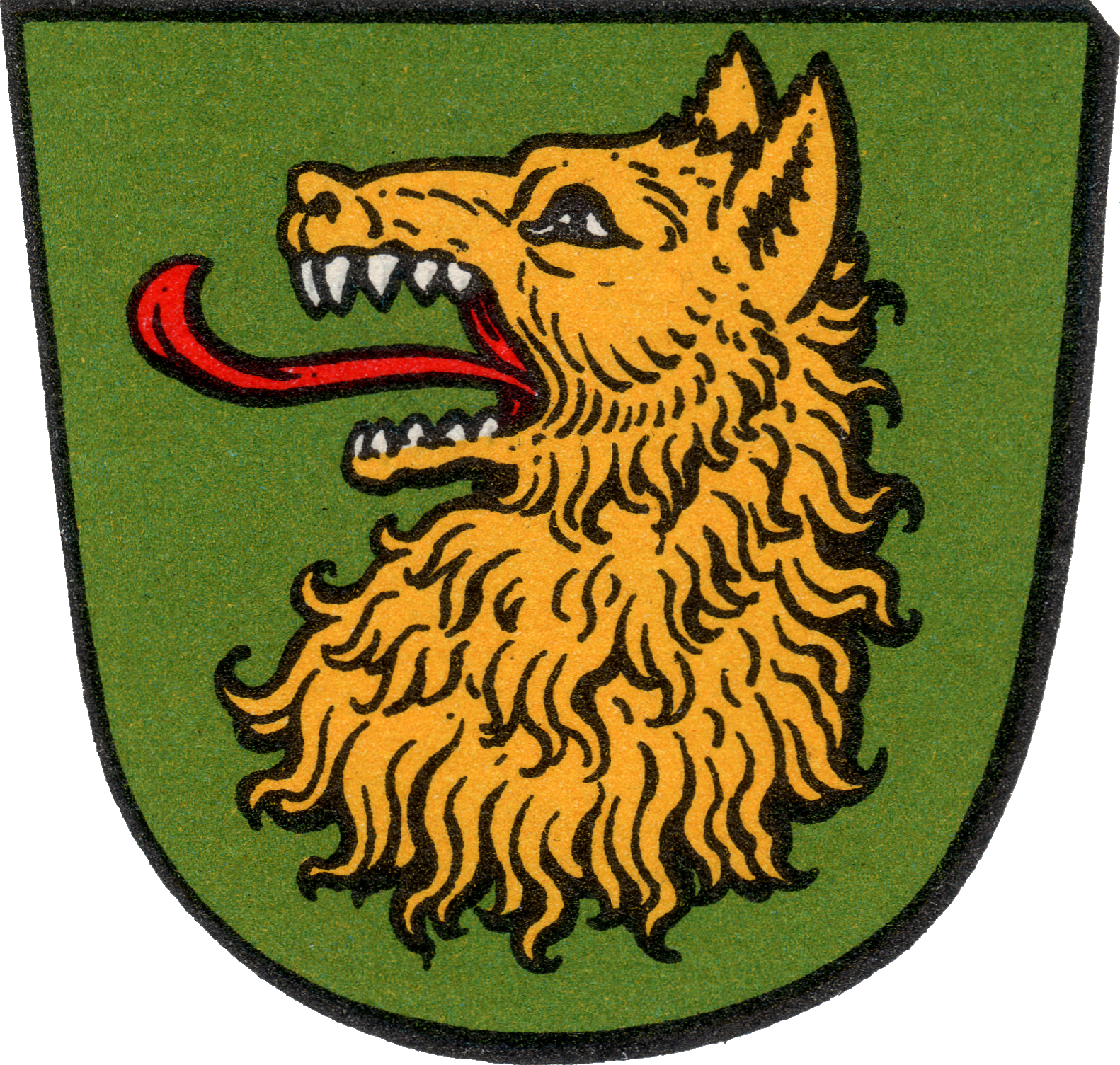
Gemeinde Hohenstein Ortsteil Steckenroth
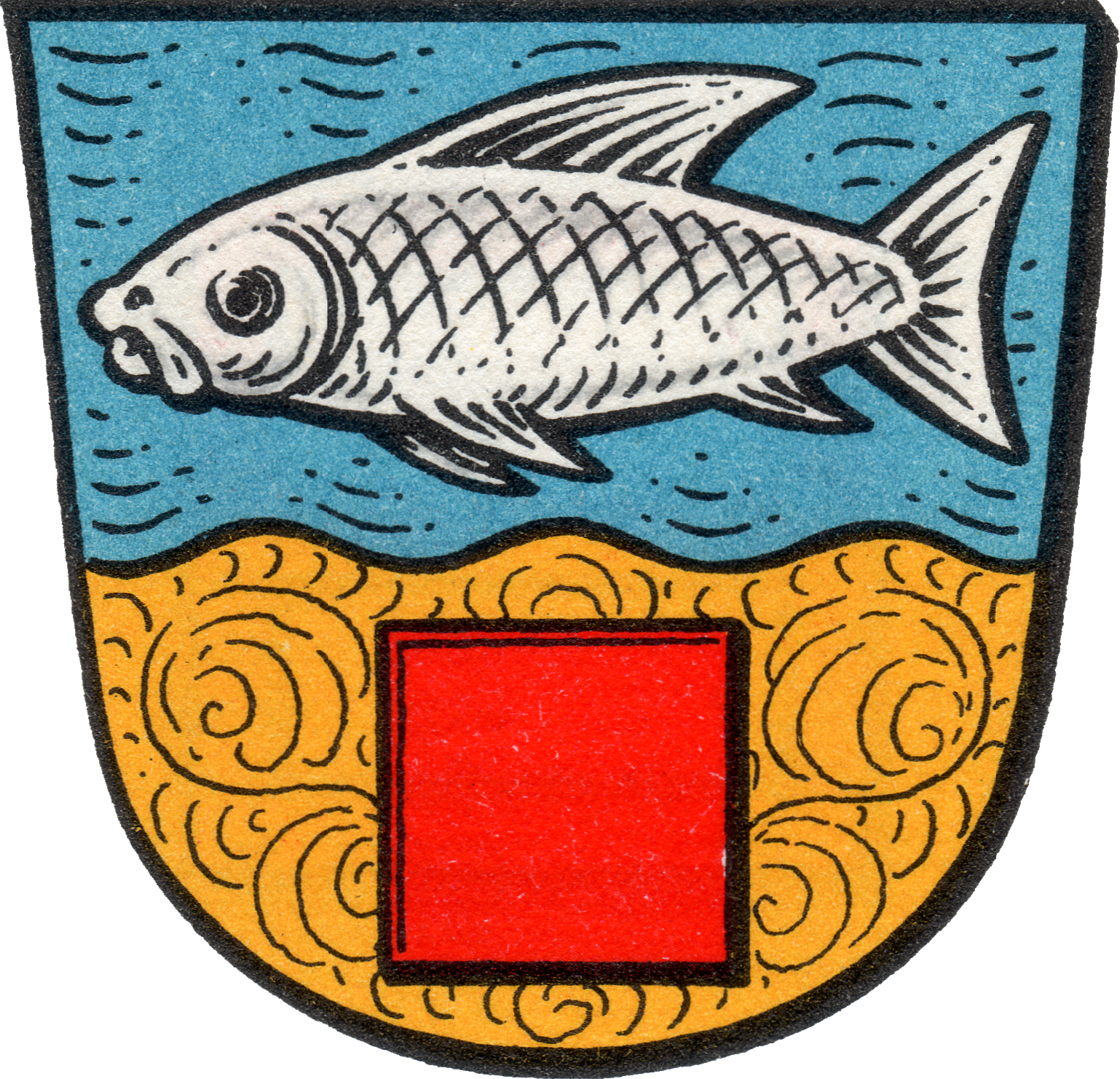
Gemeinde Waldems Ortsteil Steinfischbach
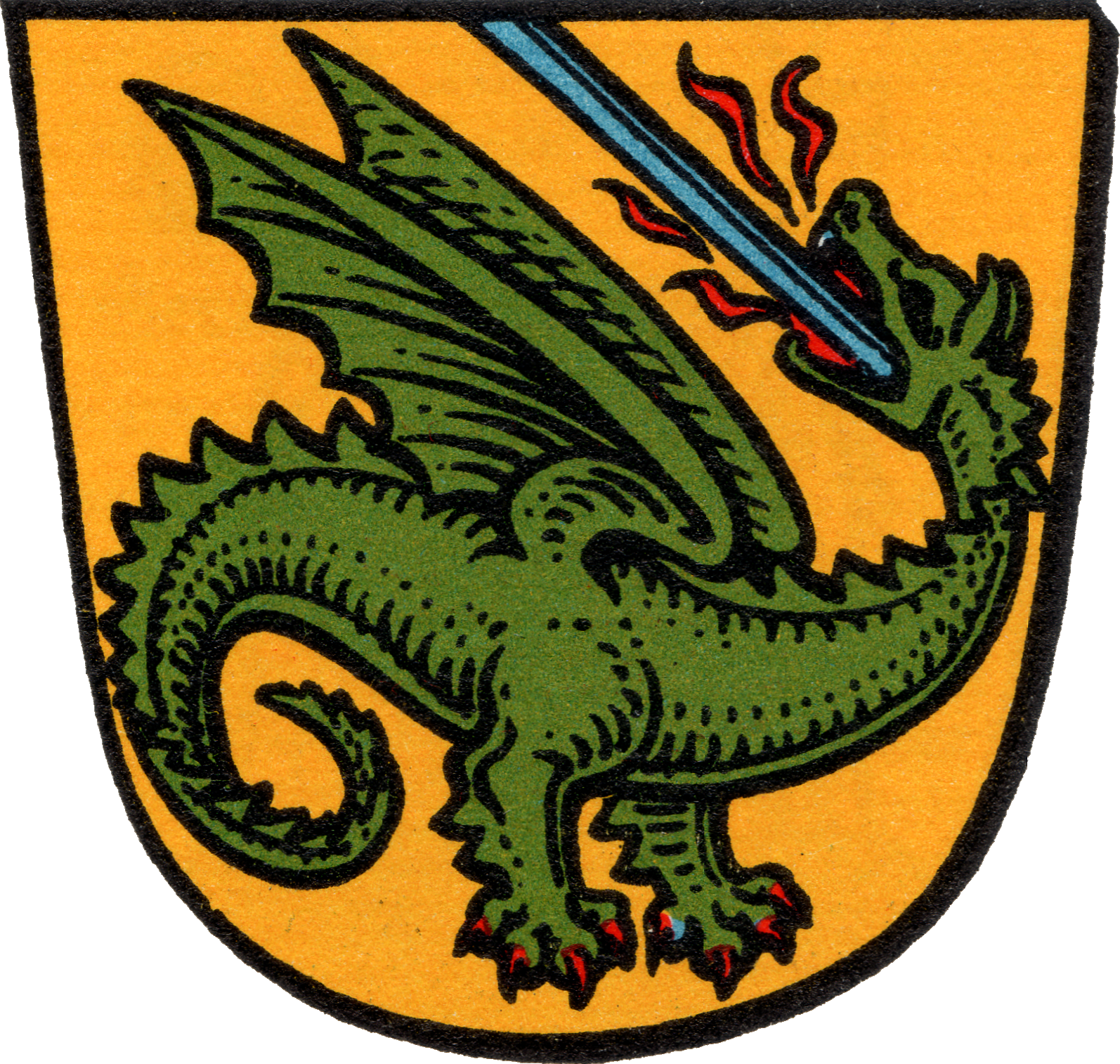
Stadt Geisenheim Ortsteil Stephanshausen
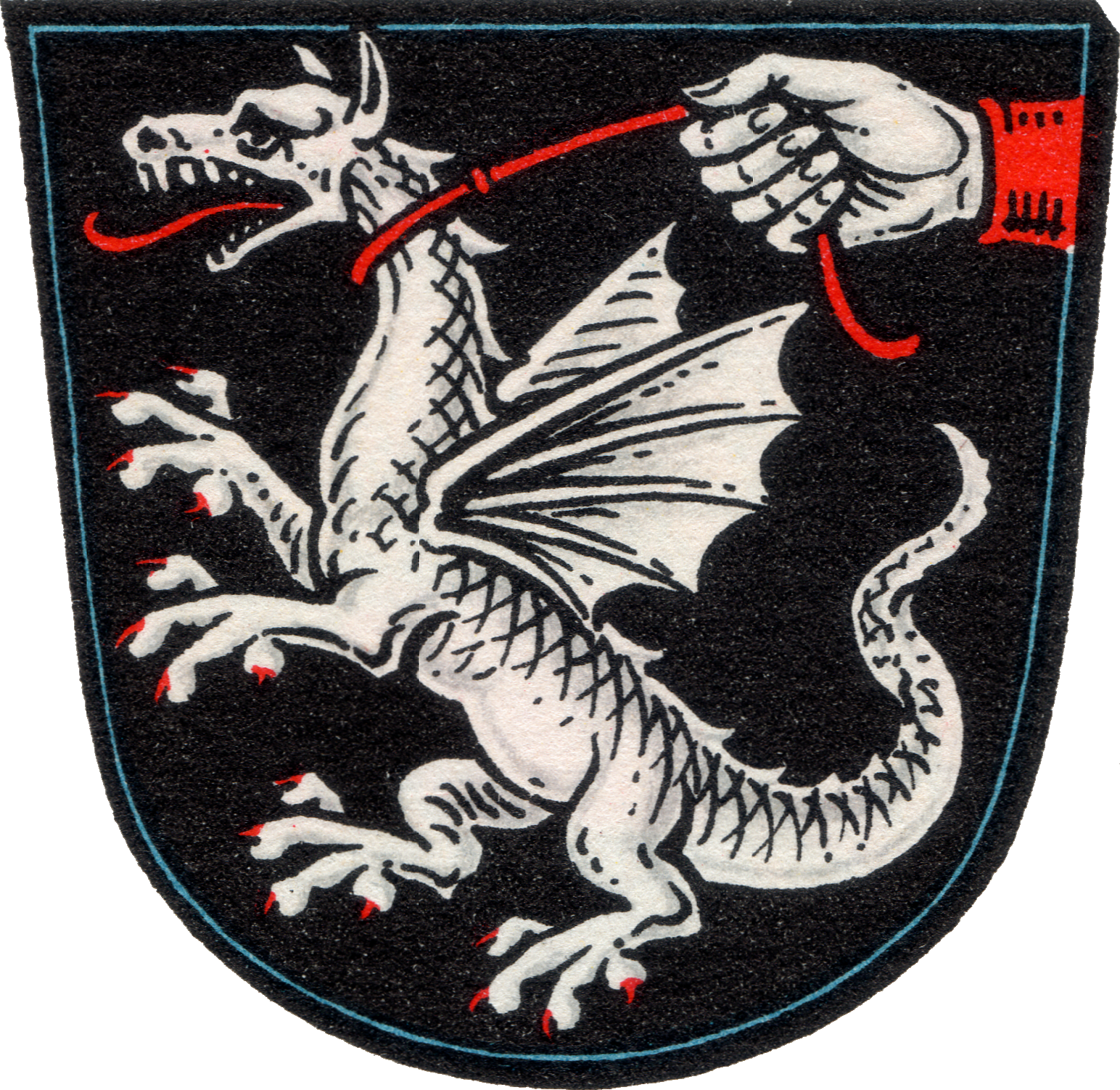
Gemeinde Hohenstein Ortsteil Strinz-Margarethä
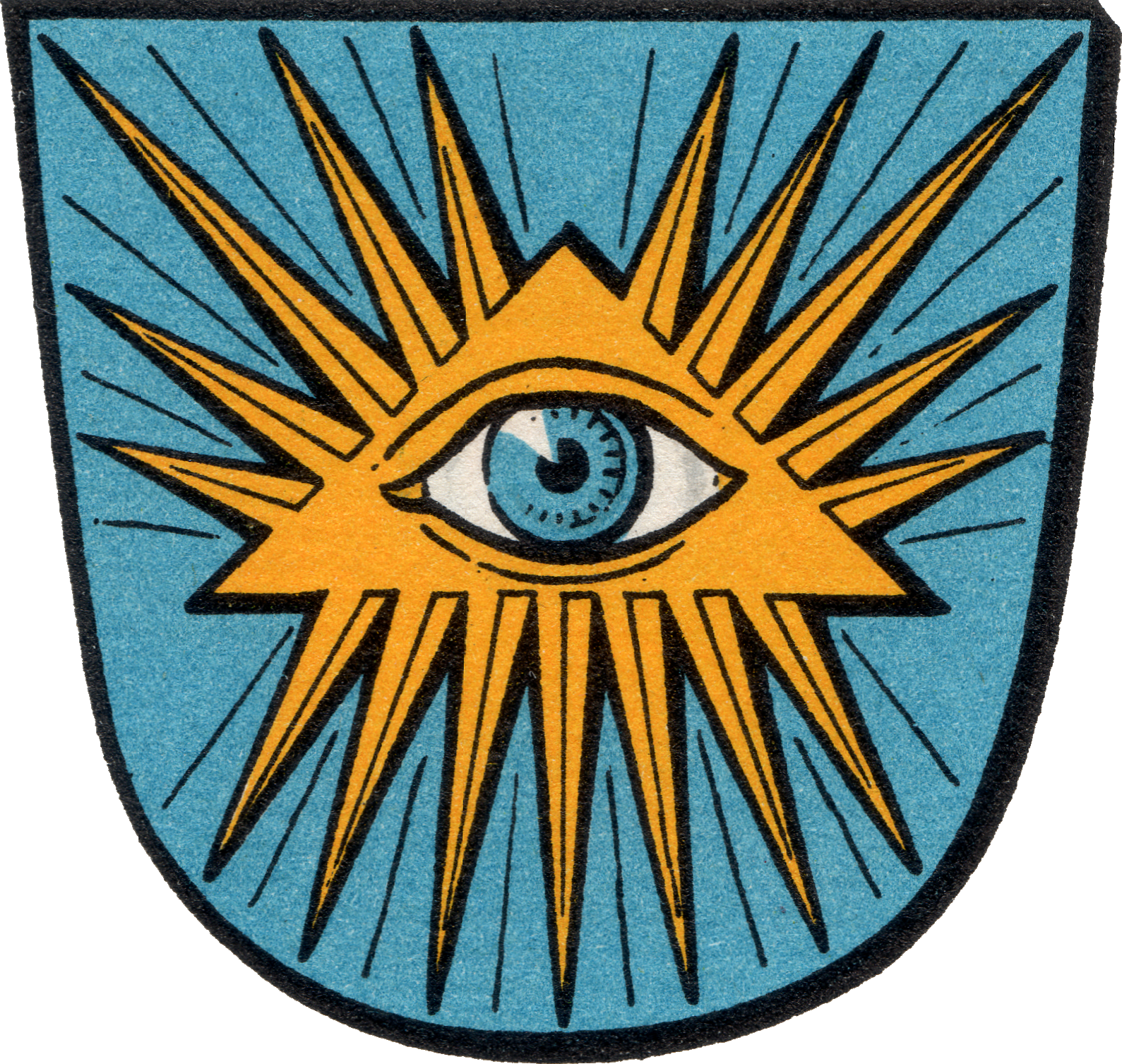
Gemeinde Hünstetten Ortsteil Strinz-Trinitatis
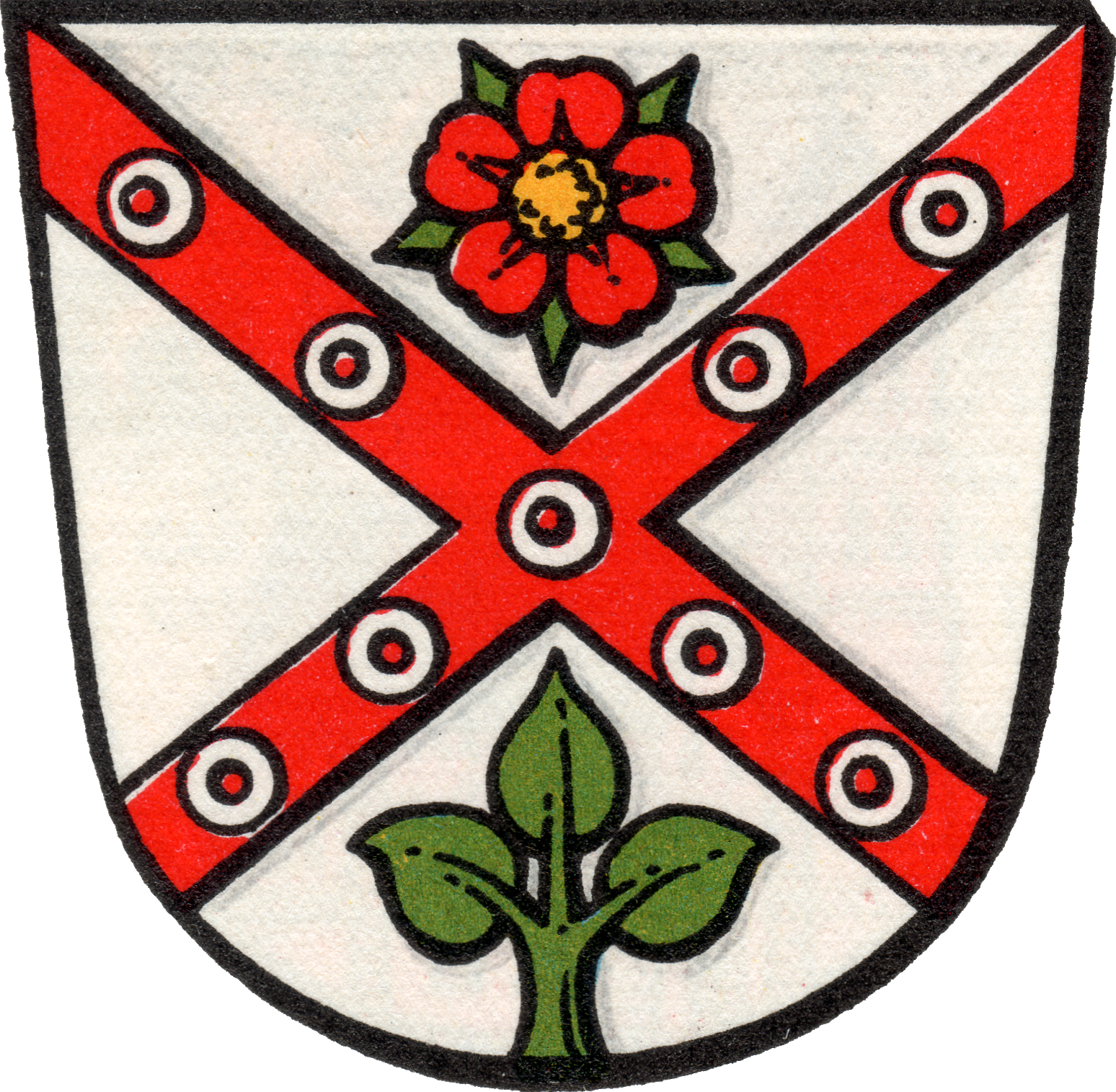
Gemeinde Hünstetten Ortsteil Wallbach
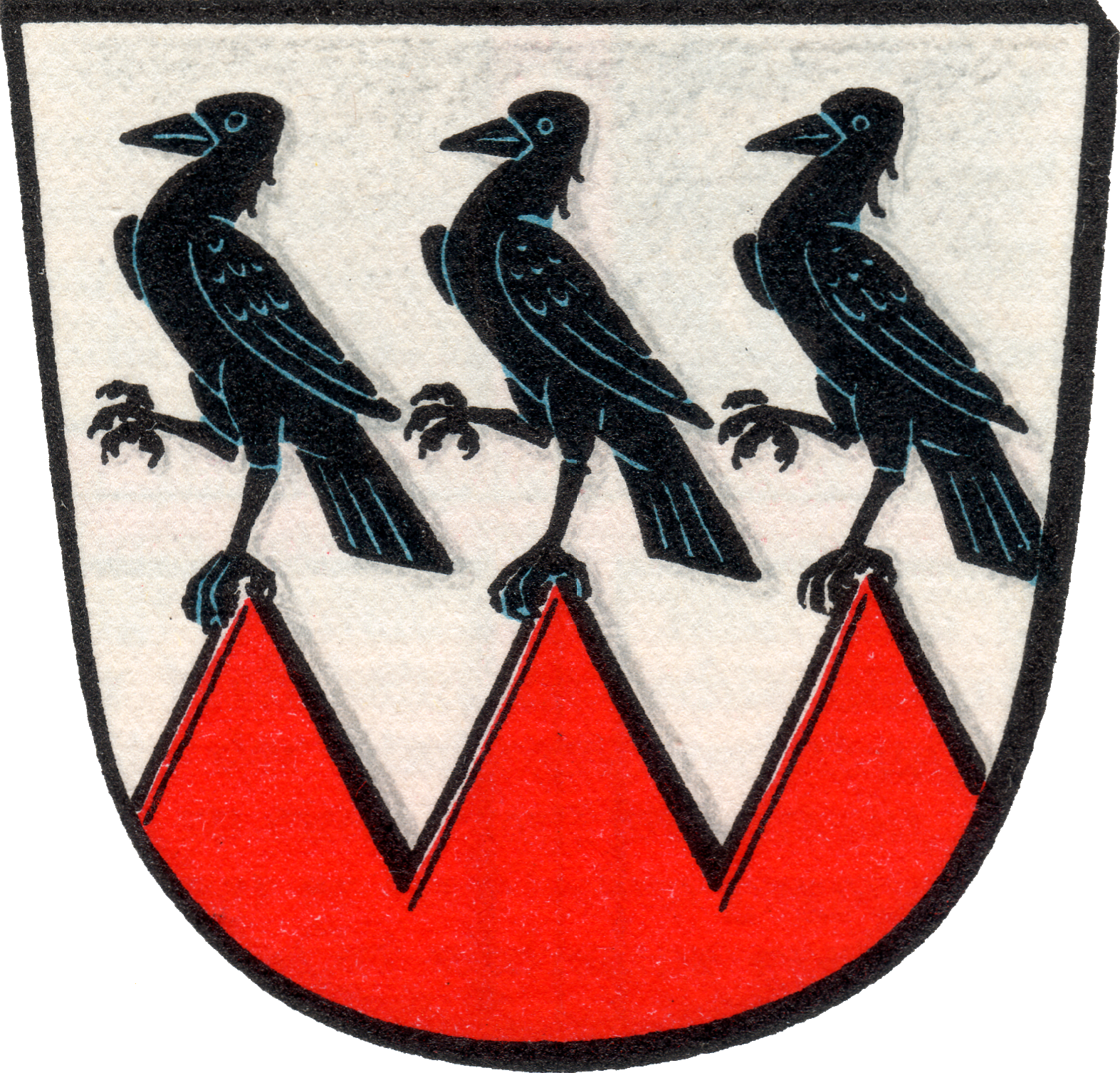
Gemeinde Hünstetten Ortsteil Wallrabenstein
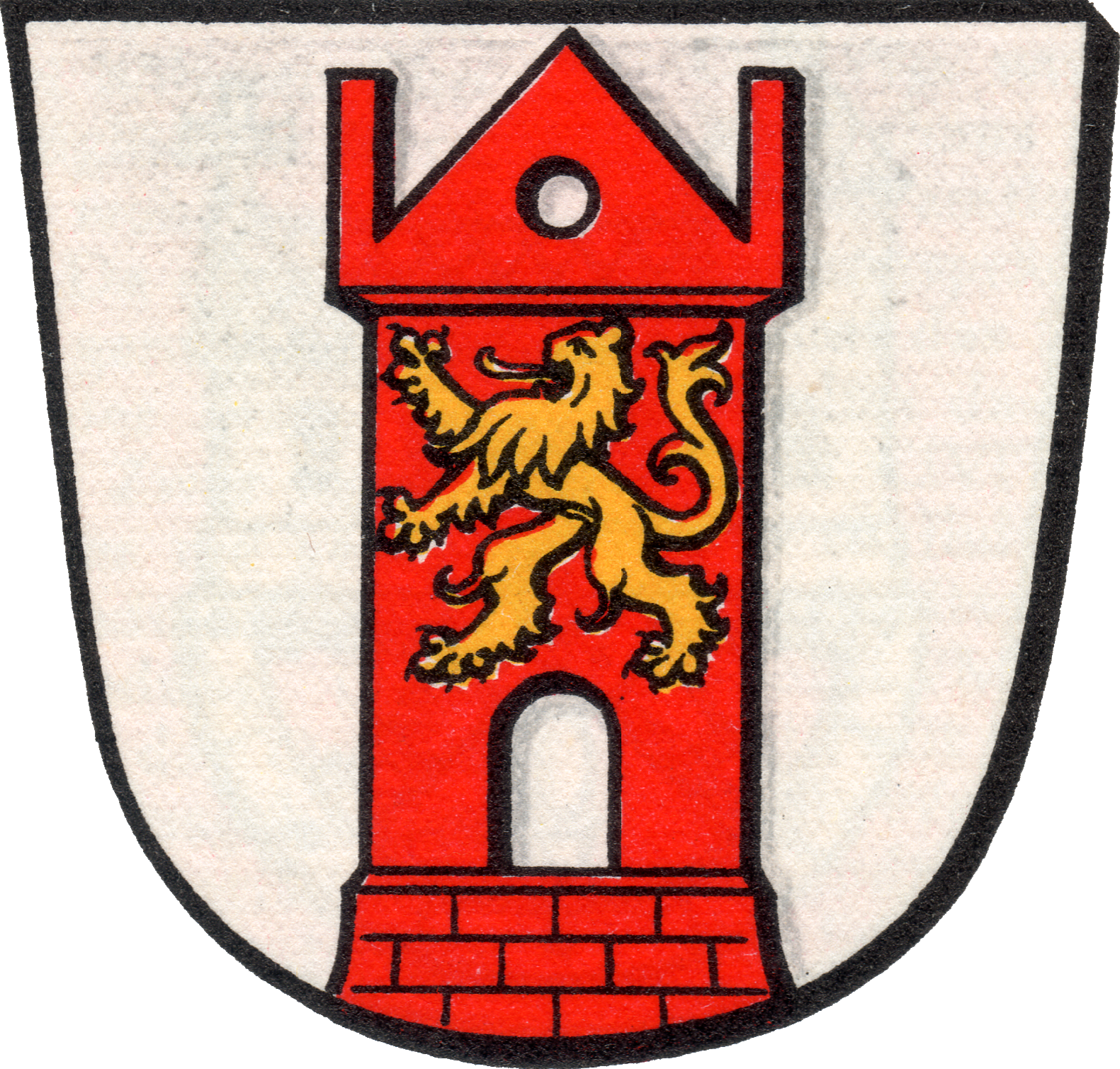
Stadt Idstein Ortsteil Walsdorf
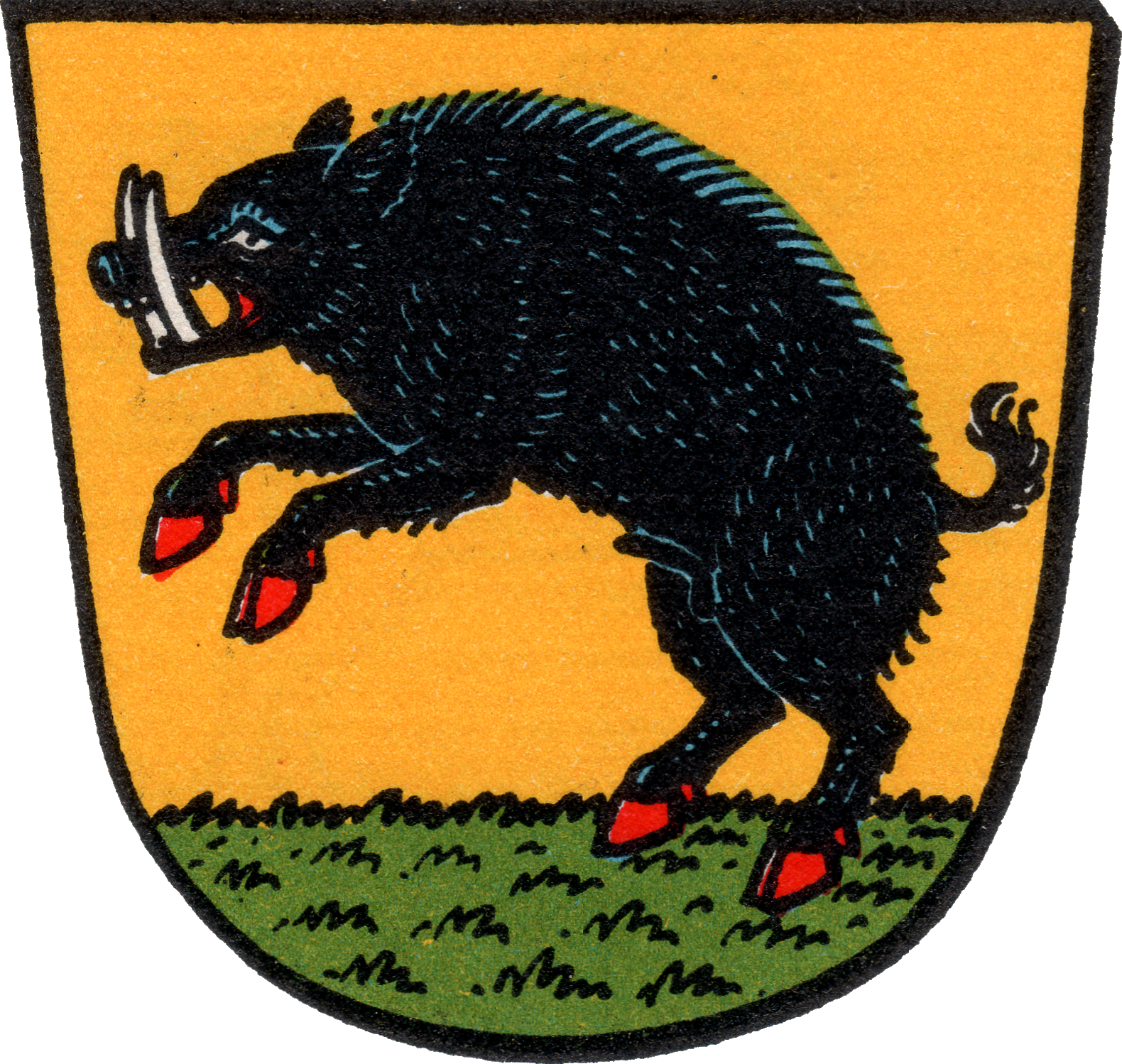
Stadt Taunusstein Ortsteil Watzhahn
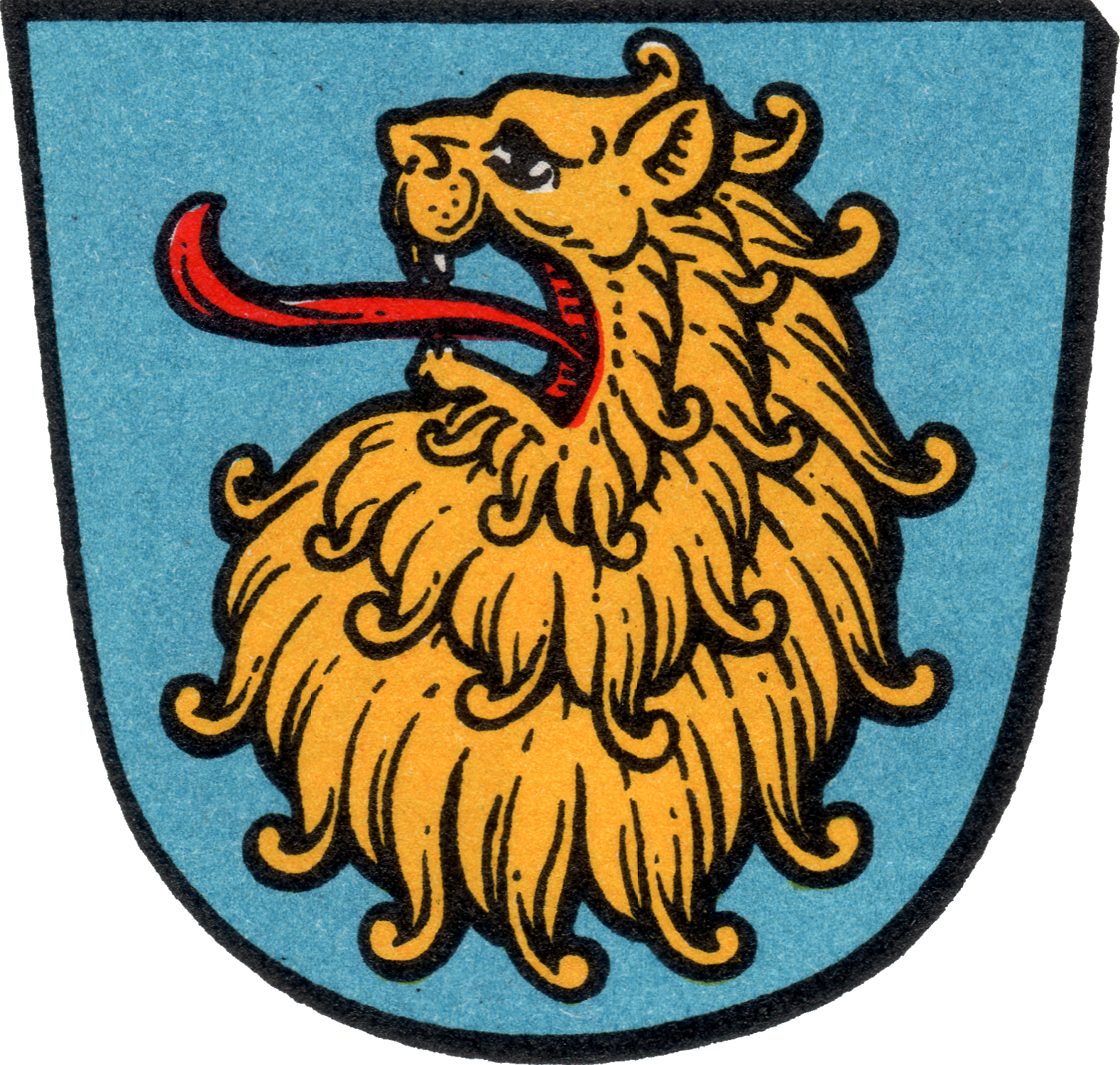
Stadt Taunusstein Ortsteil Wehen
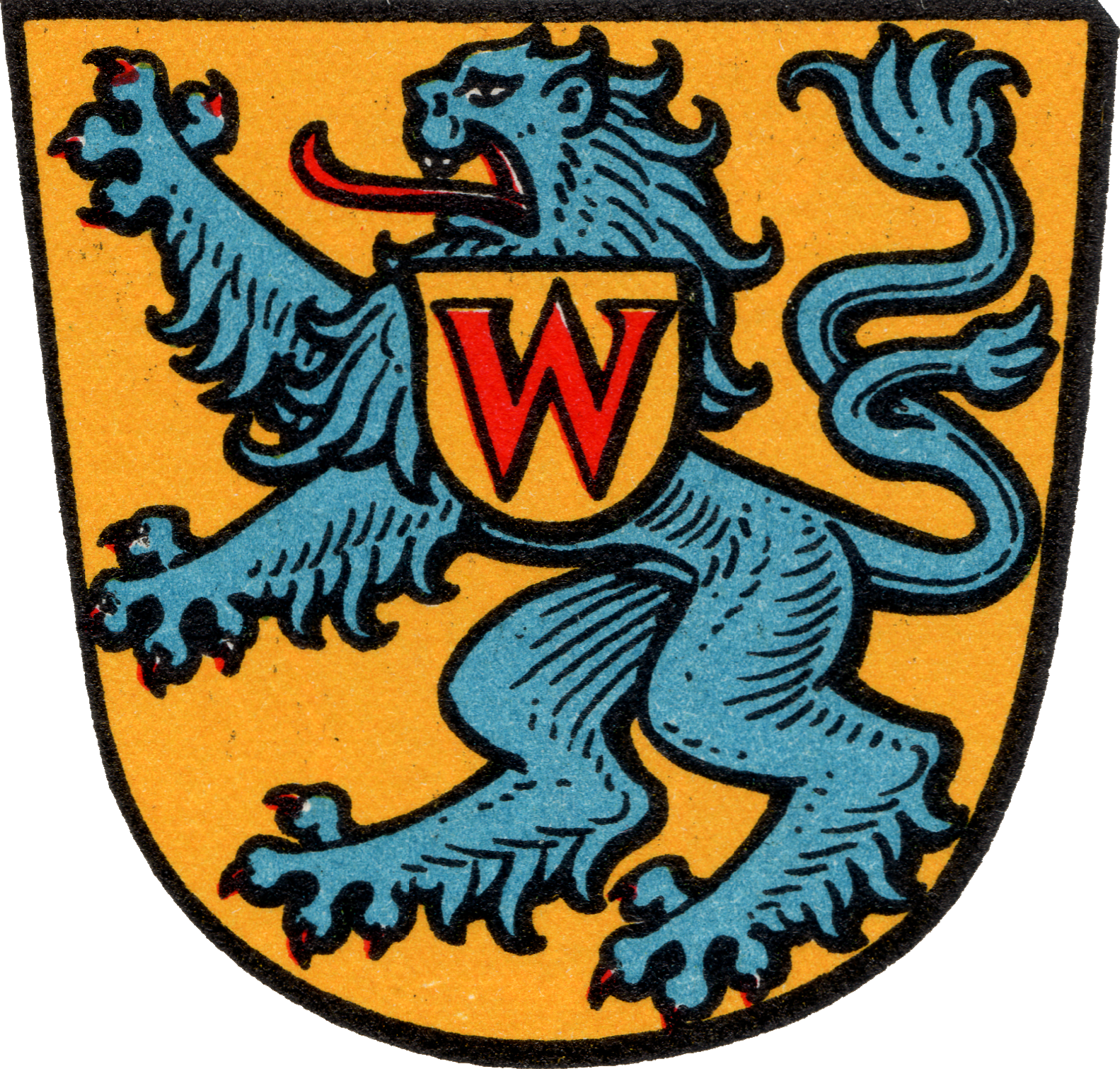
Stadt Taunusstein Ortsteil Wingsbach
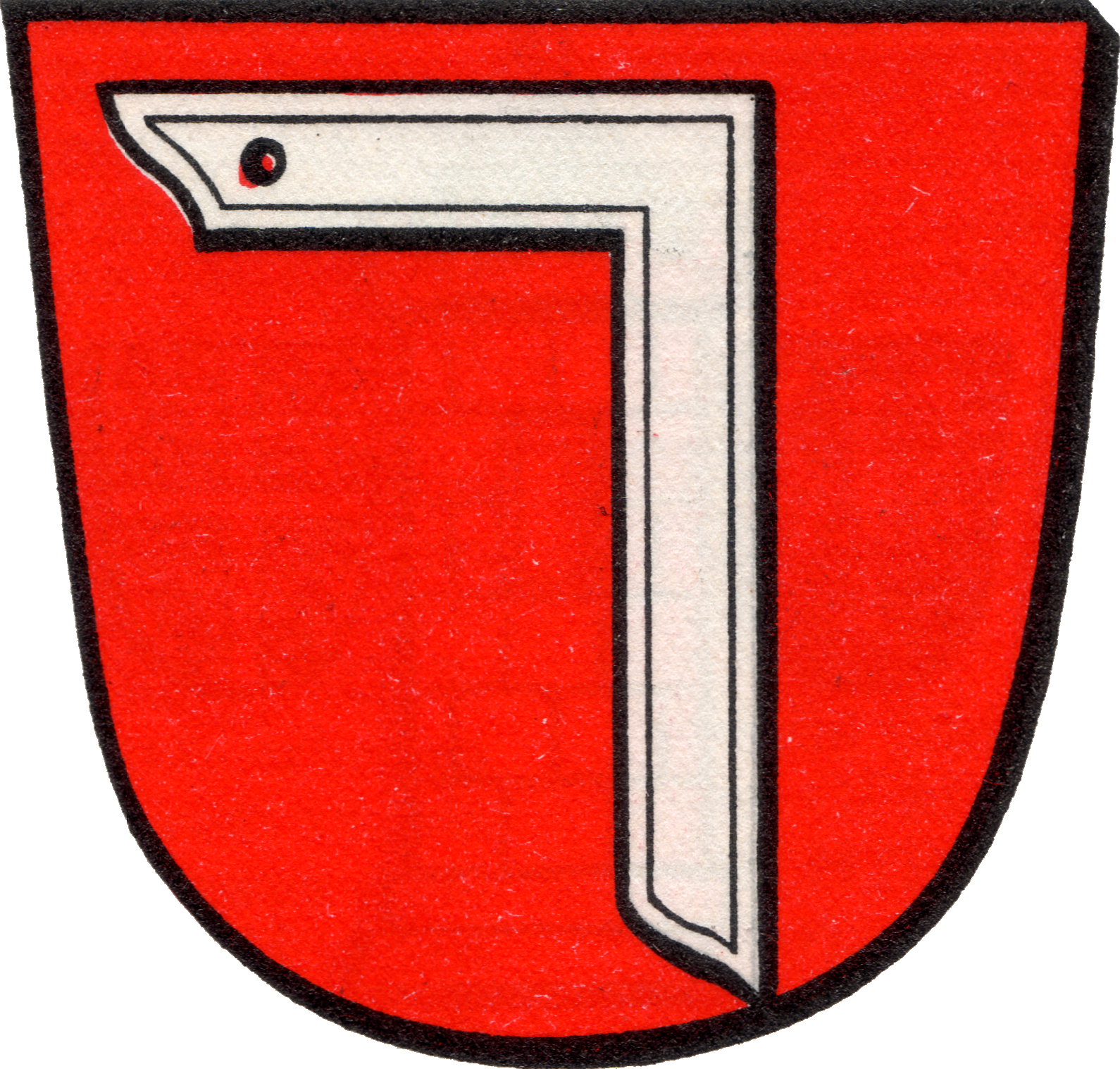
Stadt Oestrich-Winkel Ortsteil Winkel
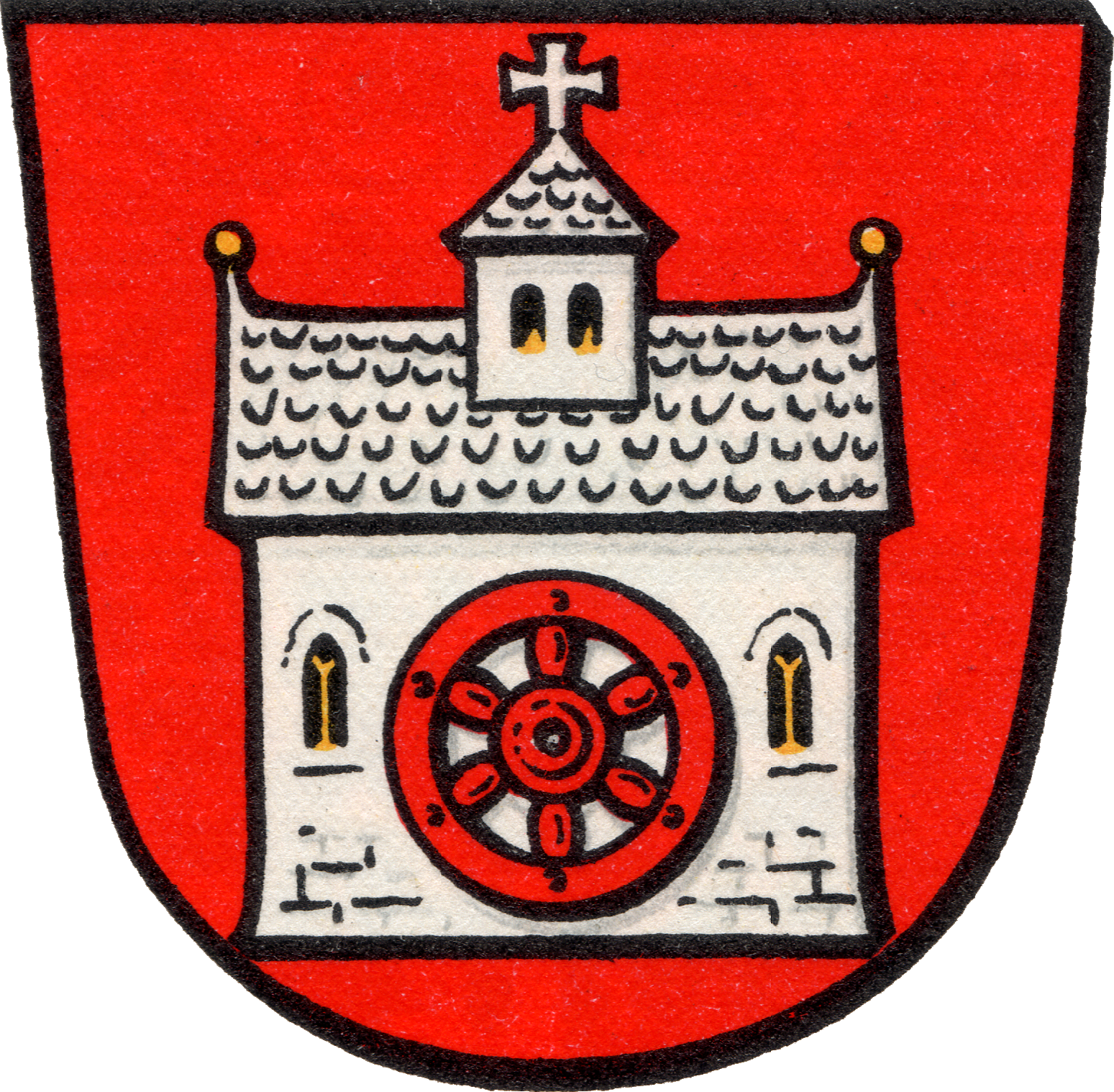
Stadt Lorch Ortsteil Wollmerschied
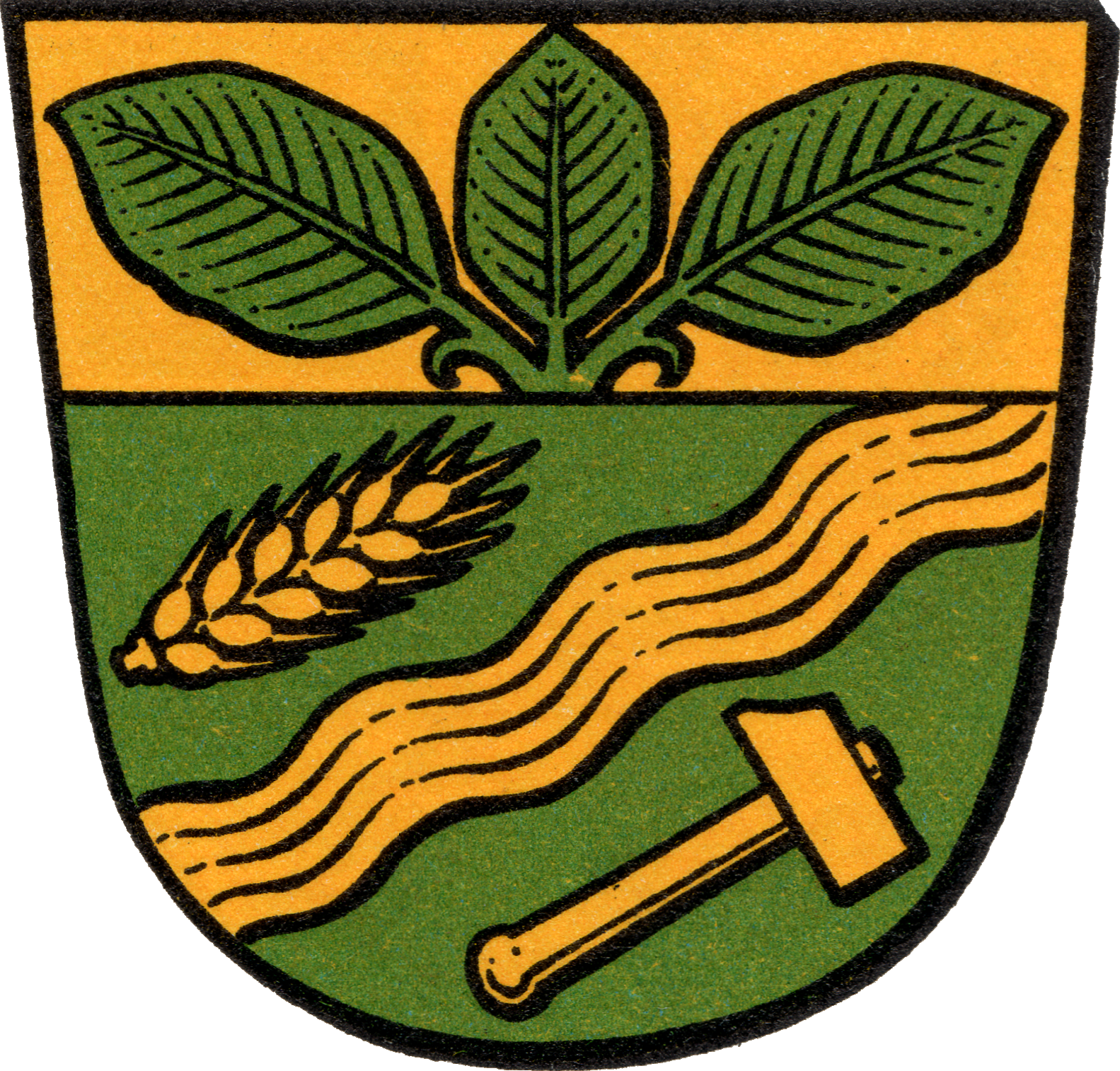
Stadt Idstein Ortsteil Wörsdorf
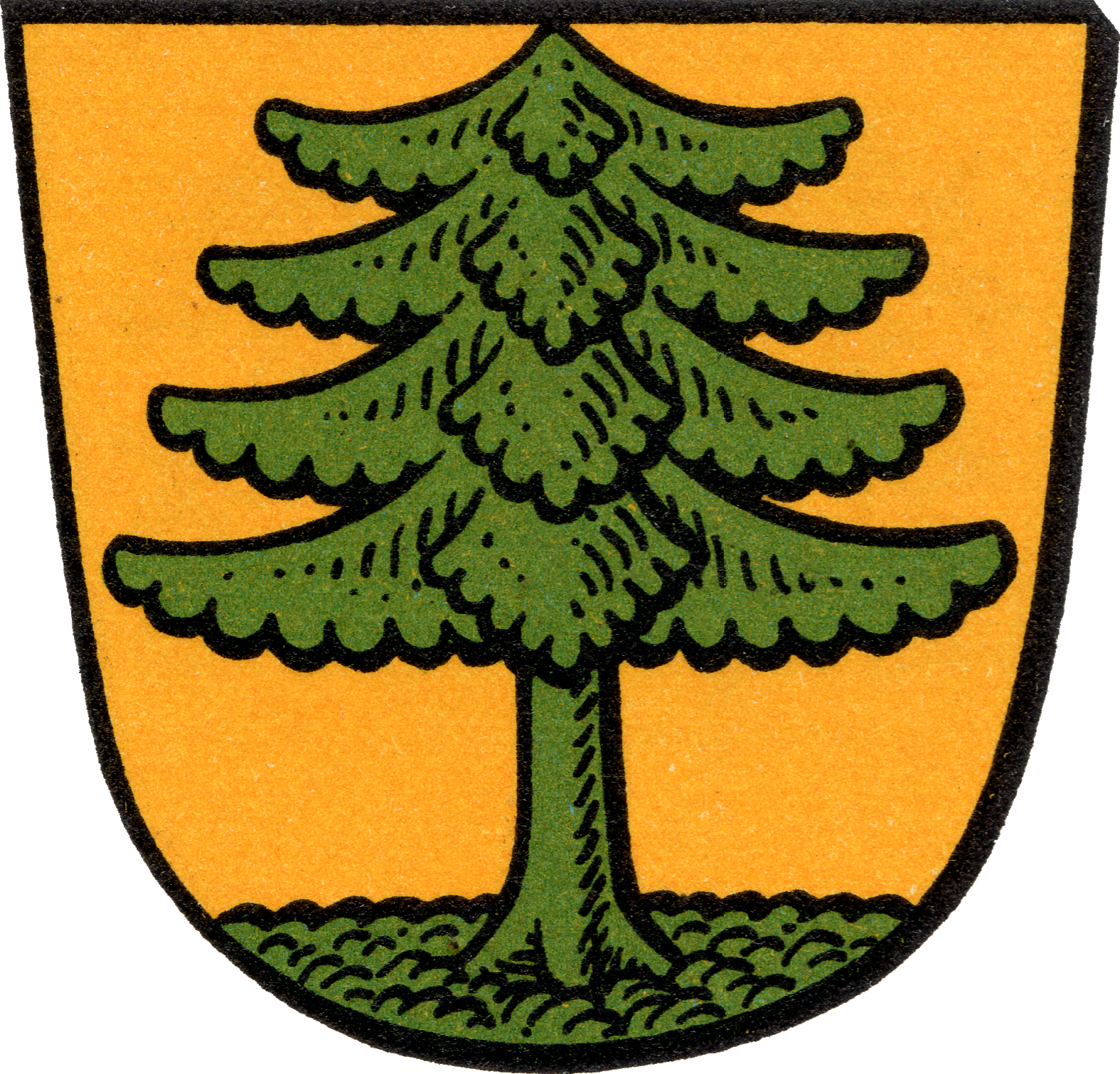
Gemeinde Waldems Ortsteil Wüstems
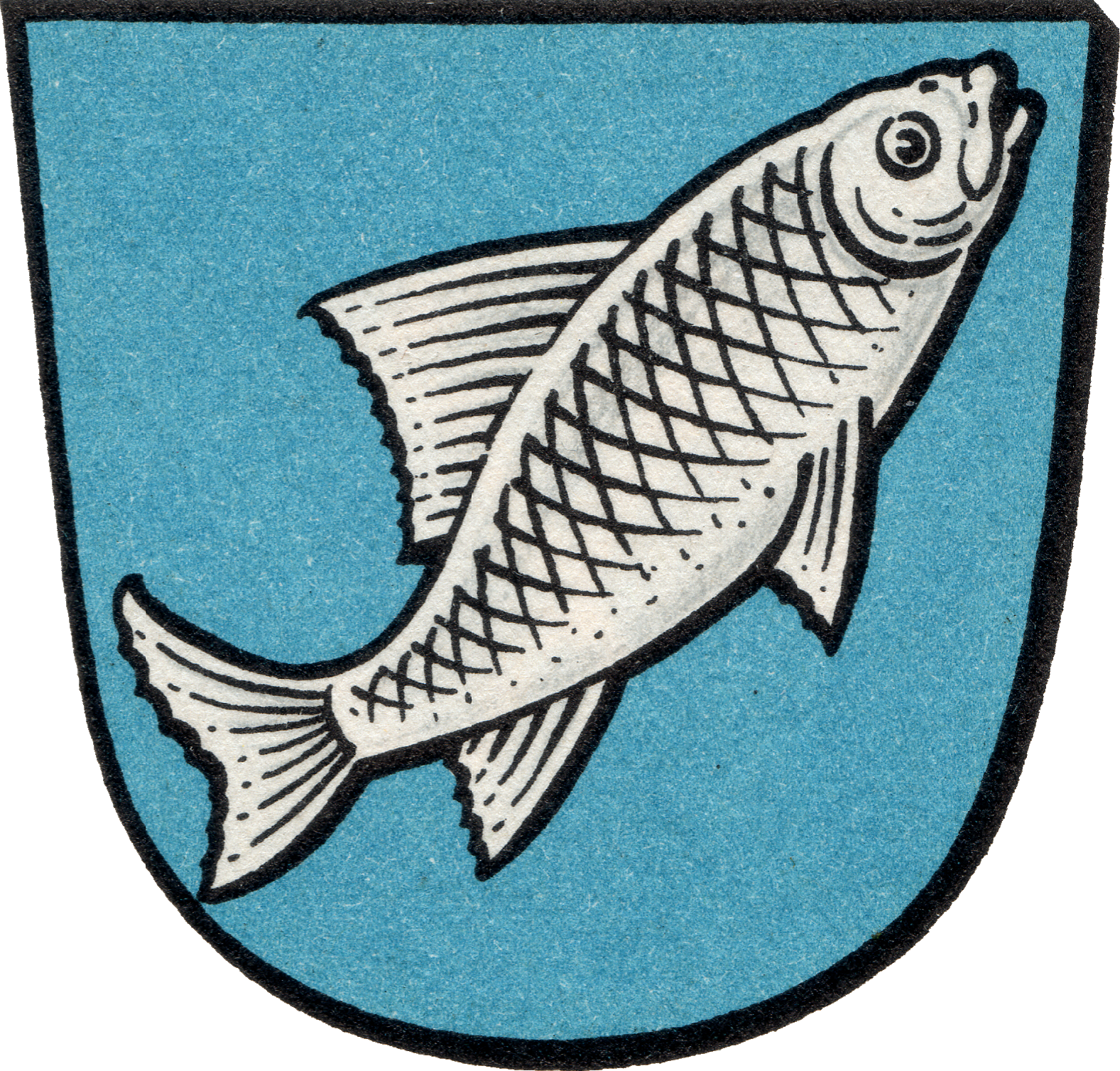
Gemeinde Heidenrod Ortsteil Zorn
Gemeinde Assmannshausen (1971–1977)[3]
- Stadt Rüdesheim
Ortsteil Aulhausen
- Gemeinde Schlangenbad
Ortsteil Bärstadt
- Gemeinde Hünstetten
Ortsteil Bechtheim
- Gemeinde Waldems
Ortsteil Bermbach
- Gemeinde Hünstetten
Ortsteil Beuerbach
- Stadt Taunusstein
Ortsteil Bleidenstadt
- Gemeinde Hohenstein
Ortsteil Born
- Gemeinde Hohenstein
Ortsteil Breithardt
- Stadt Idstein
Ortsteil Dasbach
- Gemeinde Heidenrod
Ortsteil Dickschied
- Stadt Rüdesheim
Ortsteil Eibingen
- Gemeinde Niedernhausen
Ortsteil Engenhahn
- Stadt Eltville am Rhein
Ortsteil Erbach
- Gemeinde Waldems
Ortsteil Esch
- Stadt Lorch
Ortsteil Espenschied
Stadt Bad Schwalbach Ortsteil Fischbach
- Stadt Geisenheim
Ortsteil Geisenheim
- Gemeinde Schlangenbad
Ortsteil Georgenborn[4]
- Gemeinde Hünstetten
Ortsteil Görsroth
- Gemeinde Heidenrod
Ortsteil Grebenroth
- Stadt Taunusstein
Ortsteil Hahn
- Stadt Oestrich-Winkel
Ortsteil Hallgarten
Stadt Eltville am Rhein Ortsteil Hattenheim
- Gemeinde Aarbergen
Ortsteil Hausen über Aar
- Gemeinde Schlangenbad
Ortsteil Hausen vor der Höhe[5]
Stadt Idstein
Ortsteil Heftrich
- Stadt Bad Schwalbach
Ortsteil Heimbach
Gemeinde Hohenstein
Ortsteil Hennethal
- Stadt Bad Schwalbach
Ortsteil Hettenhain
Gemeinde Hohenstein Ortsteil Holzhausen über Aar
Gemeinde Heidenrod
Ortsteil Huppert
Stadt Geisenheim Ortsteil Johannisberg
Gemeinde Heidenrod
Ortsteil Kemel
- Gemeinde Hünstetten
Ortsteil Kesselbach
- Gemeinde Aarbergen
Ortsteil Kettenbach
- Gemeinde Hünstetten
Ortsteil Ketternschwalbach
- Gemeinde Niedernhausen
Ortsteil Königshofen
Stadt Idstein
Ortsteil Kröftel
- Stadt Bad Schwalbach
Ortsteil Langenseifen
Gemeinde Heidenrod
Ortsteil Laufenselden
- Stadt Idstein
Ortsteil Lenzhahn
- Gemeinde Hünstetten
Ortsteil Limbach
- Stadt Bad Schwalbach
Ortsteil Lindschied
- Stadt Lorch
Ortsteil Lorch
- Stadt Lorch
Ortsteil Lorchhausen
- Stadt Eltville am Rhein
Ortsteil Martinsthal
- Gemeinde Aarbergen
Ortsteil Michelbach
Stadt Oestrich-Winkel Ortsteil Mittelheim
- Gemeinde Heidenrod
Ortsteil Nauroth
- Stadt Taunusstein
Ortsteil Neuhof
- Gemeinde Waldems
Ortsteil Niederems
- Gemeinde Schlangenbad
Ortsteil Niedergladbach
- Gemeinde Heidenrod
Ortsteil Niedermeilingen
- Gemeinde Niedernhausen
Ortsteil Niedernhausen
- Gemeinde Niedernhausen
Ortsteil Niederseelbach
- Gemeinde Walluf
Ortsteil Niederwalluf
- Stadt Idstein
Ortsteil Oberauroff
- Gemeinde Schlangenbad
Ortsteil Obergladbach
- Gemeinde Niedernhausen
Ortsteil Oberjosbach
- Gemeinde Hünstetten
Ortsteil Oberlibbach
- Gemeinde Niedernhausen
Ortsteil Oberseelbach
- Gemeinde Walluf
Ortsteil Oberwalluf
- Stadt Oestrich-Winkel
Ortsteil Oestrich
- Stadt Taunusstein
Ortsteil Orlen
- Gemeinde Aarbergen
Ortsteil Panrod
Stadt Rüdesheim Ortsteil Presberg
- Stadt Bad Schwalbach
Ortsteil Ramschied
- Stadt Lorch
Ortsteil Ransel
- Stadt Eltville am Rhein
Ortsteil Rauenthal
Gemeinde Waldems Ortsteil Reichenbach
- Gemeinde Aarbergen
Ortsteil Rückershausen
Stadt Taunusstein Ortsteil Seitzenhahn
Gemeinde Heidenrod
Ortsteil Springen
Gemeinde Hohenstein
Ortsteil Steckenroth
- Gemeinde Waldems
Ortsteil Steinfischbach
- Stadt Geisenheim
Ortsteil Stephanshausen
- Gemeinde Hohenstein
Ortsteil Strinz-Margarethä
- Gemeinde Hünstetten
Ortsteil Strinz-Trinitatis
- Gemeinde Hünstetten
Ortsteil Wallbach
- Gemeinde Hünstetten
Ortsteil Wallrabenstein
- Stadt Idstein
Ortsteil Walsdorf
- Stadt Taunusstein
Ortsteil Watzhahn
- Stadt Taunusstein
Ortsteil Wehen
- Stadt Taunusstein
Ortsteil Wingsbach
- Stadt Oestrich-Winkel
Ortsteil Winkel
- Stadt Lorch
Ortsteil Wollmerschied
- Stadt Idstein
Ortsteil Wörsdorf
- Gemeinde Waldems
Ortsteil Wüstems
- Gemeinde Heidenrod
Ortsteil Zorn

## Blasonierungen
1. ↑  Landkreiswappen: „Schräglinks geteilt: oben in mit goldenen Schindeln bestreutem blauen Feld ein wachsender, rot bewehrter goldener Löwe, unten in Silber ein rotes Rad.“
2. ↑  Rheingaukreis: „Schräglinks geteilt von Blau und Silber; oben ein goldenes Rebstück mit Blatt und Traube, unten ein sechsspeichiges rotes Rad.“
3. ↑  Assmannshausen: „Im gespaltenen Schild vorne in Silber ein rotes Astkreuz, hinten in Rot ein gehenkelter silberner Topf, belegt mit einem sechsspeichigen roten Rad.“
4. ↑  Georgenborn: „Im Wellenschnitt schräglinks geteilt von Gold (Gelb) und Blau; vorn ein silberner (weißer) Brunnen mit blauer Fontäne, hinten mit acht goldenen (gelben) Schindeln umgeben ein rotbewehrter und bezungter goldener (gelber) Löwe.“
5. ↑  Hausen vor der Höhe: „In Grün zwischen zwei silbernen (weißen) Rädern ein springender silberner (weißer) Hirsch mit roten Hufen.“